# Pays-Bas autrichiens
 (mars 2023).
1713–1789
1790–1792
1793–1795
Entités précédentes :
- Pays-Bas espagnols (1713)
- États belgiques unis (1790)
- République française (1793)

Entités suivantes :
- États belgiques unis (1789)
- République française (départements réunis) (1792)
- République française (départements réunis) (1795)

Les Pays-Bas autrichiens (en latin : Belgium Austriacum) désigne les Pays-Bas méridionaux pendant la période de 1714 à 1794. Les provinces qui les composent sont des possessions des Habsbourg d'Autriche ayant appartenu précédemment aux Habsbourg d'Espagne (1516-1714, alors appelés Pays-Bas espagnols). Ils font partie du Saint Empire romain germanique, et notamment du cercle de Bourgogne.
Les Pays-Bas, précédemment Pays-Bas bourguignons passés par héritage à la branche espagnole des Habsbourg, s'étant révoltés contre l'absolutisme et le centralisme de Philippe II d'Espagne, leur souverain commun, ce dernier se lança dans une guerre qui mena de fait, en 1568, à la formation au nord de la République des Provinces-Unies, nouvel État dont l'indépendance allait être finalement reconnue par le roi d'Espagne en 1648 lors du traité de Münster, et au sud d'un ensemble d'une dizaine de provinces (dont certaines, comme le Brabant, avaient perdu une partie de leur territoire au profit des Provinces-Unies) que Philippe II puis ses successeurs parvinrent à conserver sous le nom de Pays-Bas espagnols.
En 1700, le roi d'Espagne Charles II d'Espagne désigne comme successeur le prince français Philippe d'Anjou, petit-fils de Louis XIV. Il le préfère à un membre de la branche cousine des Habsbourg d'Autriche. Louis XIV ayant accepté ce choix au nom de son épouse dont la dot n'avait jamais été versée, une coalition se forme entre les Habsbourg d'Autriche, l'Angleterre et les Provinces-Unies contre la France de Louis XIV et l'Espagne de Philippe V.
C'est le début de la guerre de Succession d'Espagne (1701–1714), au cours de laquelle les Pays-Bas espagnols sont occupés par la France au nom du petit-fils de Louis XIV. 
À la fin de cette guerre (traités d'Utrecht en 1713 et de Rastatt en 1714), le royaume d'Espagne reste à Philippe V. Il doit cependant renoncer aux Pays-Bas espagnols qui sont transférés à la maison d'Autriche, constituant une sorte d'État tampon entre les Provinces-Unies et la France. Le traité de la Barrière (1715) accorde aux Provinces-Unies le droit de garnison dans certaines places fortes des Pays-Bas autrichiens. Ceux-ci sont de nouveau occupés par la France durant la guerre de Succession d'Autriche (1744-1748). Le traité d'Aix-la-Chapelle les restitue à Marie-Thérèse en 1748. 
Dans la seconde moitié du siècle, les Pays-Bas autrichiens connaissent une période de paix et d'essor économique (agriculture, grands travaux, début de l'industrialisation) sous le règne de Marie-Thérèse et le gouvernorat de Charles-Alexandre de Lorraine. La Belgique ne connut jamais une plus grande prospérité matérielle que dans les trente années de 1750 à 1780.
Les réformes promues par Joseph II suscitent une certaine hostilité aboutissant à la révolution brabançonne et à la création de la république des États belgiques unis (1790), qui ne subsiste que quelques mois.
Quatre ans après, les Pays-Bas autrichiens sont envahis par l'armée révolutionnaire de la République française et annexés en 1795. En 1815, le congrès de Vienne réunit les Pays-Bas ex-autrichiens et les Provinces-Unies, et crée un bref royaume uni des Pays-Bas (1815-1830). En 1830, la révolution belge aboutit à la sécession et à l'indépendance belge, puis au royaume de Belgique.

## Des Pays-Bas bourguignons aux Pays-Bas autrichiens (1477-1714)

Le Cercle de Bourgogne en 1512.

Les provinces des Pays-Bas, qui à la fin du règne de Charles Quint (1555), sont au nombre de dix-sept (les Dix-Sept Provinces) ont été rassemblées par les ducs de Bourgogne de 1384 à 1477. Les principales sont le duché de Brabant, le comté d'Artois, le comté de Flandre, le comté de Hainaut, le duché de Luxembourg, le comté de Namur, le comté de Hollande et le comté de Zélande. La plupart font partie du Saint Empire, sauf l'Artois et la Flandre, fiefs du royaume de France.
La mort de Charles le Téméraire entraîne un conflit avec la France, la guerre de Succession de Bourgogne, au terme de laquelle le successeur de Charles, le duc Philippe le Beau, fils de Marie de Bourgogne (1457-1482) et du Habsbourg Maximilien d'Autriche (1453-1519), perd le duché de Bourgogne et la Picardie, mais conserve le reste des possessions bourguignonnes (comté de Bourgogne et Pays-Bas).
Son successeur, Charles de Habsbourg (1500-1558), qui devient souverain des Pays-Bas en 1516, devient roi de Castille et roi d'Aragon la même année, et en 1519 à la mort de Maximilien, il devient chef de la maison de Habsbourg et est élu empereur sous le nom devenu usuel de Charles Quint (Charles V). Aux provinces néerlandaises qu'il détient déjà, il va ajouter Tournai (1521), la principauté d'Utrecht (1528) et le duché de Gueldre (1543), et obtenir du roi de France la fin de la suzeraineté française sur l'Artois et sur la Flandre (traité de Madrid de 1526), qui sont intégrés à l'Empire. 
Dès 1512, Maximilien a regroupé les possessions de la maison de Bourgogne dans un cercle impérial, le cercle de Bourgogne (les neuf autres sont l'Autriche, la Bavière, la Souabe, la Franconie, la Haute et la Basse-Saxe, la Westphalie, le Haut-Rhin et le Bas-Rhin).
Par une ordonnance du 26 juin 1548, la transaction d'Augsbourg, Charles Quint donne au cercle de Bourgogne un statut particulier dans l'Empire, lui assurant une quasi-indépendance.
Lorsque Charles Quint abdique la souveraineté des Pays-Bas en octobre 1555, il la transmet à son fils aîné Philippe, qui devient aussi roi d'Espagne en janvier 1556, tandis que les possessions autrichiennes des Habsbourg reviennent à Ferdinand (1503-1564), frère de Charles. C'est alors qu'un lien spécifique est noué entre les Pays-Bas bourguignons et la couronne d'Espagne. L'unité des Pays-Bas est renforcée en 1561 par la réorganisation des diocèses : création du siège primatial de Malines, de deux autres archevêchés (Cambrai et Utrecht) et de quinze diocèses.
Mais les relations entre Philippe II et ses sujets néerlandais deviennent rapidement mauvaises. En 1566, débute la révolte des Gueux, qui se transforme en 1568 en une guerre, sous la direction du prince Guillaume d'Orange. En 1581, les provinces et villes insurgées de l'union d'Utrecht proclament la déchéance de Philippe II (acte de La Haye). La guerre se poursuit, permettant aux troupes de Philippe de reconquérir Gand, Bruxelles et Anvers (1585), mais les provinces de Hollande, Zélande, Utrecht et Frise sont définitivement perdues. Cette perte sera officialisée en 1648, le roi d'Espagne reconnaissant l'indépendance de la république des Sept Provinces-Unies des Pays-Bas.
À la fin du XVIe siècle, le cercle de Bourgogne se trouve donc réduit aux provinces du sud : le duché de Brabant, avec le marquisat d'Anvers, le duché de Limbourg et les trois pays d'Outre-Meuse (le pays de Fauquemont, de Daelem et de Rolduc), le duché de Luxembourg et le comté de Chiny, le duché de Gueldre, le comté de Flandre, le comté de Hainaut, le comté de Namur, la seigneurie de Malines, le bailliage de Tournai et du Tournaisis. Le territoire des Pays-Bas espagnols est discontinu : en effet, même si elle est sous le protectorat du roi d'Espagne, la vaste principauté épiscopale de Liège reste aux mains de son prince, l'évêque de Liège, vassal de l'empereur. Au sud de Liège, la principauté de Stavelot-Malmedy, moins importante, se trouve dans une situation équivalente.
Ce sont ces provinces qui échoient en 1714 aux Habsbourg d'Autriche, les principautés de Liège et de Stavelot-Malmedy, continuant d'être à part.

## Organisation des Pays-Bas autrichiens
Ces provinces sont réunies sous un même souverain, mais conservent leur mutuelle indépendance, leurs lois et leurs constitutions particulières. Le souverain est reconnu dans chaque province par le titre spécifique de chaque province, par exemple : duc de Brabant, seigneur de Malines, comte de Flandre, comte de Namur, etc..

### Les souverains des Pays-Bas autrichiens
Ce sont les chefs successifs de la maison de Habsbourg, puis de Habsbourg-Lorraine, généralement nommés d'après leur nom impérial, lorsqu'ils sont empereurs :
- Léopold Ier
- Joseph Ier, premier fils de Léopold Ier
- Charles VI, second fils de Léopold Ier, souverain des Pays-Bas de 1713 à 1740.
- Marie-Thérèse, fille de Charles VI, souverain des Pays-Bas de 1740 à 1780 (étant une femme, elle ne peut pas être élue empereur. Le successeur de Charles VI comme empereur est le duc de Bavière (1742-1745), puis l'époux de Marie-Thérèse, François de Lorraine)
- Joseph II[note 1], premier fils de Marie-Thérèse, souverain des Pays-Bas de 1780 à 1790.
- Léopold II, frère de Joseph II, souverain des Pays-Bas de 1790 à 1792.
- François II[note 2], fils aîné de Léopold II, souverain des Pays-Bas de 1793 à 1794.

Portraits des souverains de la maison des Habsbourgs
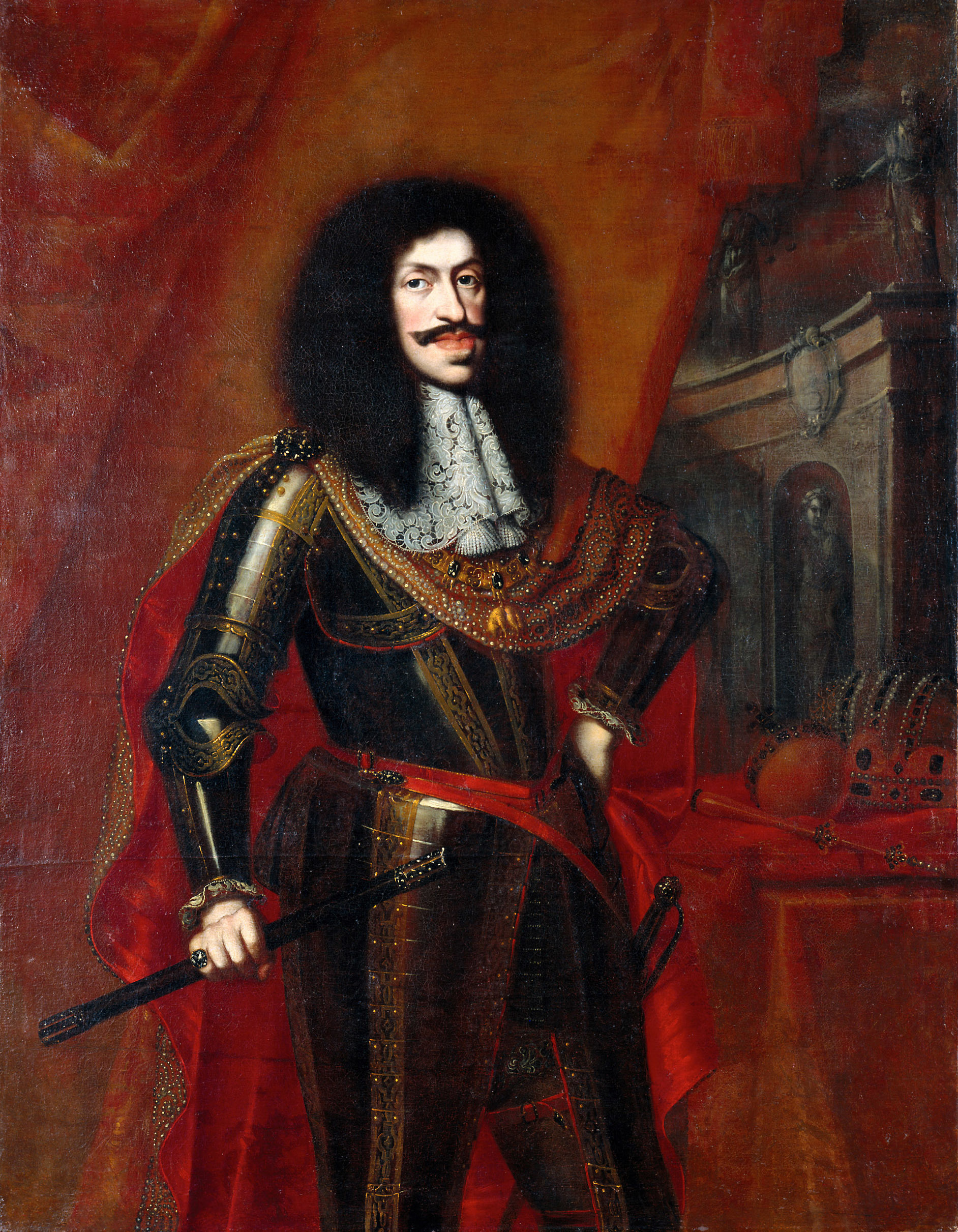
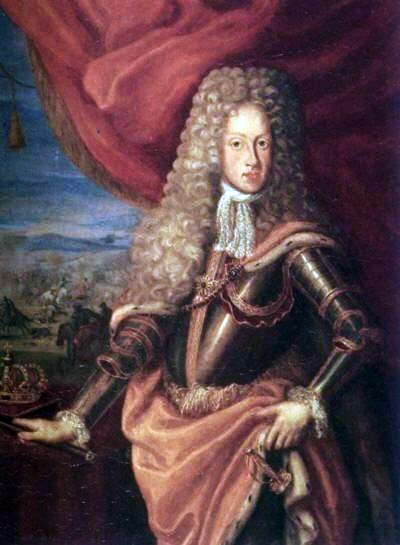
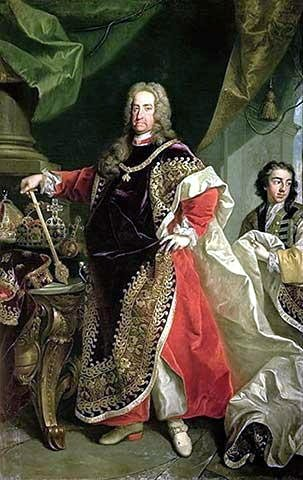
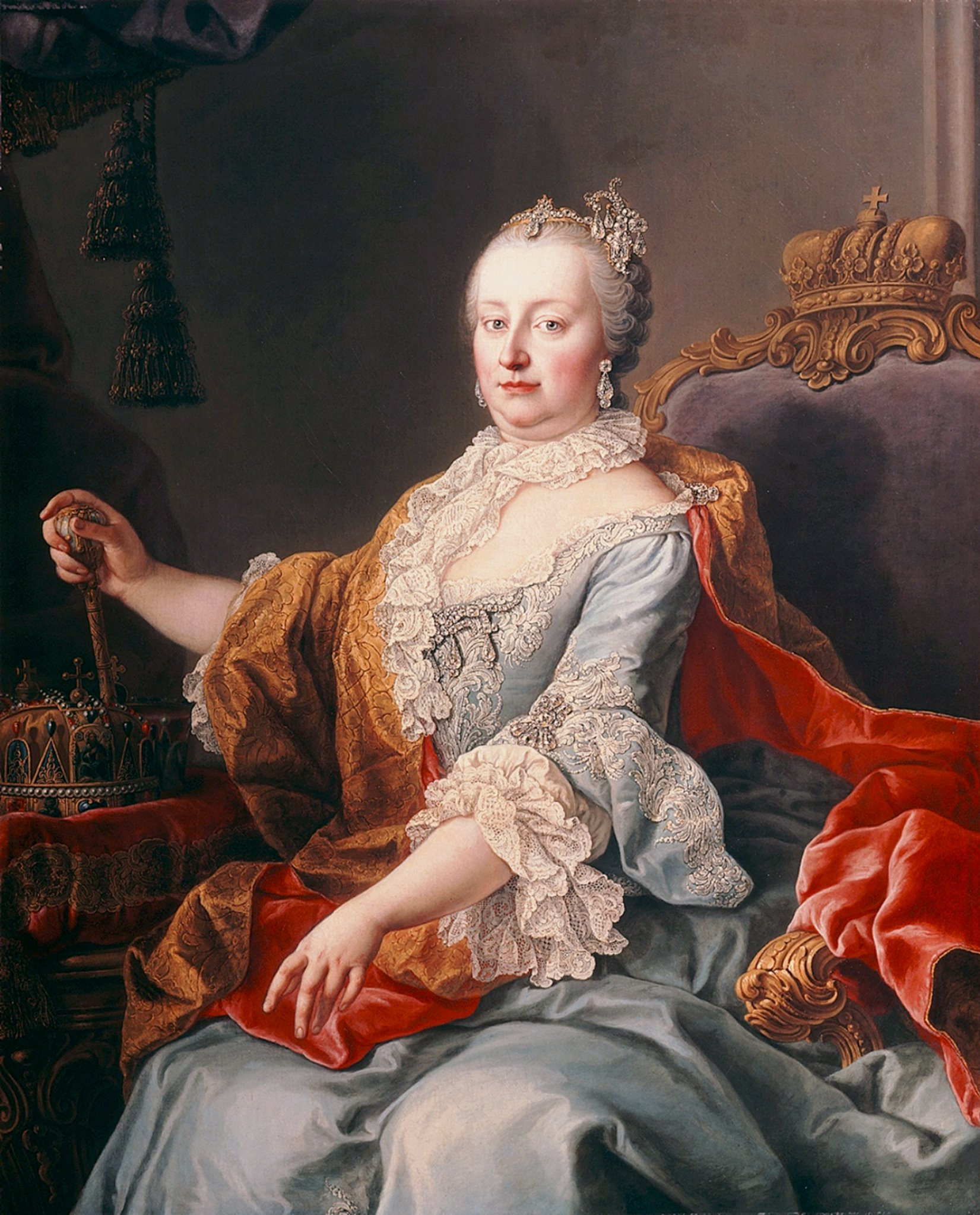
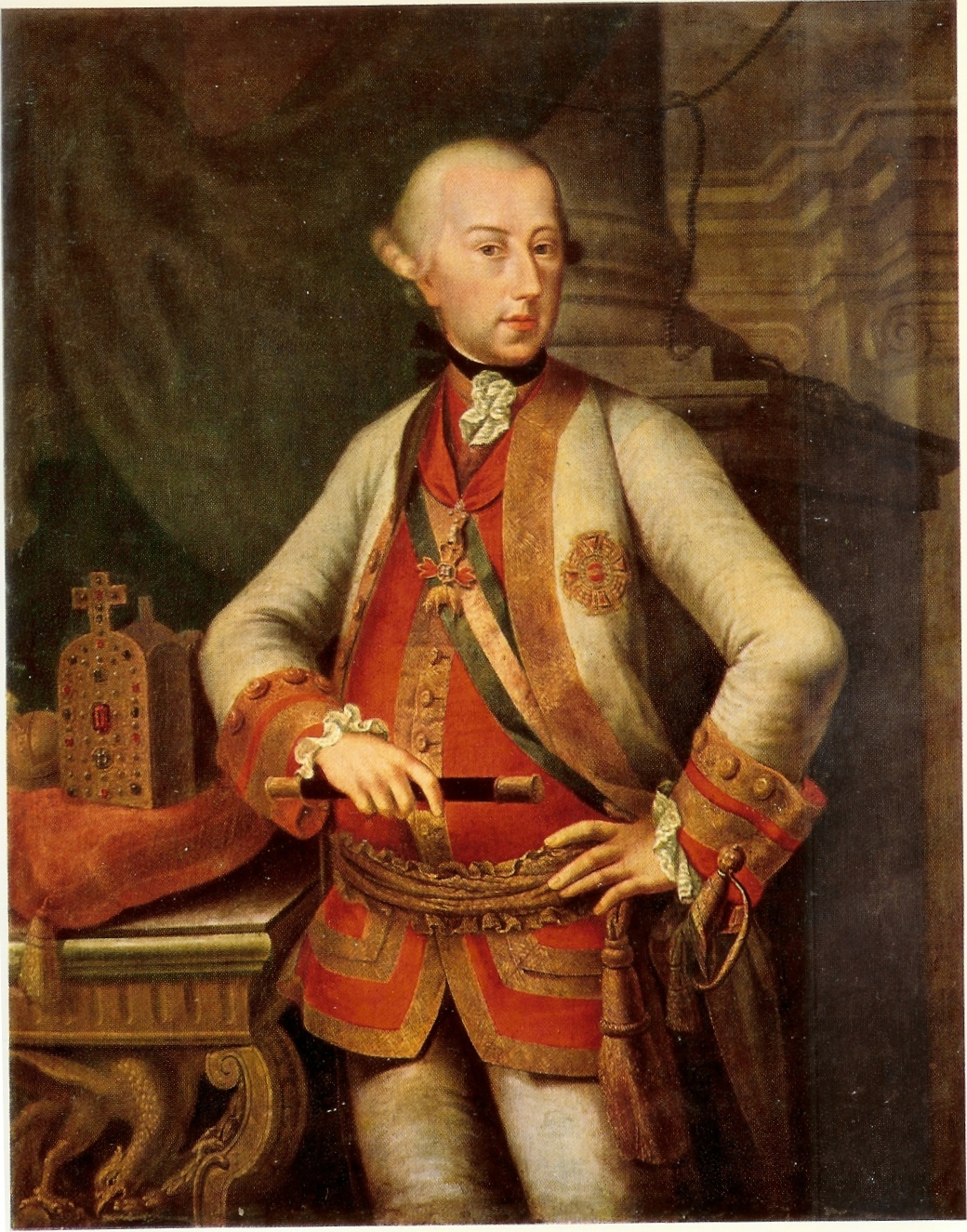
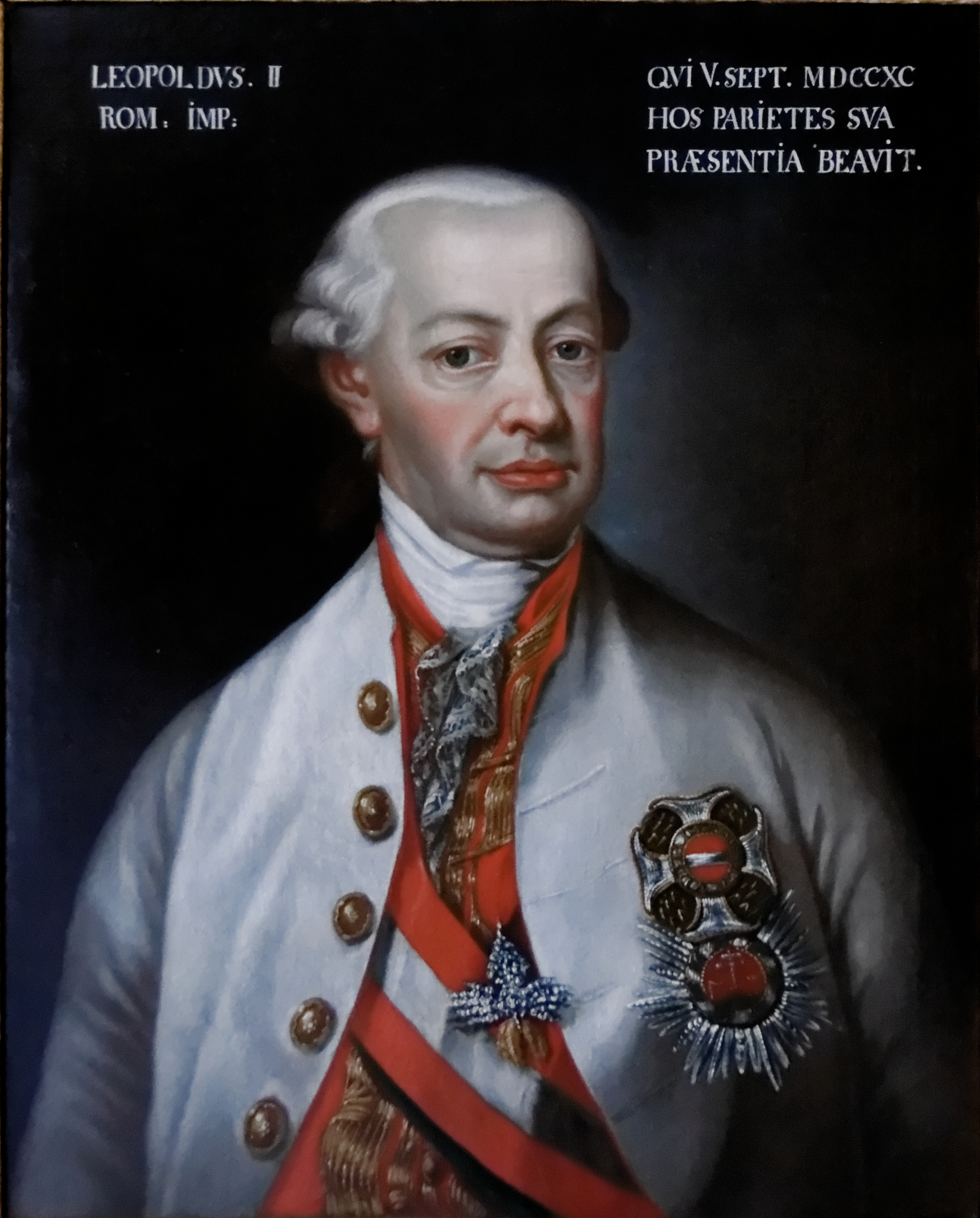
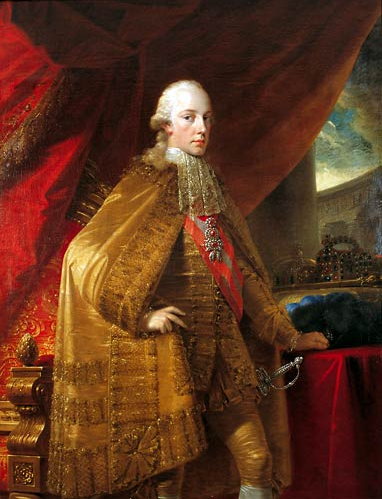

Ces monarques portent, outre les titres de comte ou duc des provinces des Pays-Bas méridionaux, d'archiduc d'Autriche, de roi de Hongrie, de roi de Bohême, de duc de Milan, de roi de Sicile (de 1720 à 1734) et de Naples (de 1720 à 1734), à titre héréditaire, et à titre électif, celui d'empereur (à l'exception de Marie-Thérèse).

### Le gouverneur général des Pays-Bas autrichiens
L'exécutif est confié à un gouverneur général un prince ou une princesse de sang royal nommé par l'archiduc d'Autriche. Celui-ci est chargé de la direction supérieure de toutes les affaires du pays, du soin de maintenir la religion catholique, de faire exécuter les lois et de veiller à l'administration de la justice par les tribunaux et juges. Il supervise la justice, la police et les finances.
Les différents gouverneurs de cette période sont :
- Eugène de Savoie, prince de Savoie-Carignan, général des armées impériales, de 1716 à 1724.
- Marie-Élisabeth d'Autriche, sœur de Charles VI et tante de Marie-Thérèse, de 1724 à 1741.
- Marie-Anne d'Autriche et Charles-Alexandre de Lorraine sœur et beau-frère de Marie-Thérèse, de 1741 à 1780.
- Marie-Christine d'Autriche et Albert de Saxe-Teschen[note 4],[note 5], sœur et beau-frère de Joseph II, de 1780 à 1794.

### Le ministre plénipotentiaire
Un ministre plénipotentiaire, fonction n'existant pas avant 1716, nommé par l'Archiduc, seconde le Gouverneur depuis 1716. Il représente l'Archiduc et remplace le Gouverneur lors de ses absences.
Les différents ministres plénipotentiaires au service de la Maison d'Autriche pendant la période autrichienne étaient originaires des nombreuses parties du Saint-Empire, ou d'autres États comme le royaume de Hongrie (également possession de la Maison d'Autriche) ou le duché de Lorraine. Ils sont :
- Don Francisco Bernardo de Quiros[note 7],[5], en 1708 (Espagne, possession des Habsbourgs d'Espagne).
- le comte LC de Königsegg[note 8], en 1716.
- le marquis de Prié, de 1716 à 1724 (Savoie, Saint-Empire).
- le comte Wirich de Daun, de 1724 à 1725 (archiduché d'Autriche, Saint-Empire).
- le comte Giulio de Visconti, de 1726 à 1732 (duché de Milan, Saint-Empire).
- le comte de Harrach-Rohrau, de 1732 à 1743 (Bohême, Saint-Empire).
- le comte de Kaunitz-Rietberg, de 1744 à 1746 (Bohême, Saint-Empire).
- le comte Charles de Batthyany, de 1748 à 1749 (royaume de Hongrie, possession de la Maison d'Autriche, hors du Saint-Empire).
- le marquis de Botta, de 1748 à 1753 (duché de Milan, Saint-Empire).
- le comte Charles de Cobenzl, de 1753 à 1770 (Slovénie, Saint-Empire).
- le comte de Starhemberg, de 1770 à 1783 (archiduché d'Autriche, Saint-Empire).
- le comte Louis de Barbiano et Belgiojoso[note 9], de 1783 à 1787 (Duché de Milan, Saint-Empire)
- Le comte Joseph de Murray[note 10], en 1787 (Pays-Bas, Saint-Empire).
- Le comte de Trauttmansdorff[note 11], de 1787 à 1789 (archiduché d'Autriche, Saint-Empire).
- Le comte Philippe de Cobenzl[note 12], en 1789 (Slovénie, Saint-Empire).
- Le comte de Mercy-Argenteau[note 13], de 1790 à 1791 (duché de Lorraine, État indépendant).
- Le comte de Metternich-Winnembourg[note 14], de 1791 à 1792 et de 1793 à 1794 (Électorat de Trèves, Saint-Empire).

### Les conseils des Pays-Bas
Par lettres patentes du 1er octobre 1531, Charles Quint met en place trois conseils collatéraux pour la gestion des affaires politiques et économiques dans les Pays-Bas.
Le « conseil d'État » est dirigé par le gouverneur et composé d'un secrétaire particulier et de conseillers désignés par l'empereur, parmi lesquels se trouvent l'archevêque de Malines, des seigneurs de haute noblesse dont les chevaliers de la toison d'or, des conseillers de robe et des conseillers d'épée. Le conseil d'état initialement destiné à traiter « les grandes et principales affaires, et celles qui concernent l'État, conduite et gouvernement du pays » est devenu progressivement un conseil d'honneur sans activités. La gestion des affaires d'État est ainsi passée au conseil privé.
Le « conseil privé » est composé d'un président nommé, de dix conseillers et de deux secrétaires. Le conseil privé traite de la surintendance, de la direction, conduite et surveillance de la justice et de la police des Pays-Bas, mais aussi à titre consultatif la collation des dignités, des emplois en matières ecclésiastiques, politiques et civiles (article 6). Le président du conseil est tenu de faire un rapport régulier au gouverneur (article 7).
Le « conseil des finances » est initialement composé de trois seigneurs de l'ordre de la toison d'or, de deux conseillers, un receveur général, un audiencier et un greffier. Ce conseil est chargé de la direction générale des finances : son autorité s'étend sur les revenus tant ordinaires qu'extraordinaires, il règle les impôts et délivre l'argent pour les dépenses du gouvernement.

### Les États provinciaux
Le pouvoir des différentes provinces est centralisé au sein des États, composés de prélats, de nobles et de députés des villes.

« Le pouvoir des états doit être borné au droit de consentir aux impositions & à une administration économique sans juridiction, sans aucun attribut de la puissance publique car ils ne sont que les représentants du corps des sujets : les tributs qu'ils lèvent sur les peuples sont des fonds appartenant au souverain, imposés en vertu de leur consentement, mais par l'autorité du souverain, sans laquelle nulle espèce d'impôt n'est légitime. Telle est l'essence de la constitution du corps d'état en général ; le souverain ne saurait permettre qu'il sorte de la sphère sans s'exposer à de grands inconvénients. »

— Patrice-François de Neny,  Mémoires historiques et politiques sur les Pays-Bas autrichiens

À titre d'exemple, les prélats des États de Brabant sont l'archevêque de Malines, en qualité d'abbé d'Afflighem, de l'évêque d'Anvers, en qualité d'abbé de Saint-Bernard, des abbés de Vlierbeck, de Villers, de Saint-Bernard, de Saint-Michel, de Grimbergen, de Parc, de Heylissem, d'Everboden, de Tongerloo, de Dilligem et de Sainte-Gertrude. Les nobles doivent au minimum disposer d'un titre de baron avec certains revenus pour faire partie des États de Brabant. L'abbé de Gembloux, quoique prélat, est repris comme le premier noble, avec le titre de comte de Gemblours. Quant au pouvoir urbain, il est composé de députés de toutes les villes du duché de Brabant, en sachant que seuls les députés des trois chefs-villes, à savoir Louvain, Bruxelles et Anvers, ont le droit de participer aux séances des États.
Les résolutions des États de Brabant se prennent à l'unanimité des diverses puissances territoriales représentées. De plus, les prélats et les nobles ont pris l'habitude, lors de la prise de résolution, particulièrement en matière de subsides de la lier à la clause « à condition que le tiers-état suive & autrement pas »

### Joyeuse Entrée et privilèges des provinces
La Joyeuse Entrée est un recueil de 59 articles reprenant d'anciens privilèges obtenus par les villes et les habitants du duché de Brabant et dont le nouveau souverain promet, sous serment, l'observation devant les représentants des États de Brabant qui assistent en corporation à cette cérémonie d'inauguration. Pendant la période autrichienne, les cérémonies se déroulent à Bruxelles et les différents archiducs d'Autriche sont représentés par leur gouverneur ou par son ministre plénipotentiaire.
Charles VI ordonne à son ministre plénipotentiaire des Pays-Bas, le marquis de Prié, de prester les serments d'usage en Brabant le 11 octobre 1717. L'archiduchesse Marie-Thérèse mandate le gouverneur des Pays-Bas, le prince Charles-Alexandre de Lorraine, pour présider à son inauguration en qualité de duchesse de Brabant le 20 avril 1744. L'empereur Joseph II désigne également son gouverneur Albert de Saxe-Teschen pour le représenter à la cérémonie de la joyeuse entrée du 17 juillet 1781, comme duc de Brabant
Tout au long du XVIIIe siècle, les représentants des États vont utiliser cette charte en avant pour refuser le paiement des impôts, pour défendre leurs privilèges et finalement pour destituer leur souverain, l'empereur Joseph II, en 1789.

« I. Sa Majesté leur sera bonne, équitable & léal seigneur : elle ne les gouvernera pas par la force, ni par volonté, ni autrement que par droit & sentence & devant les juges ordinaires. »

« LIX. Sa Majesté n'alléguera pas qu'Elle n'est pas tenue d'observer les dits, droits, privilèges et usages confirmés en général, par la raison qu'elle ne les aurait pas accordés ou promis en particulier. S'il arrivait que Sa Majesté cessat d'observer les privilèges, en tout ou en partie, elle consent qu'en ce cas ses sujets cessent de lui faire service jusqu'à ce que les contraventions aient éyé réparées. »

—  Joyeuse entrée de Brabant et de Limbourg

## La guerre de succession d'Espagne aux Pays-Bas

### La succession de Charles II d'Espagne

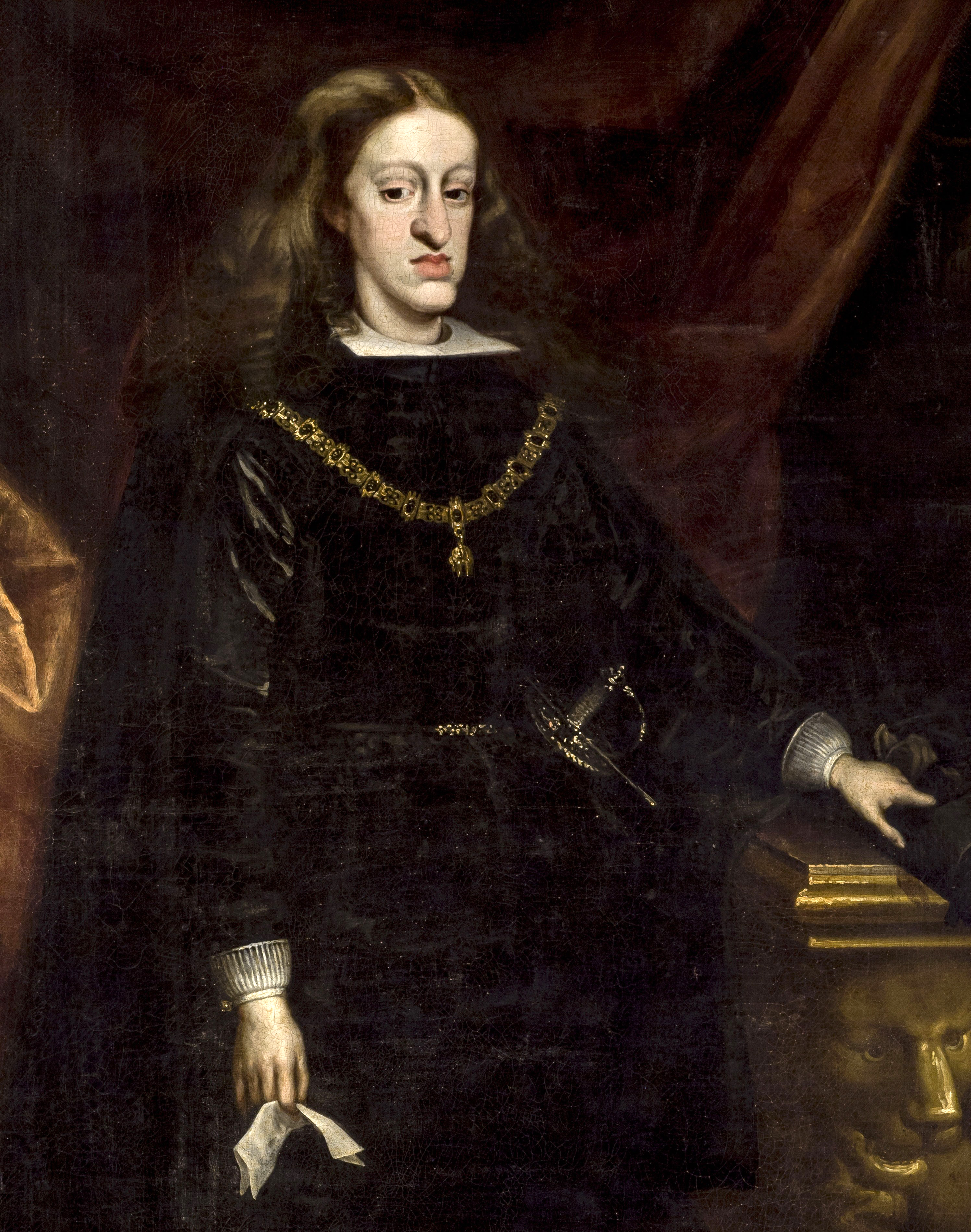
Le décès du roi Charles II d'Espagne, le 1 novembre 1700, déclenche une guerre de succession.

L'absence de successeur mâle au trône d'Espagne occupé par le roi Charles II rend les différents pays européens attentifs à une éventuelle succession qui pourrait entraîner un déséquilibre des rapports de force en Europe. Après l'examen de plusieurs options, Charles II institue par testament son petit neveu, Philippe, duc d'Anjou et petit-fils de Louis XIV pour héritier universel, avec la restriction que la monarchie espagnole soit toujours séparée de la couronne de France :

« Moi, Don Carlos, par la grâce de Dieu, Roy de Castille, de Léon, d'Aragon, des Deux Siciles, de Jérusalem, de Navarre, de Grenade, de Tolède, de Valence, de Galice, de Majorque, de Séville, de Sardaigne, de Cordoue, de Corse, de Murcie, de Jaën, d'Algarves, d'Algésiras, de Gibraltar, des Îles Canaries, des Indes Orientales & Occidentales, des Iles et Terre ferme de la Mer Océane, Archiduc d'Autriche, Duc de Bourgogne, de Brabant, de Milan, d'Athènes, Comte d'Absburg, de Flandre, de Tyrol & de Barcelone, Seigneur de Biscaie & de Moulin… »

« Article XIII : Ayant donc reconnu par diverses conférences que j'ai eues avec mes Ministres d'État & de Justice,… : au cas que je meure sans laisser d'enfants, m'accommodant auxdites lois, je déclare le Duc d'Anjou pour mon successeur, & comme tel je l'appelle à la succession de tous mes Royaumes sans nulle exception… & qu'il m'importe beaucoup au repos de la Chrétienté & de l'Europe et à la tranquillité de mes-dits Royaumes, que cette Monarchie soit toujours séparée de la Couronne de France. »

— Charles II,  Testament et codicille, daté du 2 octobre 1700.

Le roi Charles II meurt le 1er novembre 1700, et Louis XIV accepte le testament au nom de son petit-fils, le duc d'Anjou, le 14 novembre 1700.
Dans un premier temps, la plupart des états acceptent le testament du roi d'Espagne puisque le royaume et ses possessions restent indépendants des autres pays, même si le successeur appartient à la branche des Bourbons. Seul l'empereur Léopold Ier de Habsbourg conteste ce choix et refuse de reconnaître le nouveau roi d'Espagne.

### L'occupation française des Pays-Bas espagnols

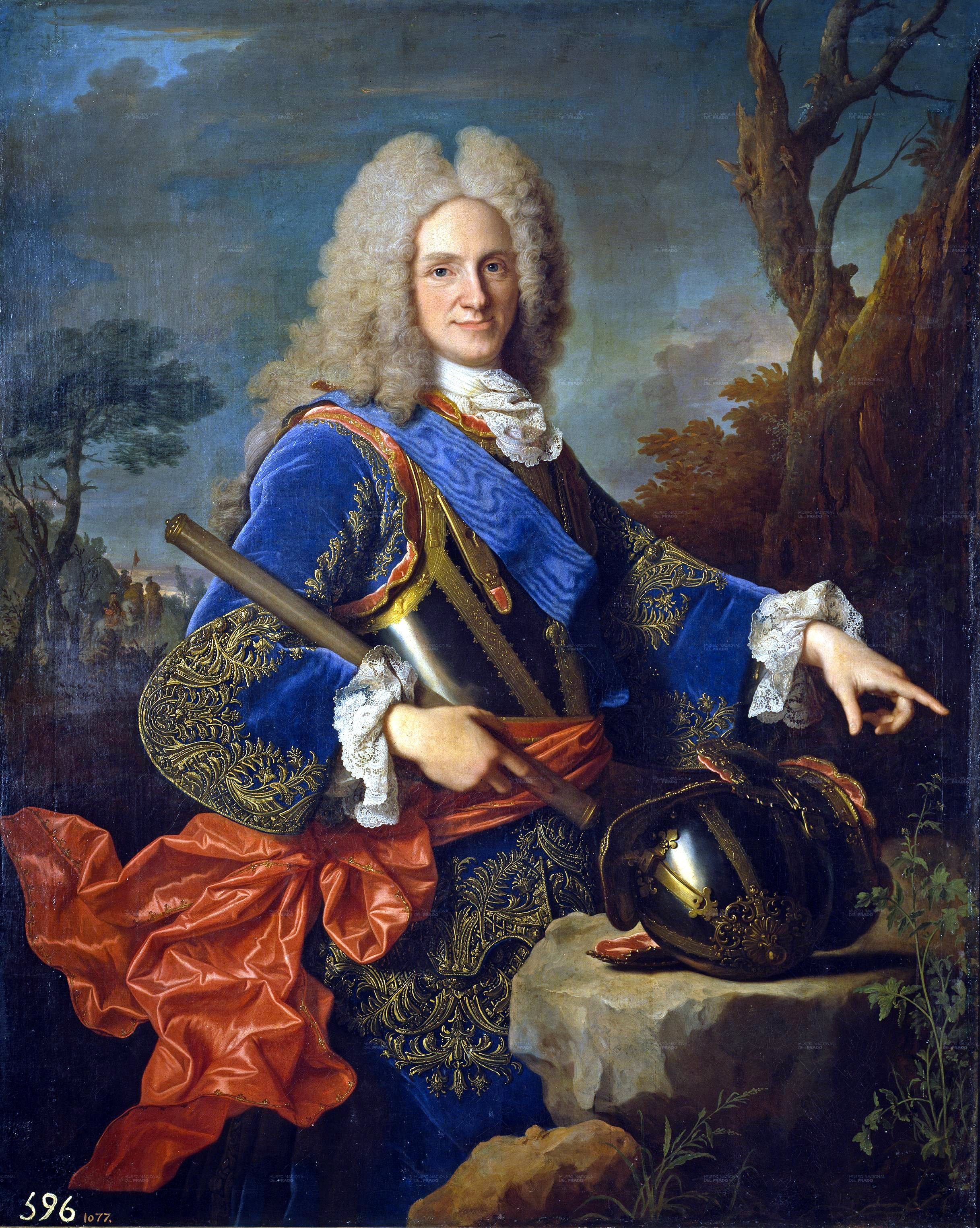
Philippe d'Anjou, le nouveau roi d'Espagne est le petit-fils de Louis XIV.

Dans les Pays-Bas espagnols, la nouvelle de la mort du roi d'Espagne, Charles II, et l'incertitude quant au sort de ces provinces jettent un certain trouble. L'inquiétude de la population quant aux risques d'une nouvelle guerre entraîne un état de fébrilité.
Le gouverneur des Pays-Bas espagnols, l'électeur Maximilien-Emmanuel de Bavière, connait bien la situation politique européenne et particulièrement la position de l'empereur Léopold, son premier beau-père par rapport à l'héritage espagnol. Le 19 novembre 1700, le marquis de Castel dos Rios, ambassadeur d'Espagne à la cour de Versailles, lui apporte la nouvelle de l'accord de la succession du trône d'Espagne par Louis XIV. L'électeur de Bavière décide de choisir le parti de Louis XIV et de Philippe V et il envoie à Versailles le marquis de Bedmar, commandant en chef des troupes royales des Pays-Bas, présenter ses respects au nouveau souverain d'Espagne. En même temps, il mandate le comte de Monasterol pour demander au nouveau souverain de le reconnaître comme gouverneur perpétuel des Pays-Bas. Le marquis de Bedmar revient quelques jours plus tard à Bruxelles avec une lettre d'amnistie du roi d'Espagne pour les membres des nations emprisonnés à la suite des troubles survenus à Bruxelles l'année en mai 1700.
Les États de Brabant, réunis en assemblée extraordinaire à laquelle participent et sont membres de droit uniquement les représentants de grandes abbayes, les abbés de Vlierbeek, de Villers, de Saint-Bernard, de Saint-Michel, de Grimbergen, de Heylissem, d'Averbode, de Tongerlo, de Dieleghem et de Sainte-Gertrude, les représentants de grandes seigneuries, les comtes d'Erps et de Wynegem, les barons de Willebroeck, d'Ittre, de Poederlé et de Spangen et les représentants des chefs-villes, MM. Van Eynatten, Sylvius, baron de Carloo, Dorville, Pipenpoy, Van Hove et Jordaens font parvenir un message de respect et de soumission à la reine-régente et aux gouverneurs à Madrid.
Le 3 décembre 1700, la veille de son départ pour l'Espagne, Philippe V reçoit de son grand-père des instructions générales pour gouverner l'Espagne, dont certaines sont plus spécifiques aux Pays-Bas :

« Songez à rétablir vos troupes partout & commencez par celles de Flandre. »

« N'oubliez pas Bedmar, qui a du mérite & qui est capable de vous servir. »

— Louis XIV, Recommandations à l'intention de Philippe V.

Avant de quitter Versailles pour Madrid, Philippe V confie à Louis XIV le gouvernement des Pays-Bas espagnols, « dans l'intérêt des deux couronnes ». Cette délégation de pouvoir est confirmée par une note de Madrid du 18 décembre 1700 à l'attention du conseil privé des Pays-Bas.

Le roi Louis XIV donne des instructions à Philippe V.

Dès le début de l'année 1701, à la demande de Louis XIV, Maximilien de Bavière fait augmenter les forces militaires dans les Pays-Bas. Au début du mois de février, en concertation avec le gouverneur, Louis XIV envoie ses troupes s'emparer des places fortes de la barrière occupées par les garnisons des Provinces-Unies. À la fin du mois de mars 1701, Maximilien de Bavière quitte ses fonctions de gouverneur et retourne en Bavière lever des troupes contre l'Empereur.
Louis XIV nomme le marquis de Bedmar gouverneur des Pays-Bas et lui confie pour mission de poursuivre l'augmentation des effectifs militaires, la réparation des places et la construction de nouveaux ouvrages pour améliorer la défense de ces provinces. Dans sa tâche, il est secondé par le marquis de Puységur, par le maréchal de Boufflers, par l'intendant général de la Flandre française Du Gué de Bagnols et par le comte de Bergeyck. Mais comme le conseil de Flandre, établi à Madrid et présidé par le comte de Monterey et Fuente, envoie des ordres contradictoires au marquis de Bedmar, Louis XIV doit intervenir auprès de Philippe V pour remédier à cette situation et pouvoir donner directement les ordres dans les Pays-Bas.

« Le comte de Montrérei (sic-) préfère évidemment ses intérêts & ceux de ses créatures, au bien de la monarchie. Je vois les choses de plus près. Les secours que je donne avec tant de dépenses, deviendront inutiles, si le conseil de Flandre, sans connaissance des affaires, peut changer toutes les dispositions que je crois propres au rétablissement des affaires. Il faut que le roi ordonne au marquis de Bedmar, de lui rendre compte directement de tout & d'obéir ponctuellement aux ordres que je lui enverrai. »

— Louis XIV,  Lettre à Philippe V

Louis XIV poursuit sa politique de prise en main des Pays-Bas. En juillet 1701, il fait prescrire par le marquis de Bedmar aux militaires l'obéissance aux ordres de ses officiers. Le 30 octobre, à la suite de la proposition de son ministre d'État Jean-Baptiste Colbert de Torcy, Louis XIV réclame à son petit-fils, dans une lettre confidentielle, la cession des Pays-Bas espagnols, comme compensation des sacrifices faits par la France pour défendre l'Espagne. Mais l'électeur de Bavière s'insurge contre cette demande et obtient de Philippe V une convention lui garantissant les Pays-Bas espagnols en cas de perte de la Bavière.
La levée de soldats, par voie de tirage au sort, est nouvelle aux Pays-Bas, l'obligation de service militaire est également une charge nouvelle dans des provinces où l'armée est d'habitude recrutée au moyen d'engagements volontaires. Pour dissuader les éventuels déserteurs, le marquis de Bedmar édite plusieurs ordonnances en 1701 et en 1702. Le roi Philippe V institue un code pénal pour l'armée dont une partie importante des délits sont sanctionnés de la peine de mort.
Au début de 1702, Louis XIV va faire modifier par son petit-fils l'organisation politique des Pays-Bas en réduisant les prérogatives des gouverneurs des Provinces dans un but de centralisation du pouvoir. Dans son ordonnance du 21 juillet 1702, Philippe V supprime le conseil suprême des Flandres établi à Madrid, il réunit les trois conseils d'état, privé et des finances, en un seul conseil du roi dont le chef est le gouverneur des Pays-Bas, il regroupe les deux chambres des comptes de Flandre et de Brabant en une seule. De plus, en novembre 1703, Philippe V réglemente l'autorité et les gages des gouverneurs et souverains baillis des provinces ainsi que les gages des gouverneurs des principales villes.
De nouvelles dispositions sont également prises par le gouvernement des Pays-Bas pour augmenter ses ressources financières par les édits sur le timbre, les francs bâtonniers, le notariat, mais aussi par des impôts plus élevés sur les provinces. Outre le fait que les Pays-Bas vont être à nouveau un des théâtres de la guerre, l'instauration d'une conscription militaire et la pression fiscale vont rendre le régime mis en place par Louis XIV impopulaire auprès de la population.

« En somme la nation ne devait conserver du « régime anjouin » que le souvenir odieux d'une époque de conscription militaire et d'oppression fiscale »

— Henri Pirenne, Histoire de Belgique.

### La Joyeuse entrée de Philippe V
La Joyeuse Entrée est une charte qui régit les obligations des princes vis-à-vis de leurs sujets et décrit les privilèges et les libertés des habitants des provinces des Pays-Bas vis-à-vis de leurs princes depuis le Moyen Âge. Sa reconduction lors du changement de souverain est l'occasion d'une cérémonie pendant laquelle certaines grandes familles nobles, certaines grandes abbayes et les chefs-villes, de la province viennent prêter serment devant le souverain ou son représentant. En échange, celui-ci s'engage à respecter les articles de la charte. En pratique, ce document limite les pouvoirs du souverain.
En octobre 1701, Louis XIV émet de fortes réserves au marquis de Bedmar quant à la prestation de serment de Philippe V par rapport aux privilèges des provinces :

« Premièrement vous ne devez point jurer présentement les privilèges des provinces des Pays-Bas; qu'il faut auparavant les examiner avec beaucoup d'attention, et peser, avant de s'engager à les maintenir, les différents abus qui s'y sont introduits. »

— Louis XIV, 

Après examen de ces chartes, le conseil d'État des Pays-Bas conclut, dans sa consulte du 13 octobre 1701 adressée au marquis de Bedmar, que d'éventuelles modifications entraîneront des lenteurs et des complications. Après un examen personnel, les conseillers du roi, le maréchal de Boufflers, le marquis de Puységur et l'intendant de Bagnols, jugent que Philippe V peut jurer les Joyeuses entrées des différentes provinces sans inconvénient. Dès lors, Philippe V va confier, par lettres patentes du 9 décembre 1701, au marquis de Bedmar, gouverneur des Pays-Bas, le soin de prêter et de recevoir les serments d'usage, à l'occasion de la Joyeuse entrée du roi, comme duc de Brabant et des autres provinces.
Les cérémonies d'hommage de la province de Brabant ont ainsi lieu à Bruxelles, à proximité de l'église de Cauwenbourg, le 19 février 1702. Le marquis de Bedmar prête les deux serments d'usage et reçoit ensuite le serment d'obéissance, de vasselage et de fidélité des députés des États du Brabant. La députation est composée des bourgmestres d'Anvers, de Bruxelles et de Louvain accompagnés de leurs conseillers-pensionnaires. Les députés de l'État noble sont l'abbé et comte de Gemblours, les princes de Horne, de Bergue et de Rubempré, les marquis d'Assche, de Westerloo et de Wemmel, les comtes de Coppignies, de Grobbendonk, d'Erps, de Cruykenbourg, de Corroy-le-Château, de Haudion, de Wynigem, d'Ursel et de Willebroek, les barons de Kumptich, de Bornival, de Boutersem, d'Ittere, de Carloo, de Poederlé, de Duffel, de Kiesekum, de Limalle, de Noirmont, de Wavre, de Sombreffe et de Herent et de tous les prélats représentant l'État clergé.
La même cérémonie se reproduit pour les États de Limbourg et les pays d'Outre-Meuse. Une fois l'acte d'inauguration terminé, la soirée se poursuit par un souper de gala suivi d'un bal et d'un feu d'artifice. Le 21 février 1702, d'autres inaugurations sont fêtées dans les autres provinces des Pays-Bas par des représentants du roi d'Espagne. Les représentants du roi Philippe V sont pour le duché de Luxembourg, le comte Jean Frédéric d'Autel, gouverneur de la Province, et Christophe d'Arnoult, président du conseil provincial, pour le duché de Gueldre, le comte Hornes, gouverneur et Philippe-François de Varick, vicomte de Bruxelles et chancelier du conseil, pour le comté de Hainaut, le comte du Rœulx, gouverneur, capitaine général et grand bailli, pour le comté de Namur, Philippe-François Spinola, comte de Bruay, gouverneur et pour la seigneurie de Malines, le conseiller au grand conseil, Jacques Stalin. Le 18 mars, le marquis de Bedmar prête les serments pour le comté de Flandre.

### Les relations diplomatiques pendant la guerre de succession d'Espagne
Alors qu'il a accepté dans un premier temps, pour maintenir la paix en Europe, la clause d'exclusion de regroupement des couronnes espagnole et française figurant dans le testament de Charles II, Louis XIV reconnaît que Philippe d'Espagne et sa postérité masculine conserveront les droits qui leur appartiennent à la succession de la Couronne de France.
Le 17 août 1701, le représentant de la Franche-Comté auprès de la diète de Ratisbonne, Neuforge, est informé, au nom de l'Empereur, de devoir quitter la ville de Ratisbonne dans les trois jours et les juridictions de l'Empire dans les trois semaines. L'électeur de Bavière intervient, en tant que gouverneur général des Pays-Bas pour offrir une protection à ce représentant.
Vu la crainte de l'apparition d'un empire potentiellement aussi puissant, l'Empereur, le roi d'Angleterre, les états-généraux des Provinces-Unies, l'électeur Palatin, les électeurs de Brandebourg et de Hanovre et le duc de Zell décident de signer un traité à La Haye, connu sous le nom de la « Grande Alliance », le 7 septembre 1701.
Certains états s'associent avec le roi de France et le roi d'Espagne. Il s'agit de l'électeur de Bavière, gouverneur des Pays-Bas espagnols, de l'Électeur de Cologne, évêque de Liège et le duc Rodolphe-Auguste de Brunswick-Wolfenbüttel.
Le roi d'Angleterre, Guillaume III, meurt le 4 mars 1702 sans enfants et Anne, fille de Jacques II, lui succède, selon l'ordre de succession établi par la Déclaration des droits (Bill of Rights) de 1689. Louis XIV refuse de reconnaître Anne comme reine d'Angleterre.
Le 4 mai 1702, la reine Anne d'Angleterre déclare la guerre à la France. Quelques jours plus tard, les états-généraux des Provinces-Unies déclarent également la guerre à la France et à l'Espagne. En réponse, Louis XIV déclare la guerre à l'Empereur, à l'Angleterre, aux Provinces-Unies et à leurs alliés, le 3 juillet 1702. La diète de Ratisbonne, à savoir les institutions du Saint-Empire, publie le 28 septembre 1702 la déclaration de guerre de l'Empire à l'attention de la France à qui elle reproche d'avoir enfreint la paix de Ryswick, de s'être emparé de l'Espagne et de son empire.
En septembre 1703, à la suite de l'évolution du conflit en Europe, l'empereur Léopold Ier annonce renoncer à tous les droits sur la succession de Charles II, au profit de son second fils, l'archiduc Charles, héritier de tous les droits sur la couronne d'Espagne, sous le nom de Charles III. Il y a maintenant deux rois d'Espagne.

### Opérations militaires aux Pays-Bas espagnols

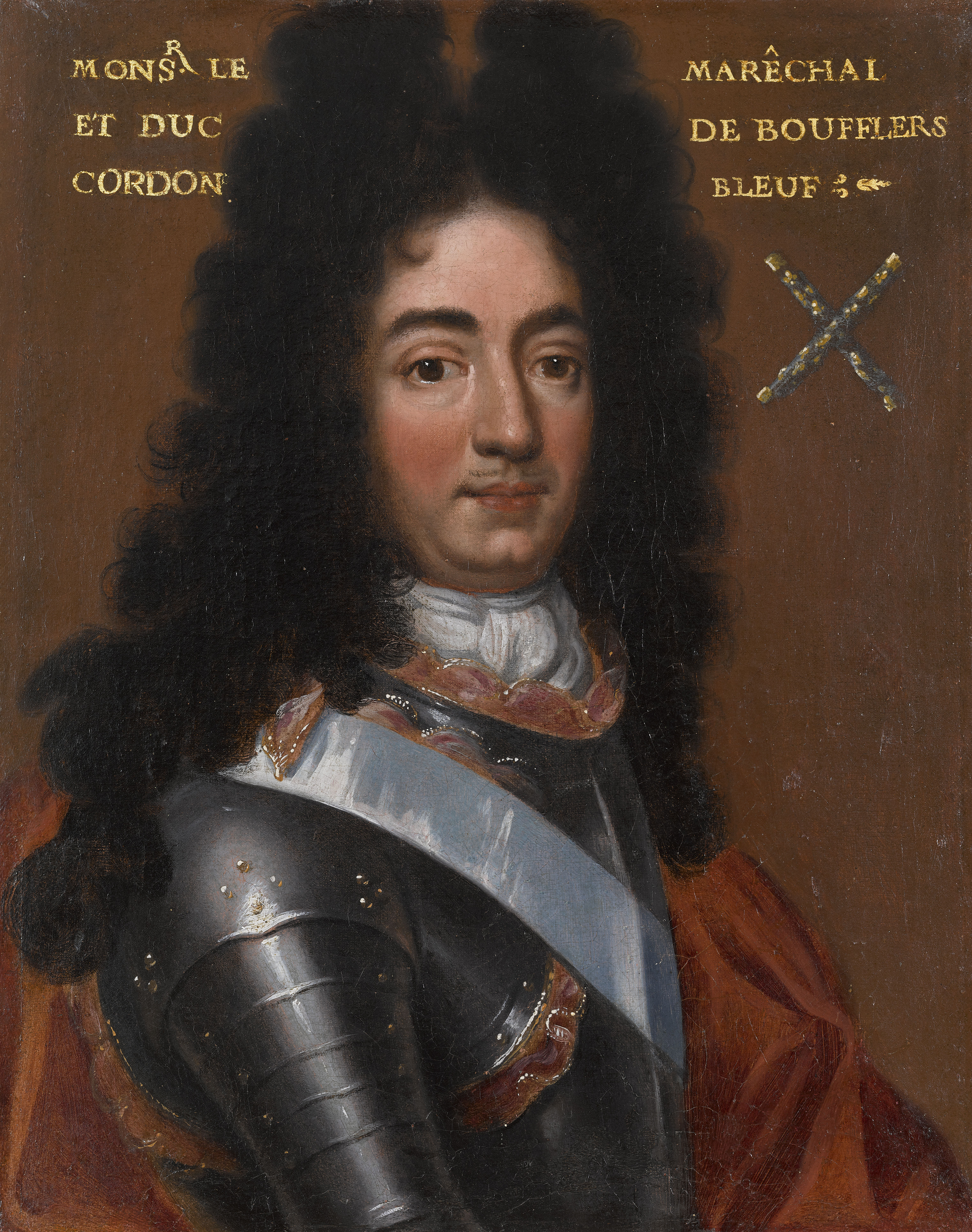
Le duc Boufflers, maréchal de France, commandant de l'armée de Flandre, organise la prise des places de la barrière.

Le 4 décembre 1700, avant de quitter Versailles pour Madrid, Philippe V confie à Louis XIV le gouvernement des Pays-Bas espagnols, dans l'intérêt des deux couronnes.
La première décision de Louis XIV est de reprendre les places de la « barrière » occupées par les troupes des Provinces-Unies en vertu du traité de Ryswick et de les bouter hors des Pays-Bas. À cet effet, il envoie son conseiller militaire, le marquis de Puységur, se concerter avec le gouverneur des Pays-Bas, Maximilien de Bavière. L'opération militaire, dirigée par le maréchal de France Boufflers, se passe dans les meilleures conditions possibles : la nuit du 5 au 6 février 1701, les troupes françaises entrent dans les places fortes sans la moindre réaction des garnisons hollandaises.
Les Français vont mettre à profit le reste de l'année 1701 pour renforcer la frontière nord des Pays-Bas espagnols, ainsi que la Gueldre espagnole et l'électorat de Cologne. Louis XIV met 75 000 hommes sous le commandement du maréchal de Boufflers en Flandre. Pendant ce temps, Le comte de Marlborough prend le commandement des troupes des alliés en même temps que la fonction de ministre plénipotentiaire auprès des États-généraux des Provinces Unies.

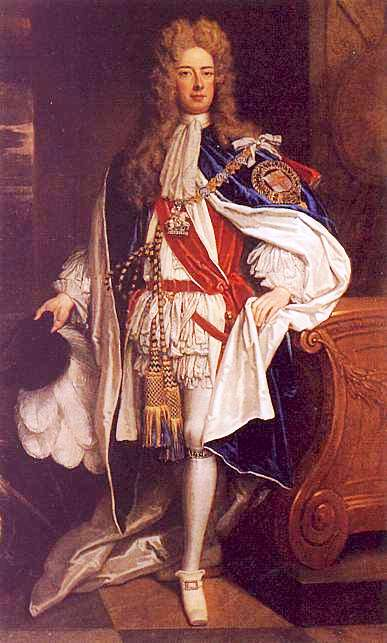
Le comte de Marlborough, commandant en chef des troupes alliées dans les Pays-Bas est promu duc en décembre 1702.

Au début du mois de mai 1702, après la déclaration de guerre des alliés à la France et à l'Espagne, c'est le début des hostilités. La première manœuvre militaire est lancée par le comte Nassau-Saarbruck qui, à la tête de 18 000 hommes met le siège devant Keyserswert place forte de l'Électorat de Cologne située sur la rive droite du Rhin. Cette place défendue par le marquis de Blainville capitule le 15 juin 1702 après avoir tenu 59 jours de tranchée ouverte.
Le maréchal Boufflers tente une diversion sur Nimègue, mais à la suite de l'arrivée des troupes du comte d'Athlone, l'armée française est progressivement repoussée. Les alliés s'emparent ainsi de plusieurs villes et places fortes sur la Meuse, en Gueldre espagnole, Venlo, Ruremonde et Stevensweert, mais aussi la capitale, Gueldre et de la ville de Liège dans l'évêché.
Le comte de Marlborough a forcé les Français à se retirer derrière la ligne des places-fortes de la Meuse. Les alliés sont maîtres des duchés de la Gueldre espagnole et du Limbourg ainsi que de l'usage de Meuse entre Maastricht et la Hollande.

« Le succès de la campagne est entièrement dû à ce chef incomparable (le comte de Marlborough), puisque moi, commandant en second, j'ai été, dans toutes les circonstances, d'un avis contraire à celui que le général proposait. »

— le comte d'Athlone

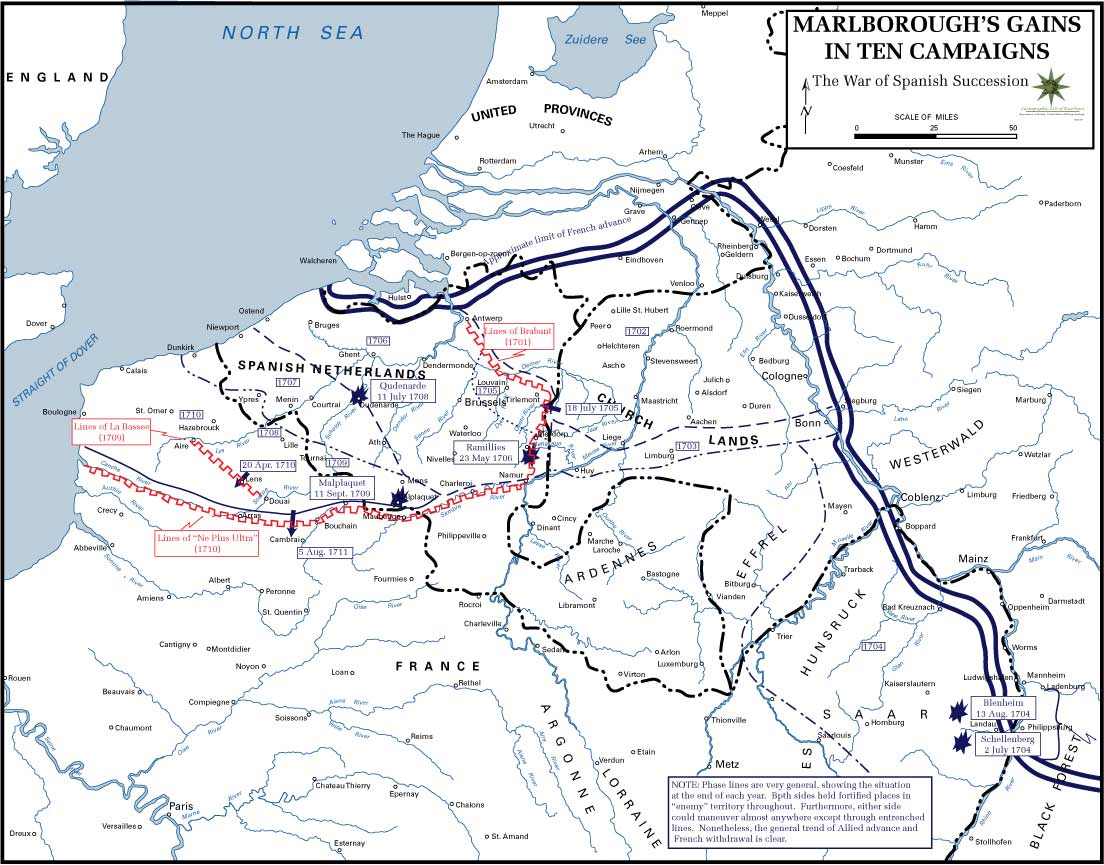
Les principales batailles et sièges de Marlborough dans la guerre de Succession d'Espagne.

Mécontent des résultats de la campagne de 1702, Louis XIV rappelle le maréchal de Villeroy pour reprendre le commandement de l'armée française des Pays-Bas. En mai 1703, alors que le duc de Marlborough entreprend le siège de la ville de Bonn, l'armée française, conduite par les maréchaux de Villeroy et Boufflers, attaque Tongres le 9 mai pour se rendre vers Maastricht et Liège et affronter les troupes alliées du général Ouwerkerk.
Le siège de Bonn terminé, le duc de Marlborough veut obliger les Français à livrer bataille. À cet effet, il ordonne au général Menno van Coehoorn de marcher sur Ostende et l'assiéger, au général Van Sparre de marcher au sud-ouest sur Anvers au général Obdam (en) de partir de Berg-op-Zoom vers Anvers, tandis que lui-même marchera sur Lierre. Villeroy ne se laisse pas surprendre par la manœuvre de diversion de Marlborough, et envoie toutes ses troupes de Diest à Anvers pour protéger le port. La bataille a lieu à Ekeren le 30 juin 1703, les troupes françaises et espagnoles commandées par le marquis de Bedmar, surprennent les troupes hollandaises du général Obdam et les forcent à la retraite.
Le reste de la campagne de 1703 est marqué par un grand nombre de positions occupées occasionnellement par les deux armées. Marlborough a cependant réussi à transporter le théâtre de la guerre des frontières des Provinces-Unies dans les plaines du Brabant, mais sans remporter de grande victoire.
Étant donné les problèmes rencontrés par les alliés lors de la campagne d'Allemagne de 1703, Marlborough quitte les Pays-Bas en mai 1704 avec une bonne partie de son armée en Allemagne pour soutenir l'armée impériale du prince de Bade tout en laissant des garnisons dans les places de la Meuse sous le commandement du général Ouwerkerk.

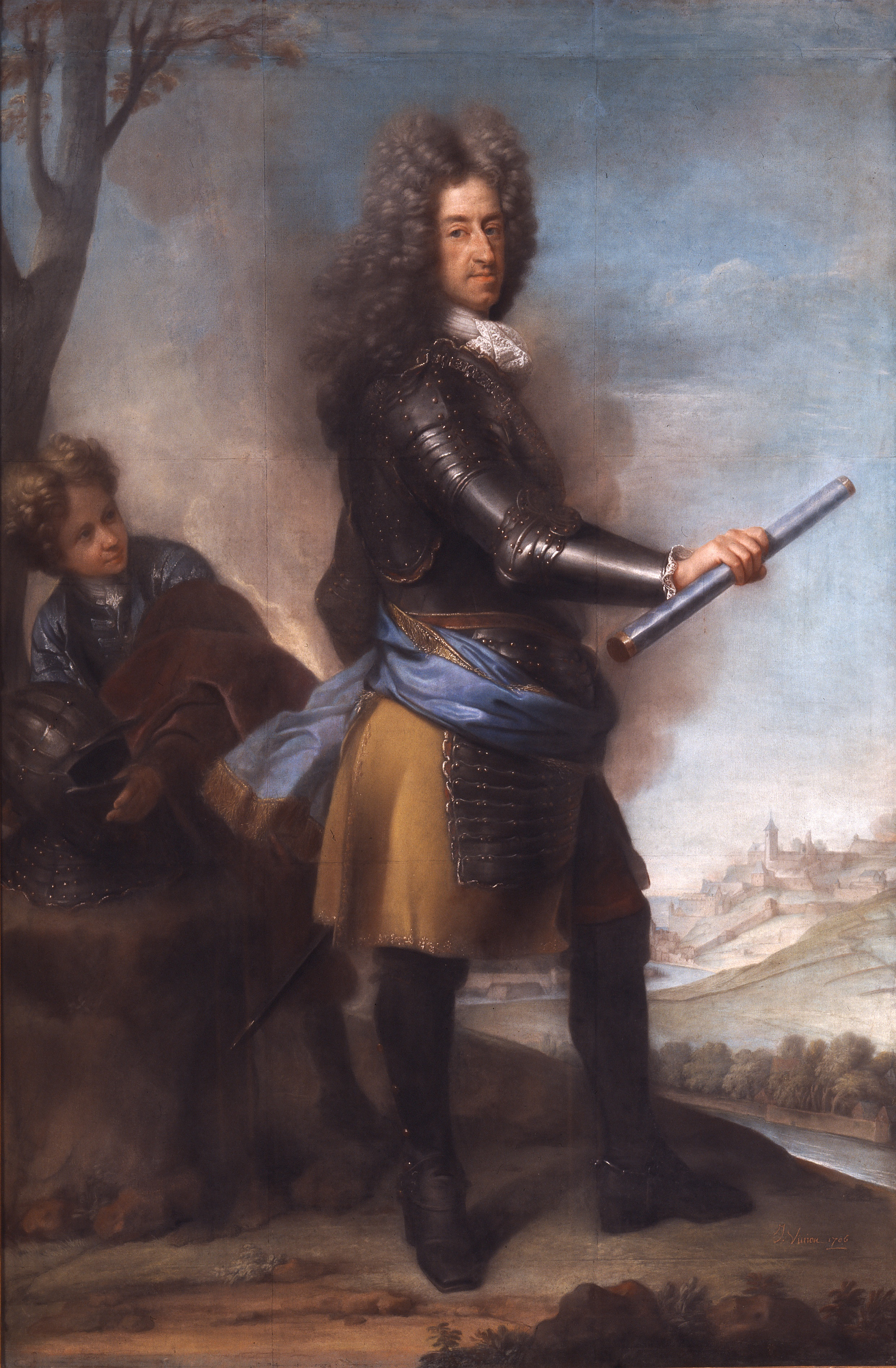
Maximilien-Emmanuel de Bavière reprend ses fonctions de gouverneur des Pays-Bas espagnols en 1705.

En août 1704, les troupes franco-bavaroises sont défaites en Bavière, lors de la bataille de Höchstädt. L'électeur Maximilien-Emmanuel de Bavière, après s'être vu offrir la possibilité de rester à la tête de la Bavière sous les conditions strictes d'une alliance avec l'Autriche, choisît de quitter son pays pour revenir aux Pays-Bas en octobre 1704 et reprendre ses fonctions de gouverneur et de vicaire-général au nom du roi Philippe V. Tandis que le marquis de Bedmar, nommé vice-roi de Sicile, quitte les Pays-Bas le 12 février 1705.

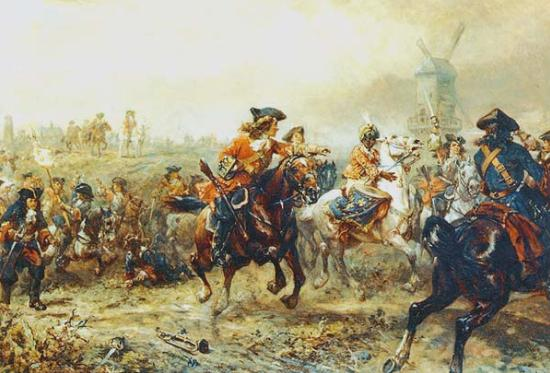
Victoire des Alliés à Ramillies le 23 mai 1706.

En 1705, le Duc de Marlborough envisage d'envahir la France par la Moselle. Mais cette manœuvre échoue faute du soutien des troupes du prince de Bade. De retour dans les Pays-Bas, Marlborough parvient à percer avec succès les lignes de défense françaises du Brabant lors de la bataille d'Eliksem, près de Tirlemont, le 18 juillet 1705. Mais Marlborough ne peut poursuivre la campagne à la suite de la décision des députés des États de Hollande de retirer leurs troupes. Les Français se retranchent derrière la Dyle et construisent une nouvelle ligne de retranchements.
Pendant l'hiver, Louis XIV renforce l'armée française des Pays-Bas. En apprenant que le duc de Marlborough fait mouvement de Tirlemont pour assiéger Namur, le maréchal de Villeroy vient placer ses troupes sur la Méhaigne. Le choc entre les deux armées se produit à Ramillies le 23 mai 1706. L'armée alliée va remporter la victoire sur l'armée française. Les alliés poursuivent leur avance et les villes et places vont tomber les unes après les autres, Louvain le 25 mai, Bruxelles le 28 mai, Malines, Lierre, Gand, Alost, Damme, Audenarde, Bruges et Anvers le 6 juin, Ostende le 8 juillet, Menin le 25 août et Ath le 2 octobre. Le maréchal Villeroy semble impuissant à arrêter le processus d'effondrement militaire dans les Pays-Bas. À la fin de cette campagne, les Français sont encore maîtres du Hainaut, du Namurois et du Luxembourg, où Maximilien-Emmanuel établit ses troupes.

« Les suites de cet heureux événement sont au-delà de tout ce que nous avions osé espérer. On n'a presque jamais ouï que tant de places fortes avec des pays entiers se soient rendues en si peu de temps, et qui étaient même pourvues de garnisons et magasins pour une bonne défense. »

— Le comte de Marlborough ,  The letters and dispatches of John Churchill

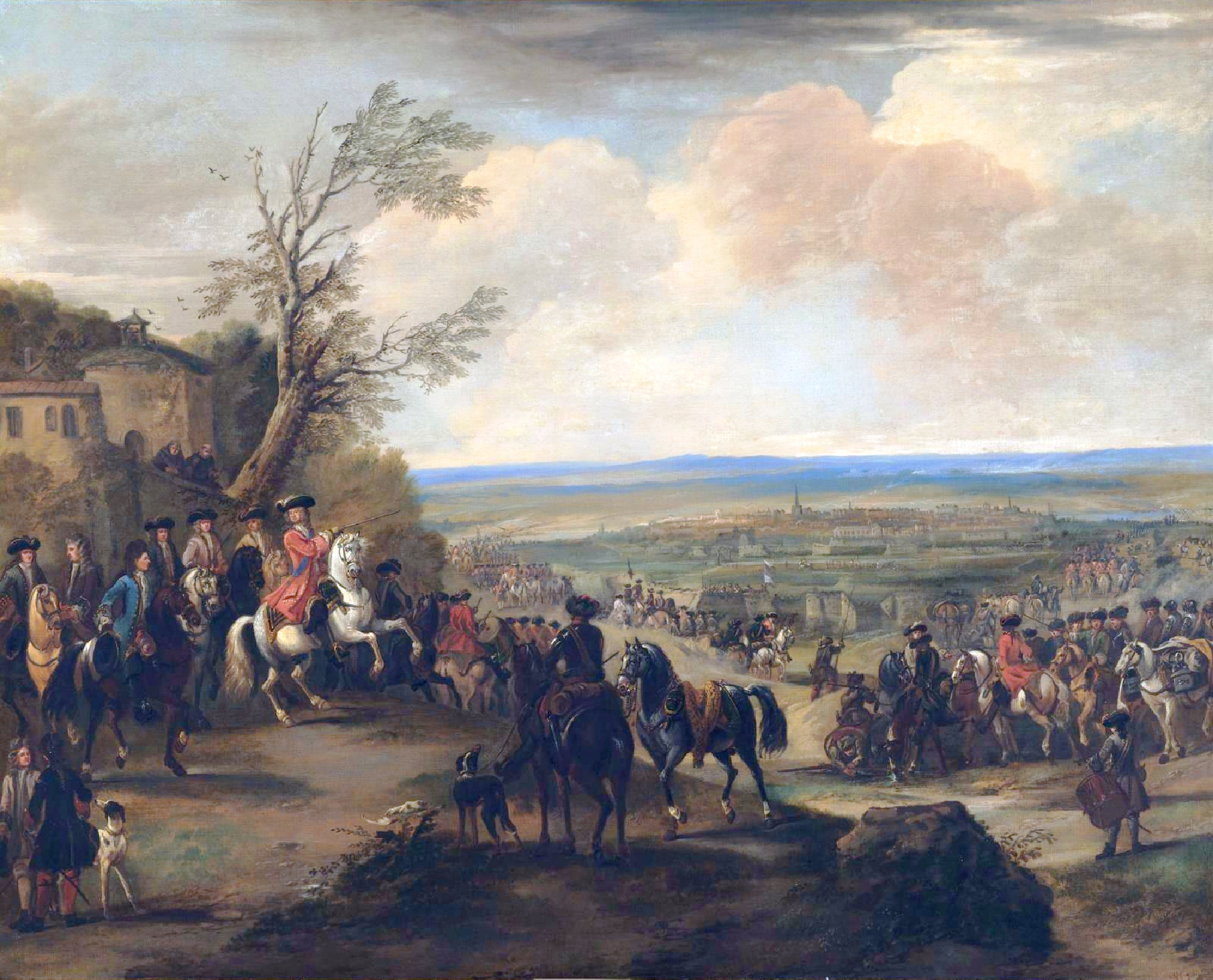
L'armée française du duc de Vendôme est battue par les troupes alliées du Prince Eugène et du duc de Marlborough à la bataille d'Audenarde le 11 juillet 1708.

Louis XIV décide de rappeler le maréchal de Vendôme du Nord de l'Italie pour prendre le commandement dans de l'armée française des Flandres. Celui-ci va baser sa défense sur des obstacles naturels, l'Escaut, la Haine, la Sambre et sur une ligne de redoutes entre Mons, Charleroi et Namur. Les troupes françaises sont également renforcées. En mai 1707, le duc de Marlborough réunit ses forces à Anderlecht tandis que Vendôme établit ses troupes à proximité de Fleurus. Les deux armées vont passer l'été en déplacements dans les provinces du Hainaut et du Tournaisis sans réel affrontement. En octobre, les troupes rentrent dans leurs quartiers d'hivers.

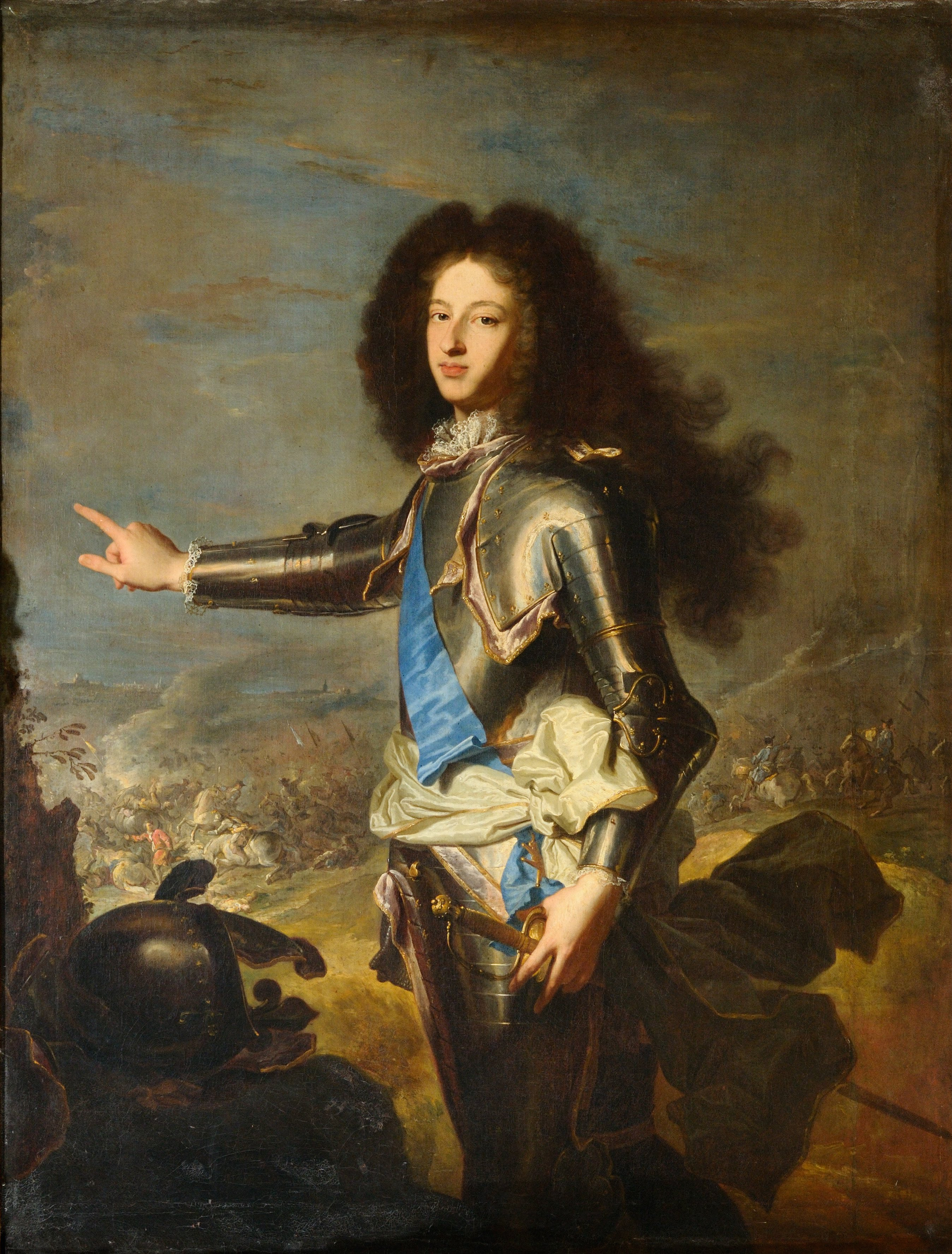
Le duc de Bourgogne, petit-fils de Louis XIV, prend le commandement de l'armée française en 1708.

Au début de 1708, Louis XIV envoie son petit-fils, le duc de Bourgogne, prendre le commandement de l'armée tandis que Maximilien de Bavière prend celui de l'armée du Haut-Rhin. Au début de la campagne, l'armée française se positionne sur une ligne entre Genappe et Braîne l'Alleud tandis que les troupes anglaises du duc de Marlborough s'installent près de Louvain. Les deux armées se font face pendant plusieurs semaines, ce qui permet à l'armée impériale du Prince Eugène d'opérer sa jonction avec Marlborough. Le duc de Bourgogne décide de détacher une partie de ses troupes vers l'Escaut ; les Français s'emparent par surprise de Gand le 5 juillet 1708 et entrent dans la ville de Bruges quelques jours plus tard. Les troupes françaises tiennent à présent toute la vallée de l'Escaut, depuis Valenciennes jusqu'à la mer du Nord. Seule la citadelle d'Audenarde reste aux mains des coalisés. En vue d'empêcher sa prise par les Français, le duc de Marlborough s'empare de Lessines le 10 juillet et il amène ses troupes à marches forcées vers l'Escaut. Les deux armées s'affrontent au nord d'Audenarde le 11 juillet 1708. Les Français perdent cette bataille à la suite d'erreurs tactiques et se replient sur Gand. La route de France est désormais dégagée. Le prince Eugène fait marche vers le sud dans les jours qui suivirent avec 75 000 hommes pour porter le combat sur le territoire français. Le maréchal de Boufflers arrive juste à temps (28 juillet) avec un contingent de 15 000 hommes pour défendre Lille. Il parvient à défendre la ville jusqu'en août, mais les coalisés s'emparent Lille le 28 octobre, après un siège de soixante-deux jours. L'électeur de Bavière, tente une diversion et attaque Bruxelles fin novembre, sans succès. Les troupes françaises du maréchal de Boufflers repliées dans la citadelle de Lille capitulent finalement le 9 décembre. Marlborough et le prince Eugène se retournent alors vers Gand, où les troupes françaises battues à Audenarde et commandées par le comte de la Mothe se sont repliées, et ils s'emparent de cette place le 29 décembre. La France est ouverte à une invasion.

« La conservation de Gand est d'une si haute importance, que vous ne pouvez prendre trop de mesures, de concert avec M de Capres et autres, pour faire une vigoureuse résistance. »

— Michel Chamillart, secrétaire d'État à la guerre,  Lettre au comte de la Mothe

En 1709, en vue de s'assurer le Hainaut, le duc de Marlborough et le prince Eugène décident d'abord d'entreprendre le siège de Tournai. La ville se rend le 28 juillet et la citadelle est prise le 5 septembre. Les troupes alliées reviennent vers Mons pour affronter le 11 septembre, l'armée française conduite par les maréchaux de Villars et Boufflers. Au cours de la bataille de Malplaquet, la plus sanglante de la guerre de Succession d'Espagne, les alliés qui ont perdu 20 000 à 25 000 hommes, renoncent à envahir la France. Les Français n'ont perdu qu'environ 6 000 hommes, et se replient en bon ordre sur Bavay et Valenciennes. Les troupes alliées s'emparent de Mons, après un siège conduit par le prince d'Orange, le 23 octobre. Après la reddition de Mons, les deux armées se retirent dans leurs quartiers d'hiver : les Anglais à Gand, les Danois à Bruges, les Prussiens sur la Meuse. Namur est la seule forteresse des Pays-Bas encore aux mains des Français.
Au début de 1710, les efforts des alliés se portent sur la France. La campagne leur est favorable, le duc de Marlborough s'empare de plusieurs places fortes de France, Douai le 29 mai, Béthune le 31 août, Saint-Venant le 29 septembre et Aire le 8 octobre.

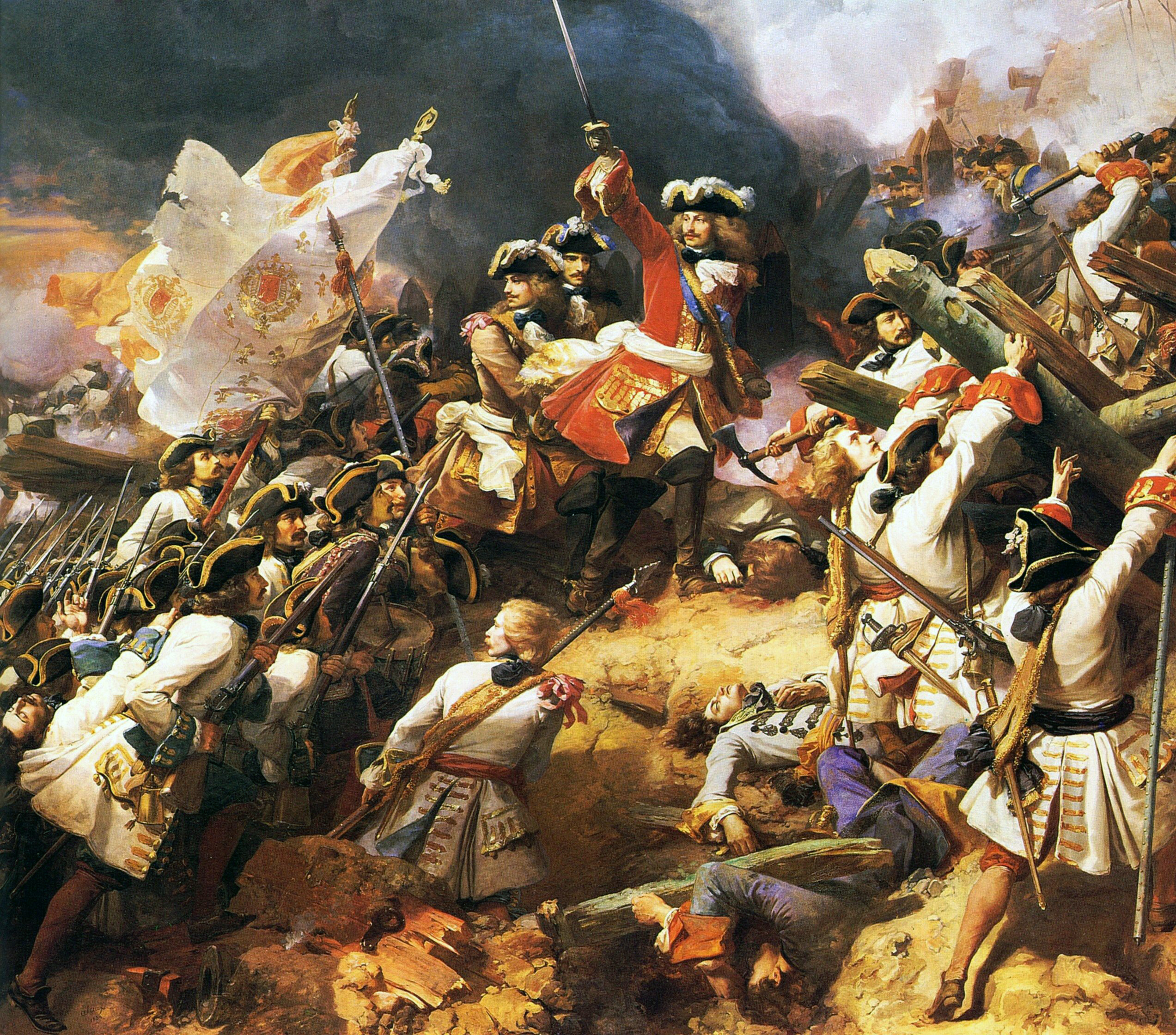
Victoire des Français à Denain le 24 juillet 1712.

En 1711, la ligne de défense des Français est formée de la Canche, de la Scarpe et de la Sambre, avec une ligne de retranchements. Le duc de Marlborough réunit son armée près de Douai en mai. Après quelques mouvements de troupes et tentatives d'attaques, il parvient à passer la Sensée à Aubencheul-au-Bac le 4 août. Le maréchal de Villars se porte vers l'endroit de passage, mais trop tard. La rive droite de Bouchain est investie le 7 août, tandis que la garnison forte de 3 000 hommes défendant la rive gauche de Bouchain se rend le 14 septembre. La route de Paris est ouverte aux alliés. Cependant, à la fin de l'année, à la suite des accords de réconciliation entre la France et la Grande-Bretagne, la reine de Grande-Bretagne relève le duc de Marlborough du commandement des forces alliées aux Pays-Bas à la surprise des alliés.
En 1712, le Prince Eugène reprend le commandement de l'armée impériale et des troupes hollandaises en Flandre, tandis que James Butler (2e duc d'Ormonde) reprend la direction des Anglais et de leurs auxiliaires. Le 8 juin, les alliés commencent le siège du Quesnoy et prennent la ville le 4 juillet. Étant donné l'existence de négociations de paix entre Louis XIV et le nouveau ministère anglais, le duc d'Ormonde et l'armée anglaise abandonnent les alliés sous des ordres secrets pour se retirer sur Gand et Bruges. Le prince Eugène continue le combat et il investit Landrecies. Pendant que les troupes alliées sont occupées, le maréchal Villars décide dans le plus grand secret de porter son attaque sur Denain. Cette bataille de Denain a lieu le 24 juillet 1712 et se solde par une victoire inespérée des armées françaises, avec pour conséquence la retraite des troupes alliées sur Mons. La ville de Le Quesnoy est reprise par les Français.
L'année 1713 est marquée par la signature du traité d'Utrecht entre la Grande-Bretagne, les Provinces-Unies et la France. Le cessez-le-feu est effectif le 18 avril 1713 dans les Pays-Bas.

« Messieurs, Sa Majesté la Reine de Grande-Bretagne et LL.HH.PP. les Seigneurs États Généraux des Provinces-Unies ayant conclu leurs traités de paix et de commerce avec le Roi Très Chrétien à Utrecht, le 11 de ce mois, vous êtes requis, Messieurs, de le faire savoir de la manière accoutumée où il appartient, afin que tout acte d'hostilité vienne à cesser, tant par eau que par terre, dans ces pays-ci. Vous requérant, de plus, d'ordonner à l'amirauté d'Ostende et d'ailleurs où il sera nécessaire, afin que les armateurs et tous les autres vaisseaux des pays-ci s'abstiennent dès à présent de toute sorte d'hostilité contre les vaisseaux et les sujets de la France. »

— Orrery et Johan Van den Bergh,  Réquisition de la conférence anglo-batave du 18 avril 1713.

### L'occupation des Pays-Bas par les alliés

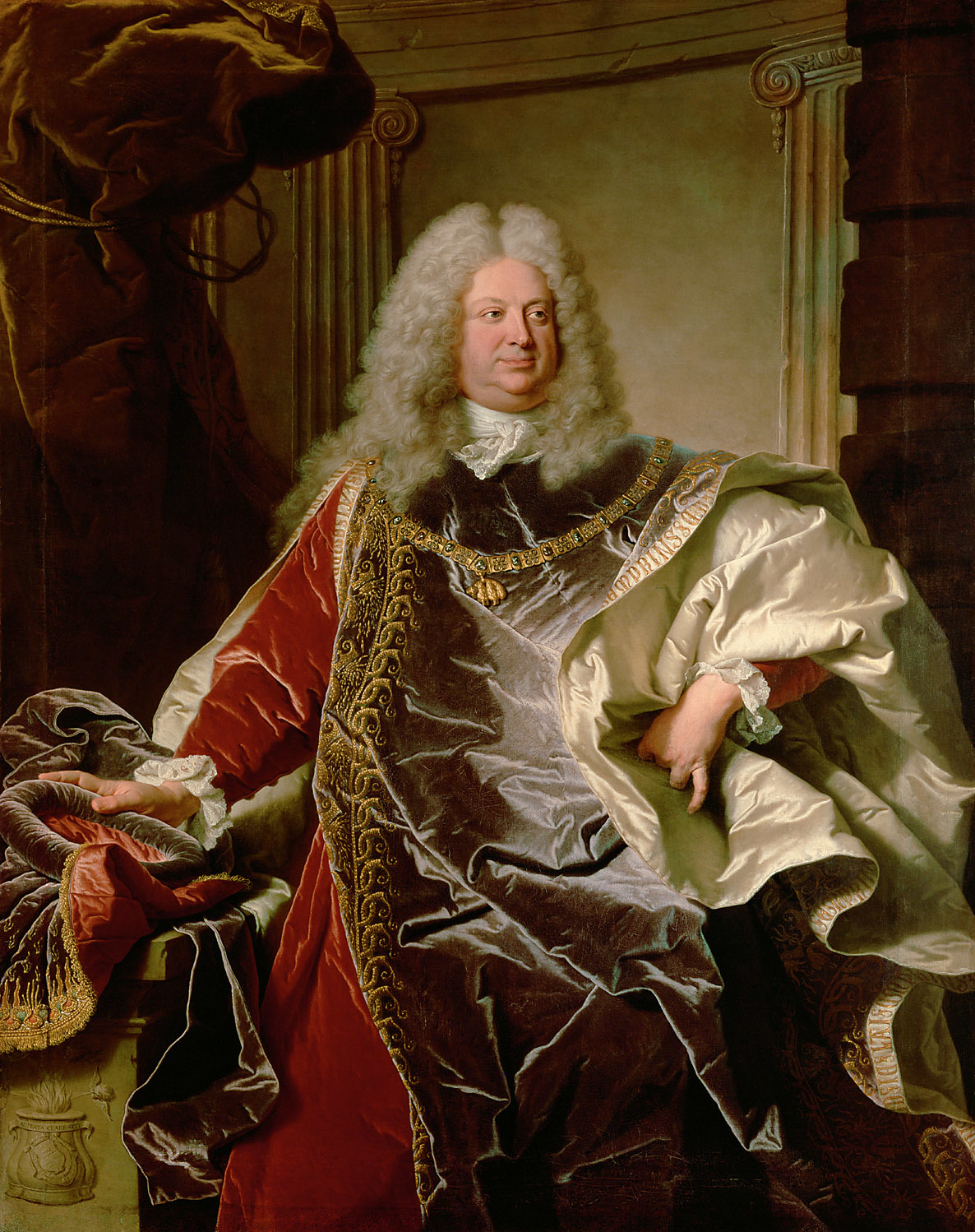
Le comte Philippe-Louis de Sinzendorff, est le ministre plénipotentiaire des Pays-Bas espagnols dès 1703.

Le prétendant Habsbourg au trône d’Espagne, qui a pris le nom de Charles III, nomme le comte Philippe-Louis de Sinzendorff, ministre plénipotentiaire pour le gouvernement des Pays-Bas par lettre patente du 22 octobre 1703. Le comte de Sinzendorff doit trouver un compromis avec les Provinces-Unies pour l'occupation de la Gueldre espagnole et du Limbourg reconnaissant le gouvernement civil à Charles III et le gouvernement militaires aux états généraux. Un semblant d'administration se met en place, avec une cour de justice à Henri-Chapelle pour le duché de Limbourg et une Chambre des domaines à Herve par les ordonnances du 10 décembre 1703 et du 3 février 1705. À la suite de la nomination du comte de Sinzendorff comme chancelier de la cour à Vienne, Charles III nomme à sa place, le comte Pierre de Goes administrateur général des Pays-Bas par lettre patente du 19 octobre 1705.
À la suite de la lourde défaite de l'armée française à Ramillies le 23 mai 1706 et à la prise de nombreuses places fortes par les Alliés, des contacts ont lieu entre le duc de Marlborough, les députés des Provinces-Unies et les députés des États du Brabant :

« Je viens vous assurer des intentions de la Reine ma Maîtresse, comme font Messieurs les Députés de la part des États Généraux, leurs Maîtres, & en premier lieu, vous dire, que Sa Majesté & Leurs Hautes Puissances nous ont envoyé pour soutenir les justes intérêts de Sadite Majesté Catholique Charles III aux Royaumes des Espagnes & à tout ce qui en dépend. & que Sa Majesté la Reine et & Leurs Hautes Puissances ne doutent aucunement qu'étant convaincus de la même de la légitime souveraineté de Sadite Majesté, vous voudrez avec plaisir embrasser cette occasion de vous soumettre à son obéissance comme de fidèles sujets. Nous pouvons vous assurer, Messieurs, en même temps de la part de la Reine & de Messieurs les États, que Sa Majesté Catholique vous maintiendra dans l'entière jouissance de tous vos anciens Droits & Priviléges, tant ecclésiastiques que séculiers, qu'on sera bien loin de faire la moindre Innovation en ce qui concerne la Religion & que Sa Majesté Catholique fera renouveler la Joyeuse Entrée de Brabant, telle qu'elle a été donnée par son Prédécesseur, le Roi Charles II. »

— Le Prince & Duc de Marlborough, Ferdinand van Collen (nl), le baron Frederik Adriaan Reede van Renswoude, et Sicco van Goslinga,  Lettre du 26 mai à Messieurs les trois États du Pays & Duché de Brabant.

Malgré la présence française dans le pays, Les assemblées générales des États du Brabant du 6 juin 1706 et des États de Flandre du 7 juin 1706 décident de reconnaître Charles III comme souverain.

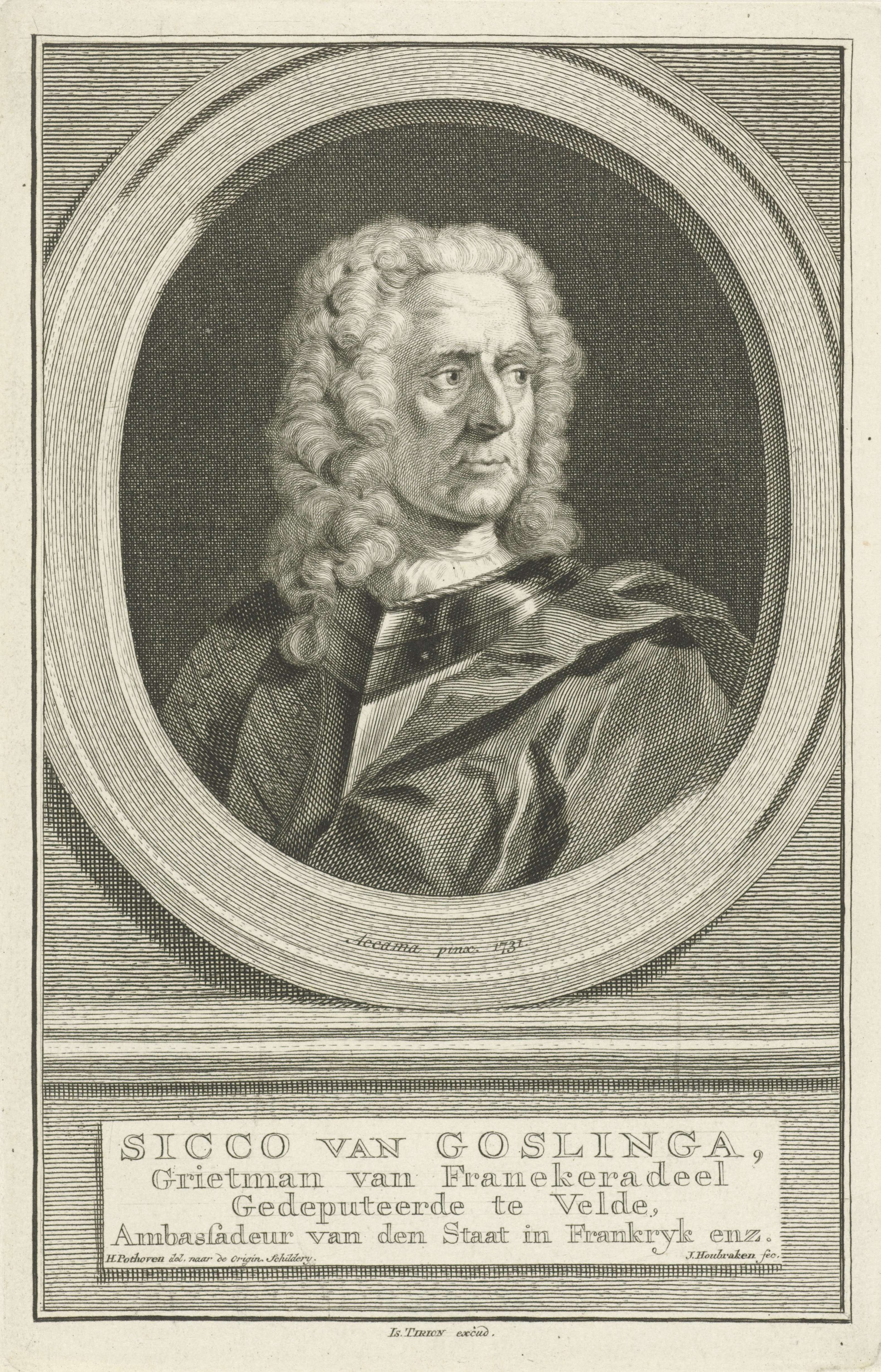
Sicco van Goslinga, député des États généraux des Provinces-Unies, représente la Province de Frise.

Pendant le reste de la guerre de succession d'Espagne, les Pays-Bas vont rester une base d'opérations militaires contre la France. La direction des affaires courantes est confiée à une « Conférence » de ministres d'Angleterre et des Provinces-Unies, mais sans les Autrichiens. Cette Conférence remet progressivement en place les structures de gouvernement général des Pays-Bas, et plus particulièrement pour les provinces de Brabant, de Flandre et de Malines, mais également pour les autres provinces en vue d'une future soumission. Le conseil d'état est rétabli le 21 juillet 1706, il est composé, de l'archevêque de Malines, des principaux seigneurs du pays, le duc d'Arenberg et d'Arschot, le comte de Thirimont, le comte d'Ursel, etc. avec à sa tête le duc de Marlborough comme gouverneur militaire de Bruxelles. Le conseil des finances est rétabli le 30 juillet 1706, la chambre des comptes de Flandre le 14 août 1706, la chambre des comptes du Brabant le 1er septembre 1706.
Mais sous une apparente autonomie des provinces, les deux puissantes occupantes, la Grande-Bretagne et les Provinces-Unies, tiennent les Pays-Bas. La Conférence des ministres va ainsi aller jusqu'à émettre le 9 octobre 1711 un nouveau règlement pour le gouvernement des Pays-Bas vu la réticence des provinces de payer certaines demandes de réquisition aux pays occupants parce qu'ils ont reconnu la souveraineté de l'archiduc d'Autriche en tant que roi d'Espagne Charles III.

« Article XIV : Finalement les deux puissances, comme représentantes le roi Charles III, se réservent tout le pouvoir qui compète à SM Catholique, afin de le faire exercer par leurs ministres, dont les ordres devront être respectés et exécutés en tout, pour autant qu'ils ne seront point contraires aux privilèges du pays »

—  Réglement de la Reine de Grande-Bretagne et des États Généraux des Provinces-Unies du 5 octobre 1711 pour le gouvernement des Pays-Bas.

Ce règlement va jusqu'à obliger les députés à le signer sous peine d'être démissionnés.
Le 12 novembre 1712, une délégation de députés extraordinaires de provinces des Pays-Bas, composée du baron de Pallant, abbé de Sainte-Gertrude, du comte de Maldeghem, du vicomte et bourguemaître de Louvain Vande Ven, du comte de Grand Breucq, du marquis de Rodes, baron de Berleghem et du baron de Renesse, adresse une requête à l'attention des ambassadeurs anglais et des députés des États Généraux des Provinces-Unies. Ils leur rappellent la lettre du 26 mai 1706 par laquelle le duc de Marlborough et les députés des Provinces-Unies leur avaient confirmé qu'ils défendaient les intérêts du roi Charles III et qu'en échange d'une soumission à ce souverain, celui-ci les maintiendrait dans l'entière jouissance de tous leurs droits et privilèges, tant ecclésiastique que séculiers. Les députés demandent qu'en application de cette promesse, l'empereur Charles VI vienne faire sa Joyeuse entrée dans les Pays-Bas dans les meilleurs délais.

« Ils (les États de Brabant, de Hainaut et de Flandre) ont résolu de s'adresser à Sa Majesté la Reine de la Grande-Bretagne et à leurs HHPP les États Généraux des Provinces-Unies, demandant que Sa Majesté Impériale & Catholique, sans plus de délai ni retardement, soit inaugurée solennellement Prince Souverain des Pays-Bas Espagnols, pour les posséder, régir & gouverner avec le même pouvoir & avec les mêmes droits, Hauteur, Indépendance, Souveraineté & autres que ces mêmes Pays suivant leurs anciennes Libertés, Prérogatives, Lois, Constitutions, Droits & Privilèges ont été possédés par feu Sa Majesté Charles II & ses Augustes Prédécesseurs »

—  Demandes spécifiques des États de Brabant, de Hainaut & de la capitale de Flandres au sujet de l'inauguration de Sa Majesté Impériale & Catholique Charles III comme duc de Lothiers, de Brabant & de Limbourg, Marquis du Saint-Empire & Comte de Flandres & de Hainaut du 12 novembre 1712.

Malgré cette requête, les députés des Pays-Bas doivent accepter l'ultimatum fixé par la Conférence et répondent positivement aux réquisitions. Les députés s'adressent cependant à nouveau à l'empereur le 28 février 1713, puis au comte de Sinzendorff, ministre plénipotentiaire de l'empereur, le 21 mars 1713 pour exprimer leur mécontentement quant à la soumission exigée par les deux puissances occupantes. Ce dernier, occupé dans les négociations à Utrecht, leur conseille de prendre leur mal en patience en attendant le règlement diplomatique de la guerre. Les intérêts des provinces des Pays-Bas restent un objet secondaire pour les ministres de l'empereur. Simultanément à la suite de nouveaux refus de répondre à certaines réquisitions, la Conférence des ministres va jusqu'à révoquer et remplacer les députés du conseil d'état. Finalement, les députés des Pays-Bas adoptent une attitude conciliante qui permet de régler ce conflit au moment de la signature du traité d'Utrecht entre la France, la Grande-Bretagne et les Provinces-Unies.
Les Pays-Bas sont ravagés par une nouvelle guerre de près de dix ans. De plus, les Provinces-Unies suppriment les barrières commerciales érigées par les Espagnols et les Français, au profit de leurs marchandises, les tarifs douaniers de 1680 sont remis en application, la Chambre de commerce de Bruxelles est supprimée tandis que les Anglais introduisent leur charbon au détriment de ceux du Hainaut, occupé par les Français. Les recettes des provinces diminuent. De plus, les habitants des Pays-Bas sont inquiets pour leur religion, malgré les instructions données aux troupes alliées ; les deux puissances d'occupation sont protestantes. Les nominations d'évêques à la suite de la vacance de sièges sont ajournées. Les habitants des provinces occupées par les alliés attendent l'arrivée et l'inauguration de Charles III, mais il faut attendre la fin de la guerre et la mise en place des traités, le traité de paix de Rastadt du 16 avril 1714 et le traité de la Barrière entre l'empereur et les Provinces-Unies (1715)…

## Les traités d'Utrecht et des Barrières

### La Grande Alliance (1701)
Vu la crainte de l'apparition d'un empire potentiellement aussi puissant que celui composé de la France de Louis XIV et de l'Espagne et de ses territoires, l'empereur Léopold de Habsbourg, le roi Guillaume III d'Angleterre, les états-généraux des Provinces-Unies, l'électeur Palatin, l'électeur Frédéric III de Brandebourg, roi de Prusse, l'électeur Georges-Louis de Hanovre, et le duc de Zell mettent en place un projet de ligue offensive et défensive qu'ils ratifient sous le nom de la Grande Alliance, à La Haye le 7 septembre 1701.
Les contractants s'engagent à reprendre les Pays-Bas espagnols et rétablir la barrière, à reconquérir le Milanais, les royaumes de Naples et de Sicile, avec les îles de la Méditerranée qui en dépendent et les ports de Toscane, à s'emparer de toutes les possessions espagnoles dans les Indes pour se les partager, à continuer la guerre jusqu'à ce que la satisfaction juste et raisonnable fût donnée à l'empereur, au roi d'Angleterre et aux états-généraux sur tous les griefs et à assurer par tous les moyens la séparation des deux couronnes de France et d'Espagne… De plus, tous les princes et États d'Europe sont invités à accéder à la présente convention et une fois les hostilités commencées, aucun des contractants ne pourra se retirer sans se mettre en guerre avec les autres.

« Et afin de procurer cette satisfaction & cette sûreté, les Alliés feront entre autres choses leurs plus grands efforts pour reprendre & conquérir les Provinces du Pays-Bas espagnol, dans l'intention qu'elles servent de Digue, de Rempart, & de Barrière pour séparer & éloigner la France des Provinces-Unies, comme par le passé ; lesdites Provinces du Pays-Bas espagnol ayant fait la sûreté des Seigneurs États Généraux jusques à ce que depuis peu Sa Majesté très-Chrétienne s'en est emparé & les a fait occuper par ses Troupes. »

—  Traité de La Haye de 1701, article V.

« Lorsque ladite Transaction, ou Traité de Paix se fera, les Alliez conviendront… pareillement des moyens propres à mettre en sureté les Seigneurs États-Généraux par la « Barrière » susmentionnée. »

—  Traité de La Haye de 1701, article IX.

### Préliminaires au traité
Dès 1706, à la suite de la défaite française lors de la bataille de Ramillies et des revers de Philippe V en Espagne, le roi Louis XIV fait une première tentative, via l'électeur de Bavière, auprès de la reine d'Angleterre et des états généraux des Provinces-Unies pour l'ouverture d'une conférence de paix. Cependant, malgré tout l'intérêt de la démarche, les alliés estiment que les garanties données par le roi de France sont insuffisantes et lui adressent une fin de non-recevoir.

« Il est très sur cependant, que ses intentions étaient sincères : il n'est pas moins certain, que nous aurions acceleré infiniment la paix, aurions épargné une infinité de trésors et de sang, et fait une paix glorieuse, si nous eussions été assez sages pour nous servir d'une occasion si favorable. »

— Sicco van Goslinga,  Mémoires relatifs à la guerre de succession de 1709-1709 et 1711.

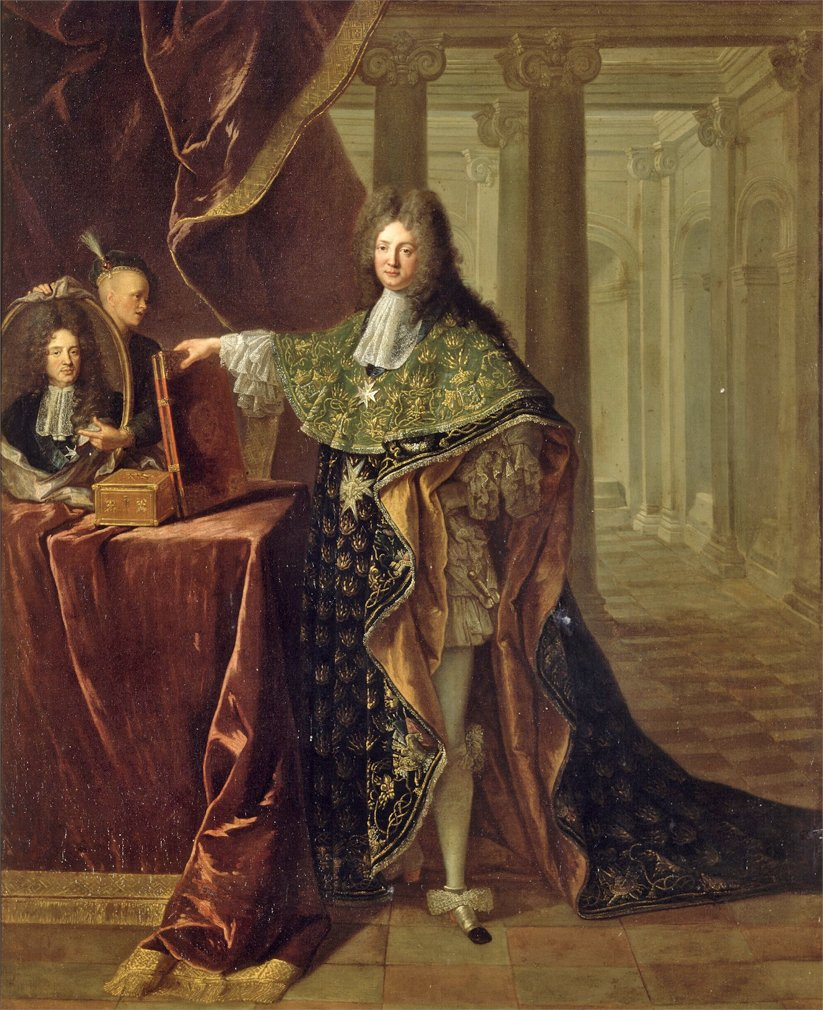
Colbert de Torcy, ministre français des affaires étrangères, privilégie les négociations avec l'Angleterre.

En 1709, le roi Louis XIV prend un nouveau contact avec les alliés, en vue de négocier la paix. À cet effet, il envoie le ministre Colbert de Torcy et le président Rouillé à La Haye. Ceux-ci reçoivent, à titre de préliminaires, un premier projet de quarante articles rédigés par les puissances alliées et daté du 28 mai 1709.
Ces préliminaires reprennent les conditions que les alliés veulent imposer à la France, à savoir, entre autres, la reconnaissance de Charles III comme Roi d'Espagne par Louis XIV, la remise du territoire espagnol à Charles III, l'exigence de joindre son armée à celle des Alliés pour expulser Philippe V d'Espagne en cas de refus de celui-ci d'être détrôné, l'exclusion d'acquisition de villes fortes, places ou terres dans les territoires espagnols, dont les Pays-Bas, par la France – cet article va au-delà de l'objet du traité de La Haye de 1701, qui visait uniquement la séparation des monarchies de France et d'Espagne – la mise en place d'une barrière de places fortes dans les Pays-Bas pour protéger les Provinces-Unies, l'arrêt des hostilités seulement après exécution des articles antérieurs, après cession de la couronne d'Espagne à Charles III et après ratification des traités de paix à venir par la France (l'article XXXVII).

« Et quant aux Seigneurs États-Généraux, Sa Majesté leur cédera, dans les termes les plus précis qu'il conviendra, les Places de Furnes & de Furner-Ambagt, le Fort de Knok, y compris Menin avec sa Verge, Ypres avec sa Châtellenie & ses dépendances, qui seront désormais Bailleu ou Belles, Warneton, Popperinguen, & ce qui dépend des lieux ci-dessus exprimés (la Ville & Châtellenie de Cassel demeureront à Sa Majesté Très-Chrétienne), Lille avec sa Châtellenie (à l'exception de la Ville & Gouvernance de Douai), Tournai, Condé & Maubeuge, avec toutes leurs dépendances ; le tout en l'état que sont à présent lesdites places, spécialement avec les Canons, Artillerie & Munitions de Guerre qui s'y trouvent ; pour aussi servir de Barrière avec le reste des Pays-Bas Espagnols auxdits Seigneurs États Généraux, & pour en pouvoir convenir avec ledit Roi Charles, selon la teneur de ladite Grande-Alliance, tant à l'égard de la Garnison que lesdits Seigneurs États Généraux y tiendront, que de toutes les autres choses dans les Pays-Bas Espagnols ; & particulièrement pour avoir en toute Propriété & Souveraineté le Haut Quartier de Gueldre selon le XII Article du traité de Munster de l'an 1648. »

—  Préliminaires de 1709 pour servir au traité de la Paix générale, article XXII.

En pratique, outre le fait qu'il s'agit d'une mission impossible, ces préliminaires sont inacceptables voire humiliants pour la France et Louis XIV. Dès le retour du ministre Colbert de Torcy à Versailles, Louis XIV décide de rompre sur-le-champ les conférences le 8 juin 1709
Cependant la défaite de l'armée française à la bataille de Malplaquet le 11 septembre 1709 oblige Louis XIV à revoir sa position. À cet effet, le ministre de Torci fait parvenir, en février 1710, un projet de paix au député résident Petticum dans lequel le roi accepte les articles des préliminaires, hormis l'article XXXVII relatif aux conditions d'arrêt du conflit et qu'il est disposé à accepter, dans un premier temps, de démarrer les conférences à Mont-Sainte-Gertrude pour renégocier cet article. Mais ces négociations sont finalement rompues, à la suite de l'intransigeance des députés des Provinces-Unies, et les deux ministres plénipotentiaires français, le marquis d'Huxelles et l'abbé Polignac, quittent Mont-Sainte-Gertrude, le 20 juillet 1710.

### Traité de la Barrière entre la Grande-Bretagne et les Provinces-Unies (1709) et sa révision (1713)
La guerre de succession d'Espagne n'est pas encore terminée que la Grande-Bretagne, sous le gouvernement des Whigs, et les Provinces-Unies concluent un premier traité de la Barrière le 29 octobre 1709 dont le but est de garantir le soutien des Provinces-Unies à la reconnaissance de la reine Anne à la succession de la couronne d'Angleterre en échange du soutien de la Grande-Bretagne aux revendications des Provinces-Unies d'établir une barrière forte et suffisante de places et de villes contre la France dans les Pays-Bas espagnols.
La reine Anne va donner les pleins pouvoirs à son ambassadeur plénipotentiaire le vicomte Townshend pour négocier avec les députés des états généraux des Provinces-Unies. Le traité comporte 20 articles principalement axés sur la reconquête solidaire des Pays-Bas espagnols par les deux puissances maritimes, leur volonté de conquérir un maximum de villes, d'édifier une barrière contre la France, d'exclure à la couronne française toute acquisition de terres dans les Pays-Bas, de n'autoriser la prise de possession des Pays-Bas par Charles III qu'une fois un accord sur la barrière, la poursuite de la fermeture de l'Escaut (article XIV du traité de Munster).

« Qu'à cette fin, L.H.P. pourront mettre & avoir en Garnison, la changer, augmenter & diminuer, comme ils le jugeront à propos, dans les places suivantes ; à savoir Nieuport, Furnes avec le fort de Knocke, Ypres, Menin, la ville & la citadelle de Lille, Tournay & sa citadelle, Condé, Valenciennes, & les Places qu'on pourra conquérir encore sur la France ; Maubeuge, Charleroi, Namur & sa citadelle, Liere, Hale à fortifier, les Forts de la Perle, Philippe, Damme, le château de Gand & Dendermonde, le fort de St Donas étant attaché aux fortifications de l'Écluse, & y étant entièrement incorporé, demeurera & sera cédé en propriété à l'Etat ; le fort de Rodenbuysen en deçà de Gand sera rasé. »

—  Traité de la Barrière entre le plénipotentiaire de SMB et ceux des États généraux des Provinces-Unies, article VI.

En résumé, ce traité des barrières entre les deux puissances maritimes est un projet d'occupation militaire et économique des Pays-Bas espagnols par les Provinces-Unies.
Cependant, à la suite de l'évolution positive des négociations pour un traité de paix à Utrecht et à la crainte d'un changement futur d'alliances, le parlement britannique dirigé par les tories estime que les avantages accordés, particulièrement dans les articles IV et IX, aux Provinces-Unies dans le cadre du traité de la Barrière de 1709 sont excessifs. Le comte de Stratfford est mandaté par la reine Anne pour proposer aux États généraux de revoir ce « Traité de garantie pour la succession de la Couronne de la Grande-Bretagne et pour la barrière de Leurs Hautes Puissances ». L'intention est de supprimer le droit des Provinces-Unies de mettre des garnisons à Lille, Condé, Valenciennes et Maubeuge, ainsi qu'à Termonde, Lierre et Haelen mais aussi de réduire également les possibilités de déplacement de troupes hollandaises dans les Pays-Bas. Le nouveau traité de la Barrière conclu entre les deux États le 30 janvier 1713 révoque ainsi celui de 1709.

« Pour cet effet, on a convenu et arrêté que les Seigneurs États généraux pourront mettre, tenir, augmenter ou diminuer leurs garnisons, selon ce qui leur paraîtra nécessaire, dans les places suivantes ; à savoir Furnes, le fort de Knock, Ypres, Menin, la ville & la citadelle de Tournay, Mons, Charleroi, la Ville & le Château de Namur, le château de Gand, les Forts nommés la Perle, Philippe et Damme, comme aussi le fort de St Donas entièrement attaché aux fortifications de l'Écluse, duquel la Propriété est accordée aux États Généraux ; & le fort de Rodenbuysen en deçà de Gand sera rasé. »

—  Traité de garantie du 19 janvier 1713 pour la succession de la Couronne de la Grande-Bretagne et pour la barrière de Leurs Hautes Puissances, article VI.

### Reprise des négociations (1711)
L'opinion anglaise commence à trouver la guerre longue et coûteuse. le parti tory, parti de la paix, commence à se faire entendre à Londres et prend le pouvoir au parti whig, lors des élections du 1er octobre 1710. Le duc de Marlborough, chef de la faction des Whigs perd ainsi son influence au profit d'Henri Saint-John, vicomte de Bolingbroke. Alors que les forces alliées remportent des succès contre les Français dans les Pays-Bas, avec le duc de Marlborough, la situation est différente sur les autres fronts : les Anglais sont défaits à Briguega le 8 décembre 1710 et les Autrichiens à Villaviciosa deux jours plus tard. Les Alliés sont en déroute en Espagne.
|  |  |

À la demande de la reine Anne, le comte de Jersey établit une communication entre les diplomaties britanniques et françaises en janvier 1711 pour reprendre les négociations en vue de la paix. Le ministre de Torcy est d'avis de reprendre ces négociations via Londres et les premiers contacts s'établissent.
Deux décès surviennent en quelques jours : le grand dauphin, père de Philippe V et fils de Louis XIV, meurt le 14 avril 1711 tandis que l'empereur Joseph Ier décède sans descendance, le 17 avril 1711. Ces deux décès ont des implications importantes sur l'équilibre européen et par conséquent sur les négociations pour la paix. En effet, Joseph Ier n'a pas de descendance et son successeur, comme empereur du Saint-Empire, est son frère, l'archiduc Charles, soutenu en tant que roi d'Espagne par la coalition sous le nom de Charles III. Après avoir fait la guerre pendant dix ans pour que les royaumes de France et d'Espagne soient séparés, la mort de l'Empereur regroupe l'Autriche et l'Espagne sous la même couronne, celle des Habsbourgs, avec pour conséquence un déséquilibre des puissances en Europe. Ce scénario n'est pas acceptable pour la Grande-Bretagne et les Provinces-Unies, pour lesquels le roi Philippe V redevient une option préférentielle.

« La comparaison ne se fait point ici d'un prince de la maison d'Autriche, qui serait en même temps, Empereur et roi d'Espagne, avec un prince de la maison de Bourbon, qui serait en même temps Roi de France ; mais d'un prince de la maison de Bourbon qui serait seulement roi d'Espagne, avec un prince de la maison d'Autriche qui unirait tout à la fois l'Empire et l'Allemagne en sa possession. »

— Manifeste du ministère anglais, .
Le vicomte de Bolingbroke est envoyé par la reine Anne pour traiter secrètement avec le ministre Colbert de Torcy. Louis XIV accepte de négocier la paix avec, comme point de départ, le maintien de Philippe V sur le trône d'Espagne et sur la base, entre autres, de la formation dans les Pays-Bas d'une barrière suffisante pour la sûreté des Provinces-Unies. Les deux parties décident de porter le siège des conférences à Londres. Louis XIV nomme, à cet effet, Nicolas Mesnager, pour négocier. Celui-ci arrive à Londres le 18 août 1711 pour conclure les articles préliminaires le 8 octobre dont la première partie est relative à des avantages particuliers en faveur de l'Angleterre, la reconnaissance de la reine Anne en tant que reine d'Angleterre, mais aussi des transferts de territoires (Gibraltar, Terre-Neuve…) tandis que la seconde partie concerne les bases d'une paix générale en Europe, dont la séparation des couronnes de France et d'Espagne.
Une fois cette négociation connue de leurs alliés, ceux-ci expriment leur mécontentement, particulièrement l'empereur Charles VI qui refuse de démarrer de nouvelles conférences sur la base de ces textes ; il exhorte ses deux alliés à ne pas négocier en se référant au traité d'Alliance signé en 1701.

« C'est pour cette raison que Nous vous prions instamment & vous exhortons très affectueusement… pour que vous preniez avec nous la résolution de soutenir cette cause qui se trouve en si grand danger, & de ne pas permettre que les supercheries de la France aient un heureux succès par Notre relachement & fassent tourner nos Triomphes à honte & deshonneur… Pour nous quelques suites que la chose puisse avoir, Nous rejettons constamment ces Préliminaires… et Nous ne permettrons nullement à nos Ambassadeurs d'assister aux Conférences qui sont porposées pour traiter la-dessus. »

— L'empereur Charles VI ,  Lettre du 8 novembre 1711 aux Hauts & Puissants Seigneurs.
Cependant, la Grande-Bretagne et les Provinces-Unies acceptent les préliminaires proposés par la France. Le 17 décembre 1711, la reine Anne informe les deux chambres du parlement de la décision prise de traiter avec la France en vue de la paix. Le congrès de paix démarre le 12 janvier 1712 à Utrecht entre trois pays, la Grande-Bretagne, les Provinces-Unies et la France.
Une suspension des armes est signée entre la France, l'Espagne et l'Angleterre le 19 août 1712 par le ministre Colbert de Torcy et le vicomte de Bolingbroke, ambassadeur britannique à Paris. Celle-ci sera prolongée en décembre 1712.

### Cession des Pays-Bas à l'électeur de Bavière par Philippe V (1712)
Le 2 janvier 1712, Philippe V renonce à la souveraineté des Pays-Bas au profit de Maximilien-Emmanuel de Bavière, sur la base de la promesse faite par Louis XIV en novembre 1702.

« Philippe, par la grâce de Dieu, Roi de Castille, de Léon, d'Aragon, des Deux Siciles, de Jérusalem, de Navarre, de Grenade, de Tolède, de Valence, de Galice, de Majorque, de Séville, de Sardaigne, de Cordoue, de Corse, de Murcie, de Jaën, d'Algarves, d'Algésiras, de Gibraltar, des Îles Canaries, des Indes Orientales & Occidentales, des Iles et Terre ferme de la Mer Océane, Archiduc d'Autriche, Duc de Bourgogne, de Brabant, de Milan, Comte de Habsbourg, de Flandre, de Tyrol & de Barcelone, Seigneur de Biscaie & de Moulin… »

« Nous avons trouvé à propos, tant pour le bien de la Chrétienté, que pour celui des Pays-Bas en particulier, de ne pas différer plus longtemps l'exécution de ce que le Roi Très Chrétien notre aïeul a négocié et conclu le 7 novembre 1702, en notre Nom & de notre Consentement, avec le très Excellent Prince Maximilien Emmanuel, Duc & Électeur de Bavière… au sujet de la Cession, Donation & Transport des susdits Pays-Bas… Nous avons résolu de transporter lesdits Pays-Bas au dit très Excellent Prince Maximilien Emmanuel… afin que ledit Duc Électeur, notre Oncle, ses Successeurs & Hoirs mâles puissent en jouïr et disposer comme Légitimes & Souverains Princes desdits Pays-Bas sans aucune restriction ou réserve. »

— Le roi d'Espagne Philipe V ,  Acte de renonciation du 2 janvier 1712.

L'acte de renonciation, signé de Philippe V et de Manuel de Vadillo y Velasco, est cependant complété d'un ensemble de douze articles dont le second impose à l'électeur la cession d'un État, voire d'une propriété à la princesse des Ursins en remerciement des services rendus à la cour d'Espagne. Ce territoire que « ladite princesse nommera & choisira à sa satisfaction, soit les trois Pays d'Outre Meuse, ou Lokeren, au pays de Waes, avec les huit paroisses de Keure, ou en telle autre province qui soit le plus à sa convenance ». Le roi accorde ainsi par cet acte à l'électeur les pleins pouvoirs pour prendre possession de tous les Pays-Bas en tant que vicaire-général.
Cependant, sur les faits, l'électeur n'est en possession sur le terrain que du comté de Namur et du duché de Luxembourg, les autres provinces des Pays-Bas sont occupées par les alliés. Maximilien-Emmanuel fait sa joyeuse entrée à Luxembourg et à Namur puis vient s'établir à Namur où il installe sa cour, établit un Conseil d'État et un Conseil des finances.
Les Pays-Bas sont maintenant en théorie un État indépendant. Mais en pratique, ils sont divisés en trois entités : l'État composé des provinces de Luxembourg et de Namur de Maximilien-Emmanuel de Bavière, le duché de Limbourg géré par le ministre plénipotentiaire de Charles VI et les autres provinces sous occupation des deux puissances maritimes.

### Négociations en vue de la paix (1712) et traités d'Utrecht (1713)

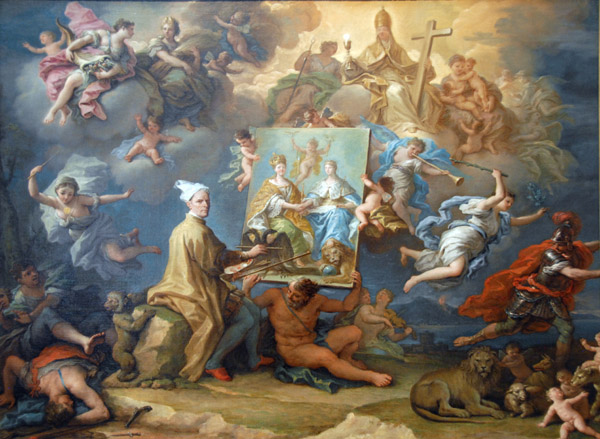
Allégorie de la paix d'Utrecht de Paolo de Matteis (1662-1728).

Le congrès pour la paix s'ouvre le 29 janvier 1712 dans l'hôtel de ville d'Utrecht. Les autorités de la ville éditent à l'attention des ambassadeurs et ministres plénipotentiaires des différentes nations représentées un règlement précisant les modalités de comportement pour eux et leur maison. De plus, les magistrats d'Utrecht interdisent aux gens de livrée, à savoir domestiques, pages, laquais, cochers et valets, de porter des armes sous peine d'emprisonnement afin de maintenir l'ordre et la tranquillité dans la ville.

« Les Pages, les Valets de pied et généralement tous les Gens de livrée ne porteront ni Bâtons, ni Armes, comme Épées, Couteaux, Pistolets de poche ou autres de quelque espèce que ce puisse être, cachées ou à découvert, tant dans la Ville qu'aux Promenades. Au surplus, il sera défendu à tous les Domestiques de sortir après dix heures, à moins que ce ne soit sur l'ordre exprés ou pour le service de leurs Maîtres, de sorte qu'on n'en puisse autrement trouver aucun hors de la Maison à des heures indues, et ceux qui y conviendront seront punis sévérement et chassés sur le champ. »

—  Réglement du 28 janvier 1712 pour l'Ouverture & la Méthode des Conférences à Utrecht - Article VI.
Les différents États représentés sont l'Angleterre, l'Empire, les États généraux, la France, le cercle de Franconie, le duché de Guastalla, les Trois Ligues des Grisons, le royaume de Hanovre, la principauté de Hanau, le cercle du Haut-Rhin, l'électorat de Hesse-Cassel, le chapitre de Hildesheim, la province du Schleswig-Holstein, le duché de Lorraine, Mayence, le duché de Modène, la principauté épiscopale de Münster, le Palatinat, le duché de Parme, le royaume de Pologne et l'électorat de Saxe, le royaume du Portugal, le royaume de Prusse, la cour de Rome, les États de Savoie, le cercle de Souabe et de Wurtemberg, le royaume de Suède, la Suisse, la Toscane, l'électorat de Trèves, la république de Venise, l'Espagne, le chapitre de Cologne, l'électorat de Cologne, la principauté de Molfetta, l'électorat de Bavière, le duché de Bouillon.
Les premières séances des conférences sont consacrées aux exposés des différents ministres plénipotentiaires. Ce sont les représentants de la France, à savoir Nicolas Mesnager, le marquis d'Uxelles et l'abbé de Polignac, qui commencent en exposant les « Explications spécifiques des offres de la France pour la paix générale à la satisfaction de tous les intéressés dans la guerre présente » par lesquelles le roi de France reconnaît la reine de Grande-Bretagne, cède également des territoires tant en Europe que dans les Amériques, reconnait la barrière et s'engage à une séparation des couronnes de France et d'Espagne.

« Le Roi (de France) consentira en signant la Paix, que les Pays-Bas Espagnols cédés à l'Électeur de Bavière par le Roi d'Espagne servent de Barrière aux Provinces-Unies & pour l'augmenter, il joindra Furnes & Furnaambacht, la Knocke, Ipres & sa Châtellenie, Menin & sa Verge ; en échange Sa Majesté demande, pour former la Barrière de la France, Aire, Saint-Venant, Bethune, Douai, Bouchain & leurs dépendances. Si les États Généraux veulent tenir des Garnisons dans les Places fortes de la Barrière ainsi formée des États cédés à S.A.E., & ceux que la France y joint du sien, Sa Majesté consent qu'ils y mettent leurs Troupes en si grand nombre qu'il leur plaira, & de plus qu'elles soient entretenues aux dépens des Pays-Bas. »

— le marquis d'Uxelles ,  Offres de la France pour la Paix Générale.

Les représentants des autres pays vont répondre aux propositions de la France et exprimer leurs demandes spécifiques. En ce qui concerne les Pays-Bas, la Prusse demande de garder la ville de Gueldre,

« La Ville de Gueldre avec le Canton de cette Province, & la Ville & Pays d'Erckelens, que Sa Majesté Prussienne possède, lui sera laissé en pleine Souveraineté & Propriété, comme pris sur la France par les Armes de Sa Majesté… »

— Les comtes Otto Magnus de Dönhof et Ernest de Metternich ,  Demandes spécifiques de Sa Majesté le Roi de Prusse datées du 5 mars 1712.
Mais les plus exigeants sont les Provinces-Unies. Ceux-ci veulent en premier lieu disposer des provinces de Luxembourg et de Namur, occupées par Maximilien Emmanuel, allié de la France, en attendant de les céder à l'Autriche une fois le futur traité de la Barrière négocié et de la pleine propriété sur le Haut Quartier de Gueldre. En second lieu, ils exigent une série de villes et de citadelles de Flandre, du Hainaut et de France avec leurs dépendances. En troisième lieu ils demandent à nouveau une série de villes et de places fortes de Flandre et de Hainaut pour constituer la barrière. En quatrième lieu, ils souhaitent pouvoir disposer de garnisons dans les places-fortes de la principauté de Liège

« Premièrement… et parceque le Duché, Ville & Forteresse de Luxembourg, avec le Comté de Chiny, le Comté Ville & Chateau de Namur, comme aussi les Villes de Charleroi & de Nieuport sont encore au pouvoir de la France ou de ses Alliés. Sa Majesté Très Chrétienne fera en sorte que ces Duchés, Comtés, Villes & Forteresses… seront immédiatement mis entre les mains desdits Seigneurs États pour les rendre à Sa Majesté Impériale & Catholique aussitôt que lesdits Seigneurs États auront convenus avec Elle la manière dont les Pays-Bas Espagnols leur serviront de Barrière… et aussitôt que Sa Majesté Impériale & Catholique, en conformité du traité de Munster, leur aura aussi cédé en toute propriété & Souveraineté le Haut quartier de Gueldre… »

« En second lieu que les Villes & Places de Menin, avec sa citadelle, Douai avec le Fort de Scarpe, & Orchies, & toute la Châtellenie de Lille avec les Gouvernances & Bailliages respectivement, y compris aussi le pays de la Loeu & le Bourg de la Gorgue ; Tournai avec sa citadelle, & le Tournaisis, Aire avec son Bailliage ou Gouvernance, & le Fort François, Therouanne, Lilers avec son Bailliage, Saint-Venant avec sa dépendance, Bethune avec sa Gouvernance ou Bailliage & Bouchain avec sa dépendance demeureront auxdits Seigneurs États... »

« En troisième lieu Sa Majesté Très Chrétienne… fera immédiatement évacuer & remettre auxdits Seigneurs États Furnes & Furnes-Ambagt, y compris les huit Paroisses et le Fort de Knoque, les Villes de Loo & de Dixmude avec leurs Dépendances, Ypres avec sa Châtellenie & Dépendance, les Villes & Châtellenies de Bailleul, ou Belle, Merville, Warneton, Commines, Warwick, Poperingue, Cassel & ce qui dépend des lieux ci-dessus exprimés, Valenciennes avec sa Prévôté, Condé & Maubeuge avec sa Prévôté,… en vue de faire des conventions avec Sa Majesté Impériale & Catholique que lesdits Seigneurs États trouveront à propos. »

« En quatrième lieu que Sa Majesté Très Chrétienne ne s'opposera en aucune manière à ce que les Garnisons qui… se trouveront ci-après de la part desdits Seigneurs États dans la Ville, Château & Fort de Huy, dans la Citadelle de Liège & dans la Ville de Bonne y restent jusqu'à ce qu'on soit convenu autrement avec l'Empereur & l'Empire. »

—  Demandes spécifiques de leurs Hautes Puissances les Seigneurs États Généraux des Provinces Unies datées du 5 mars 1712.

|  |  |

À l'exception de l'empereur qui revendique toujours la couronne d'Espagne, les principaux pays sont d'accord avec l'offre de la France qui évite un cumul de royaumes, alors que les préliminaires de 1709 excluaient que la maison de France n'occupe le trône d'Espagne. Par contre, il y a bien consensus sur le fait « qu'aucune Province, Village, Fort ou Place desdits Pays-Bas Espagnols, ni de ceux qui seront cédés par le Roi Très Chrétien, ne pourra jamais être cédée, transportée ni donnée ni échoir à la Couronne de France, ni à aucun Prince ou Princesse de la Maison ou Ligne de France. »
Cependant l'année 1712 est marquée par deux décès dans la lignée directe de Louis XIV, le 18 février 1712, le duc de Bourgogne, petit-fils du roi et dauphin meurt à l'âge de 30 ans, tandis que son fils, le duc de Bretagne, meurt également le 8 mars 1712, à cinq ans. Le seul héritier de Louis XIV est le duc d'Anjou (né en 1710 qui porte très explicitement le titre qui fut donné à sa naissance au futur roi d'Espagne), alors âgé de deux ans seulement et malade. Le roi d'Espagne, Philippe V, devient second dans la ligne de succession du trône de France. Cette situation fait naître des inquiétudes, particulièrement en Grande-Bretagne, quant à la séparation des couronnes françaises et espagnoles.
Louis XIV propose une clause d'exclusion empêchant tout regroupement des deux couronnes via un système de renonciation automatique, mais laissant à l'héritier le choix entre la France ou l'Espagne. Tandis que les Anglais veulent un choix immédiat et irrévocable, c'est-à-dire une renonciation de Philippe V au trône d'Espagne. À cet effet, le comte de Bolingbroke précise au ministre Colbert de Torcy que « l'expédient pour prévenir la réunion des deux monarchies de France et d'Espagne est le point capital de notre négociation ». Pendant plusieurs mois, les négociateurs vont essayer d'arriver un accord en proposant entre autres des options de substitution avec la maison de Savoie.

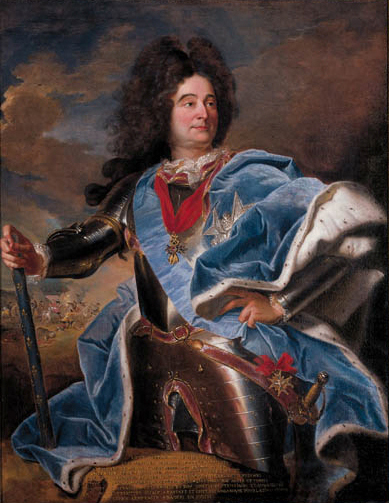
Claude Louis Hector duc de Villars, vainqueur français à Denain, le 24 juillet 1712.

Cependant les dernières victoires militaires de la France, dont la bataille de Denain, le 24 juillet 1712 et la reprise de places fortes dans les Pays-Bas permettent à la France de reprendre la main dans les négociations. Les ministres Colbert de Torcy et le comte de Bolingbroke signent, pour leurs souverains respectifs, un traité de suspension des armes le 19 août 1712.
Finalement, le 5 novembre 1712, Philippe V décide de choisir l'Espagne et de renoncer à ses droits ainsi qu'à ceux de ses descendants sur la couronne de France, de même, le duc de Berry et le duc d'Orléans renoncent à la couronne d'Espagne. Ces renonciations sont confirmées par lettres patentes de Louis XIV du 15 mars 1713, ainsi que la suppression des lettres patentes de février 1701.
Le 11 avril 1713, le traité de paix conclu entre la France et la Grande-Bretagne est signé par le marquis d'Uxelles, maréchal de France et Nicolas Mesnager pour la France par les ambassadeurs de Grande-Bretagne, John, évêque de Bristol et Lord du Sceau Privé, le comte Thomas de Strafford. Un traité de navigation et de commerce est également signé. Un second traité de paix est signé le 13 juillet 1713 entre l'Espagne et la Grande-Bretagne.

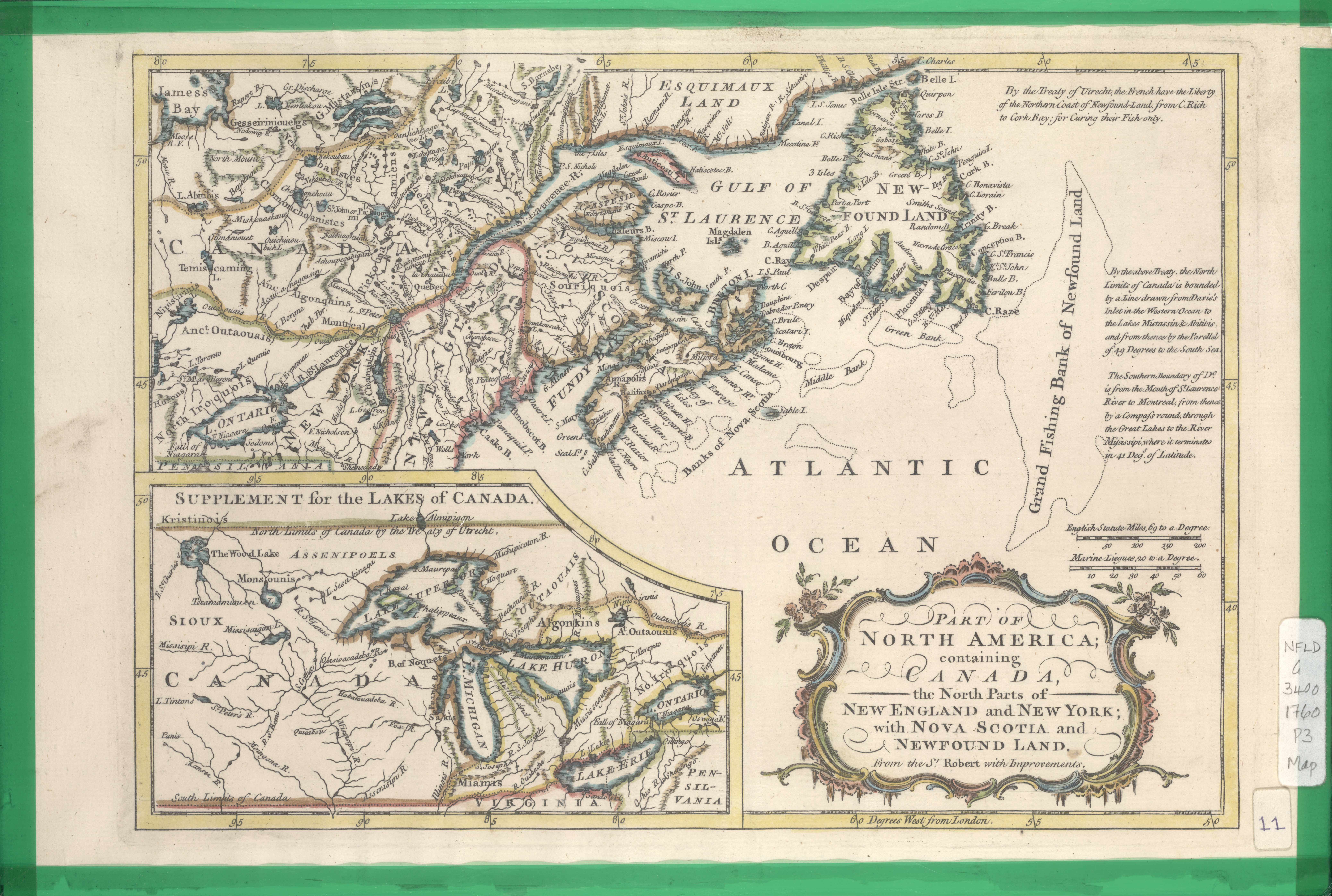
Le traité d'Utrecht concerne également des cessions de territoires en Amérique du Nord.

Le 11 avril 1713, un traité de paix conclu entre la France et les Provinces-Unies est signé par le marquis d'Uxelles, maréchal de France et Nicolas Mesnager pour la France et les députés Jacques van Randwyck, Willem Buys, Bruno vander Dussen, Cornielle van Gheel, le baron Fréderic Adrien de Reede, Sicco van Goslinga et le comte Charles Ferdinand van Kniphuysen pour les États Généraux pour être ratifié et approuvé dans les trois semaines. Dans ce traité de 39 articles, certains concernent plus particulièrement les transferts de villes, places et terres des Pays-Bas et du Nord de la France aux Provinces-Unies en attendant que celles-ci règlent un traité de la Barrière avec la Maison d'Autriche (articles VII, VIII, IX, X, XI, XII, XIII et XIV), tandis que les articles XV prévoient le retour de Lille et d'autres villes à la France. Le reste des articles précisent les modalités de compensation financières, le respect de la religion à la fois pour les habitants des Pays-Bas, mais aussi pour les garnisons des Provinces-Unies, les échanges de prisonniers,… De plus un article séparé à ce traité engage les Provinces-Unies à exiger de l'Autriche la cession du royaume de Sardaigne à l'électeur de Bavière.

« Sa Majesté Très Chrétienne remettra & fera remettre aux Seigneurs États Généraux en faveur de la Maison d'Autriche tout ce que SMTC, ou le Prince, ou les Princes Alliés possèdent encore des Pays-Bas, communément appelés Espagnols, tels que feu le Roy Catholique Charles II les a possédés, ou dû posséder, conformément au traité de Ryswick… mais que la Maison d'Autriche entrera en la possession desdits Pays-Bas Espagnols… aussitôt que les Seigneurs États en seront convenus avec Elle, de manière dont lesdits Pays-Bas Espagnols leur serviront de Barrière & de sureté. »

—  Traité d'Utrecht du 11 avril 1713 - Article VII.

Ces traités de paix mettent fin à la guerre de succession d'Espagne, avec pour conséquence, le transfert des Pays-Bas méridionaux à la Maison d'Autriche, mais transfert qui doit encore attendre le règlement d'un traité de la Barrière entre les Provinces-Unies et l'empereur…

### Le traité de Rastatt et la paix de Baden (1714)
Étant donné le refus de l'Empereur de participer à la conférence et de conclure le traité de paix d'Utrecht, celui-ci décide de poursuivre la guerre contre la France sans l'aide de ses alliés. Cependant le sort des armes est défavorable à l'Empereur, le prince Eugène est fait prisonnier lors du siège de Landau et les troupes françaises rencontrent plusieurs succès après avoir franchi le Rhin.
Louis XIV fait une série d'offres pour la paix entre leurs deux parties. Ce document fait à Utrecht et daté du 11 avril 1713 est signé de la main des deux ministres plénipotentiaires français le marquis d'Uxelles et Nicolas Mesnager. Dans une première partie le roi de France accepte de reconnaître les conditions du traité de Ryswick conclu en octobre 1697 ainsi que des transferts de territoires, dont les Pays-Bas Espagnols à la maison d'Autriche. Dans une seconde partie, le Roi exprime des demandes spécifiques pour ses alliés, d'abord pour l'Électeur de Cologne relative à l'occupation éventuelle de troupes dans les villes de Huy, Liège et Bonn dans le cadre de la barrière et ensuite pour l'Électeur de Bavière relative à l'occupation provisoire des provinces de Luxembourg et de Namur en attendant les territoires promis par le traité d'Ilversheim. Dans une troisième partie, le Roi dicte un certain nombre de conditions en vue de la paix relatives aux frontières entre les deux pays, dont les Pays-Bas et la Province de Gueldre.

« Qu'il n'y ait point d'autres Troupes dans la Ville & Citadelle de Liège, dans le Chateau de Huy & dans la Ville de Bon que celles de ce Prince. Si toutefois il est nécessaire qu'il y ait une Garnison Hollandaise dans la Citadelle de Liège & dans le Chateau de Huy & Garnison du Cercle de Westfalie dans la Ville de Bon, cette condition ne doit pas rompre la Paix. »

« (L'Électeur de Bavière) gardera aux Pays-Bas en Souveraineté les Provinces & Places de Luxembourg, Namur, Charleroi & Nieuport… jusqu'à ce qu'il ait satisfaction à l'égard du traité d'Ilversheim… »

—  Demande du Roy exprimée le 11 avril 1713 pour l'Électeur de Bavière.

« Les Pays-Bas Espagnols (à l'exception de ce qui sera spécifié ci-dessous) appartiendront à la Maison d'Autriche comme aussi les Places & Pays que le Roi cède tout ce qui sera remis à ladite Maison aux conditions, dont elle conviendra avec les États Généraux des Provinces-Unies. Tout ce que la Prusse possède dans la Province de Gueldre & les bailliages de Kessel & de Kruckenberg avec leurs dépendances seront cédées. Comme le Roi d'Espagne en cédant les Pays-Bas à l'Électeur de Bavière s'est réservé le droit de choisir dans l'une de des Provinces qui les composent une terre produisant trente mille écus en faveur de la Princesse des Ursins, cette même réserve aura lieu. »

—  Conditions offertes & demandées le 11 avril 1713 par le Roy Très Chrétien pour la Paix à faire avec la Maison d'Autriche & l'Empire.

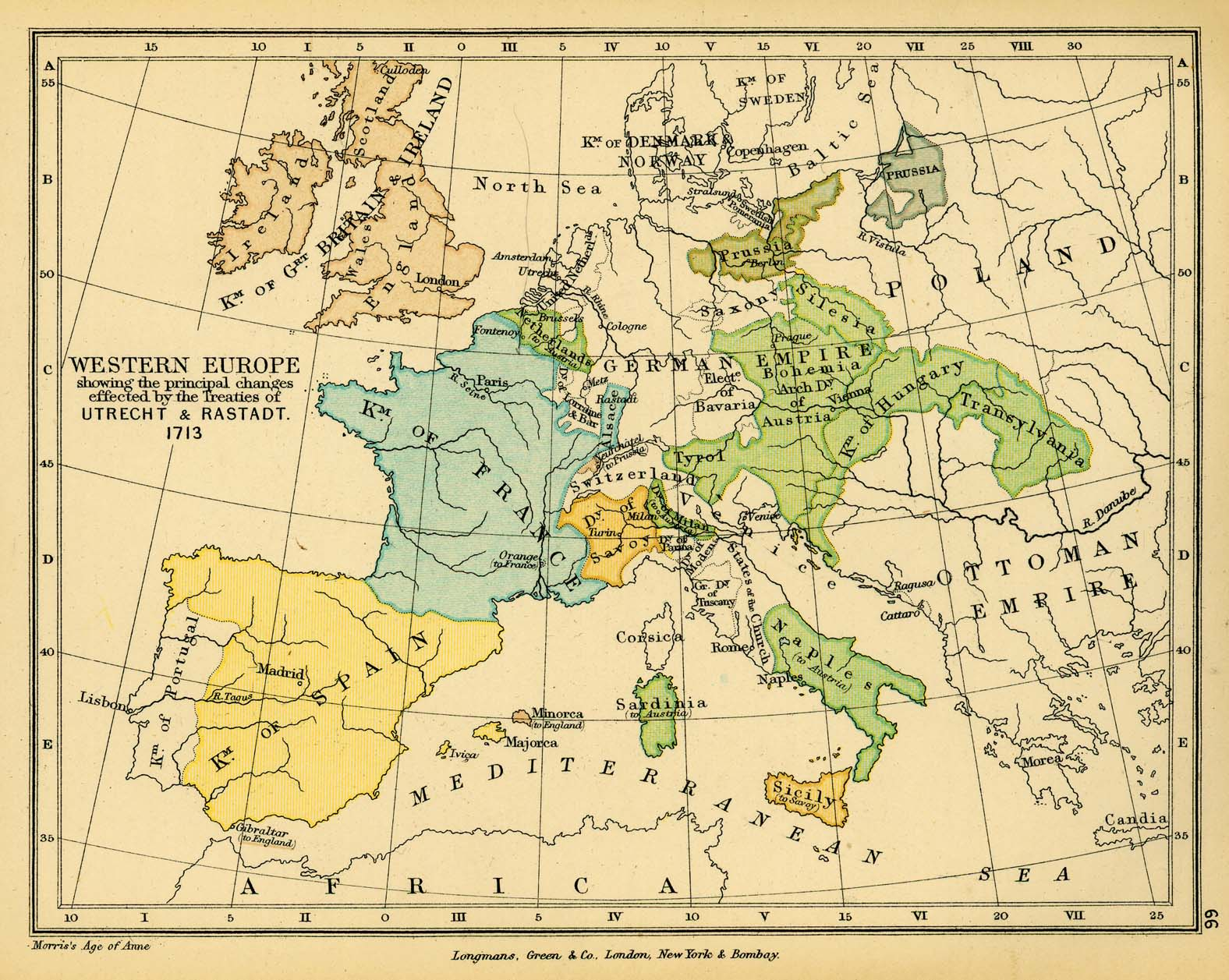
L'Europe après les traités d'Utrecht et de Rastatt.

En vue d'aboutir à la paix entre le royaume de France et la maison d'Autriche, des négociations démarrent au château de Ratsatt en novembre 1713 entre le prince Eugène et le duc de Villars pour aboutir à une convention en forme de traité de paix signée le 6 mars 1714 à Rastatt. Cette convention est suivie du traité de Baden, conclu entre Sa Majesté impériale Charles VI et le Roi Très Chrétien Louis XIV le 7 septembre 1714. Si ce traité met fin à la guerre entre la maison d'Autriche et le royaume de France, en aucun cas, l'empereur Charles VI ne reconnaît Philippe V en tant que roi d'Espagne.
Dans la convention de Rastatt, les points relatifs aux Pays-Bas sont la confirmation du transfert des territoires occupés dans les Pays-Bas par Maximilien-Emmanuel de Bavière à la maison d'Autriche en échange de la restitution de la Bavière, la cession de la Gueldre au roi de Prusse et l'énumération des villes, places et terres des Pays-Bas espagnols que le royaume de France cède à la maison d'Autriche, mais déjà remises aux Provinces-Unies.

« Le Seigneur Charles VI, élu Empereur des Romains, toujours Auguste, Roy de Germanie,de Castille, d'Aragon, de Léon, des Deux-Siciles, de Jérusalem, de Hongrie, de bohême, de Dalamtie, de Croatie, d'Esclavonie, de Navarre, de Grenade, de Tolède, de Valence, de Gallice, de Majorque, de Séville, de Sardaigne, de Cordoue, de Corse, de Murcie, des Algarves, d'Algezire, de Gibraltar, des îles Canaries, des Indes, îles et terre ferme de l'Océan, archiduc d'Autriche, duc de Bourgogne, de Brabant, de Milan, de Stirie, de Carinthie, de Carniole, de Limbourg, de Luxembourg, de Gueldres, de Wirtemberg, de la haute & basse Silésie, de Calabre, Prince de Souabe, de Catalogne, d'Asturie, Marquis du Saint Empire Romain, de Burgaw, de Moravie, de la haute & basse Lusace, comte de Habsbourg, de Flandre, de Tyrol, de Frioul, Kybourg, de Gorice, d'Artois, de Namure, de Roussillon & de Cerdaigne, Seigneur de la marche esclavonne, de Port Naon, des Salins, de Biscaye, de Molines, de Reipolis et de Malines d'une part. »

« Le Seigneur Louis XIV, roy très chrétien de France & de Navarre de l'autre part »

« Article XV : Pour ce qui est de la Maison de Bavière, Sa Majesté Impériale & l'Empire consentent… qu'en vertu du présent Traité… l'Archevêque de Cologne & le Seigneur Maximilien-Emmanuel de Bavière soient rétablis généralement et entièrement dans leurs États, Rangs, Prérogatives… »

—  Traité de Paix signé à Rastatt 6 mars 1714 entre Sa Majesté Impériale & Catholique et Sa Majesté Très Chrétienne.

À la suite de ces traités, l'Électeur de Bavière délie fin de l'année 1714 les provinces de Namur et de Luxembourg de leur serment de fidélité et retire ses troupes.

### Traité de la Barrière (1715) et sa révision (1718)
Pour entrer en possession des Pays-Bas, l'empereur Charles VI doit encore s'entendre avec les deux puissances maritimes et négocier un nouveau traité garantissant la protection des Provinces-Unies entre Sa Majesté Impériale et Catholique, Sa Majesté le Roi de la Grande-Bretagne et les Seigneurs États Généraux des Provinces-Unies. C'est pourquoi Charles VI charge, à la fin de l'année 1714, le comte de Königsegg de négocier ce traité en vue de prendre possession des Pays-Bas méridionaux en son nom.
En pratique, les troupes anglaises ont quitté les Pays-Bas depuis le 28 août 1714 via le port d'Ostende, tandis que les troupes des États généraux continuent à occuper plusieurs provinces. Plusieurs provinces sont toujours gouvernées par la Conférence des deux puissances maritimes.
Une série de conférences va s'ouvrir à Anvers dès le 4 octobre 1714. Les différents ministres plénipotentiaires sont pour l'Empereur Charles VI, le comte de Königsegg, pour le nouveau roi de Grande-Bretagne Georges Ier, le comte Cadogan et pour les États Généraux, Bruno vander Dussen, le comte Adolf-Henri de Rechteren, Sicco van Goslinga, Adrien de Borselen. Ceux-ci vont négocier pendant un an pour conclure un traité de la Barrière de vingt-neuf articles le 15 novembre 1715.
Pour obtenir les Pays-Bas espagnols, l'Autriche doit céder sur beaucoup de points : des modifications de frontières entre les Pays-Bas et les Provinces-Unies, à la fois au niveau du comté de Flandre et du duché de Gueldre, un droit de garnison privative de plusieurs places fortes (« la barrière) par les troupes des Provinces-Unies, des libertés de mouvement et d'approvisionnement, l'entretien de ces troupes par les revenus des Pays-Bas, des tarifs douaniers avantageux pour les deux puissances mais également le maintien de la fermeture de l'Escaut et la confirmation qu'aucune province, ville, place forte des Pays-Bas ne pourra un jour être cédée à la France. De plus, un article séparé règle la méthode de perception des subsides de 500 000 écus ou de 1 250 000 florins hollandais prévus entre les différents États des Pays-Bas. Le catholicisme demeure la seule religion tolérée en Belgique, sauf pour les garnisons hollandaises.

« Article XVIII : Sa Majesté Impériale & Catholique cède à leurs Hautes Puissances les États Généraux à perpétuité et en pleine souveraineté & propriété dans le Haut Quartier de Gueldre, la ville de Venlo avec sa banlieue, et le Fort de Saint-Michel, de plus le Fort de Stevenswaart avec son territoire ou banlieue…Sa Majesté Impériale & Catholique cède de plus aux États Généraux l'Ammanie de Montfort, consistante dans les petites villes de Neustad et d'Echt, avec les villages suivants, Ohe & Lack, Roosteren Braght, Besel, Belsen, Vlordop, Postert, Bergh, Lin & Montfort. »

« Article IV : Sa Majesté Impériale & Catholique accorde aux États Généraux Garnison privative de leurs Troupes dans les Villes & Châteaux de Namur, de Tournai, & dans les villes de Menin, Furnes, Warneton, Ypres, & le Fort de la Knocque. »

« Article V : On est convenu qu'il y aura dans la Ville de Dendermonde, Garnison commune, qui sera composée d'un Bataillon des Troupes Impériales & d'un Bataillon de celles des États Généraux… »

« Article séparé : Les Pays-Bas auront à payer incessamment à chaque échéance et sans délai au Receveur Général desdits États Généraux les sommes ci-dessus marquées… Faute de quoi les États Généraux pourront procéder aux moyens de contrainte & d'exécution & même par voie de fait contre les Receveurs, États & Domaines desdits Provinces sur les Revenus du Souverain, comme sont les Droits d'Entrée & de Sortie, Impôts, Tailles, Péages & autres Domaines. »

—  Traité de la Barrière de 1715.

Pendant toute la durée des conférences, de nombreux députés des Pays-Bas se sont inquiétés sur le devenir de leur pays et l'importance des transactions, craignant l'avidité territoriale et commerciale des Provinces-Unies. Une fois le traité ratifié et connu, l'indignation est grande, particulièrement à cause des articles relatifs à l'autorisation donnée aux Provinces-Unies d'installer des lignes défensives sur le Demer, l'Escaut ou la Meuse en cas d'entrée de troupes ennemies dans le Brabant, mais aussi d'occuper les forts frontaliers des Pays-Bas de l'Escaut jusqu'à la mer. De plus, les modifications de frontière au profit des Provinces-Unies sont considérés particulièrement par les habitants de Flandre comme une annexion de terres agricoles tandis que les ponctions financières tant pour l'entretien des troupes britanniques et hollandaises pendant le conflit que celles prévues pour le paiement des futures garnisons de la barrière, sanctionnées par l'article séparé et secret autorisant l'emploi de moyens de contrainte et d'exécution, même de voies de fait, contre les provinces des Pays-Bas en cas de non-paiement.
C'est pourquoi, les États de Flandre et de Brabant envoient onze députés à Vienne présenter leur mémoire pour essayer d'empêcher la ratification du traité. Ils sont reçus par l'Empereur qui prend en compte attentivement leurs doléances et particulièrement celles relatives à l'extension des limites territoriales des Provinces-Unies, au droit d'inondation. Ces réclamations sont prises en compte par les ministres plénipotentiaires autrichiens vis-à-vis des Provinces-Unies, mais leurs députés avancent l'extension territoriale des Pays-Bas grâce à l'acquisition de la Flandre rétrocédée par la France…
Une fois le traité signé, les troupes hollandaises abandonnent difficilement les provinces occupées : en février 1716, le Brabant, la Flandre, Malines et le Hainaut et en mars 1716 Ruremonde et la Gueldre.
Après la signature du traité et à la suite de l'agitation générale dans les Pays-Bas, l'Empereur décide d'envoyer le marquis de Prié, homme politique piémontais, à La Haye pour demander aux représentants des Provinces-Unies une renégociation des conditions du traité de la Barrière de 1715. Ceux-ci acceptent de reprendre les négociations à Bruxelles fin 1716 pour aboutir, en 1718, à la signature d'une convention diminuant la surface des territoires cédés par les Pays-Bas aux Provinces-Unies (voir la « Liste des villages & polders, avec leurs censes & le nombre des arpens de terre qui se trouvent dans les nouvelles limites en Flandres, accordée aux seigneurs États Généraux par le traité de Barriere conclû à Anvers le 15 novembre 1715. Nouvel accord fait à la Haye le 22 décembre 1718. ») et modifiant la méthode de répartition des subsides pour l'entretien des garnisons hollandaises. Les troupes hollandaises d'occupation, à l'exception de celles stationnées dans les places-fortes, quittent finalement le Tournaisis et la Wes-Flandre en 1719.
Les extraits ci-dessous montrent les sentiments des habitants des Pays-Bas à l'époque du traité, mais aussi d'acteurs dans leurs mémoires et d'historiens du XVIIIe siècle, du XIXe siècle et du XXe siècle.

« La Ligne droite du poste susnommé jusqu'au Fort de St Donaes contient un terrain assez considérable, fertile en toute récolte, les pâturages y sont très beaux & bons à engraisser des Bœufs & à nourrir des Vaches qui fournissent en abondance le Beurre nécessaire pour la substistances des Habitants de Bruges,… Mais les Habitants de Bruges & du Franc restant sont touchés vivement d'une perte aussi importante. »

« L'article XVIII n'est pas moins extraordinaire, que l'article précédent. Après avoir dépouillé la Flandre, le Lion d'Hollande ouvre la gueule & met les pattes sur le Haut Quartier de Gueldre »

« L'article XIX porte le coup mortel au cœur, il est chargé plus par force que par amour, soit qu'il est en état ou non de payer annuellement aux États Généraux la somme de 500 000 écus ou 1 250 000 Florins monnaie d'Hollande qui font 1 400 000 Florins courant de Flandre… »

« La Barrière est le manteau de leur avidité… Les États Généraux ont emprunté cette opression [sic] tiranique [sic] du Duc d'Albe… »

— Anonyme , Discussion [sic] Universelle de tous les Articles du Traité de la Barrière des Pais-Bas [sic].

« Le traité de la barrière répandit la plus vive consternation dans ces provinces, parcequ'elles se voyaient autant assujetties aux Hollandais, jaloux de leur prospérité et de leur commerce. La clameur fut générale. »

— Patrice-François de Neny ,  Mémoires historiques et politiques sur les Pays-Bas autrichiens.

« Le 15 novembre suivant, fut signé à Anvers le beau traité de la Barrière, entre le comte de Königsegg et les députés hollandais avec Cadogan, ministre d'Angleterre, qui avait fait une course à Vienne, pendant le traité, pour y porter l'huile qui devait servir à l'extrême-onction des Pays-Bas. »

— Jean-Philippe-Eugène de Merode-Westerloo ,  Mémoires.

« Telle était la déplorable condition de nos provinces ; la Hollande avait conquis une partie de notre sol et avait grevé le reste des servitudes de droit public ; la Belgique était le fonds servant, et la Hollande le fonds dominant ; il existait une espèce de féodalité de peuple à peuple. »

— Jean-Baptiste Nothomb, Essai historique et politique sur la révolution belge.

## Les Pays-Bas autrichiens sous Charles VI

### La gestion des Pays-Bas par le marquis de Prié 1716 à 1724

#### Prise en main des Pays-Bas

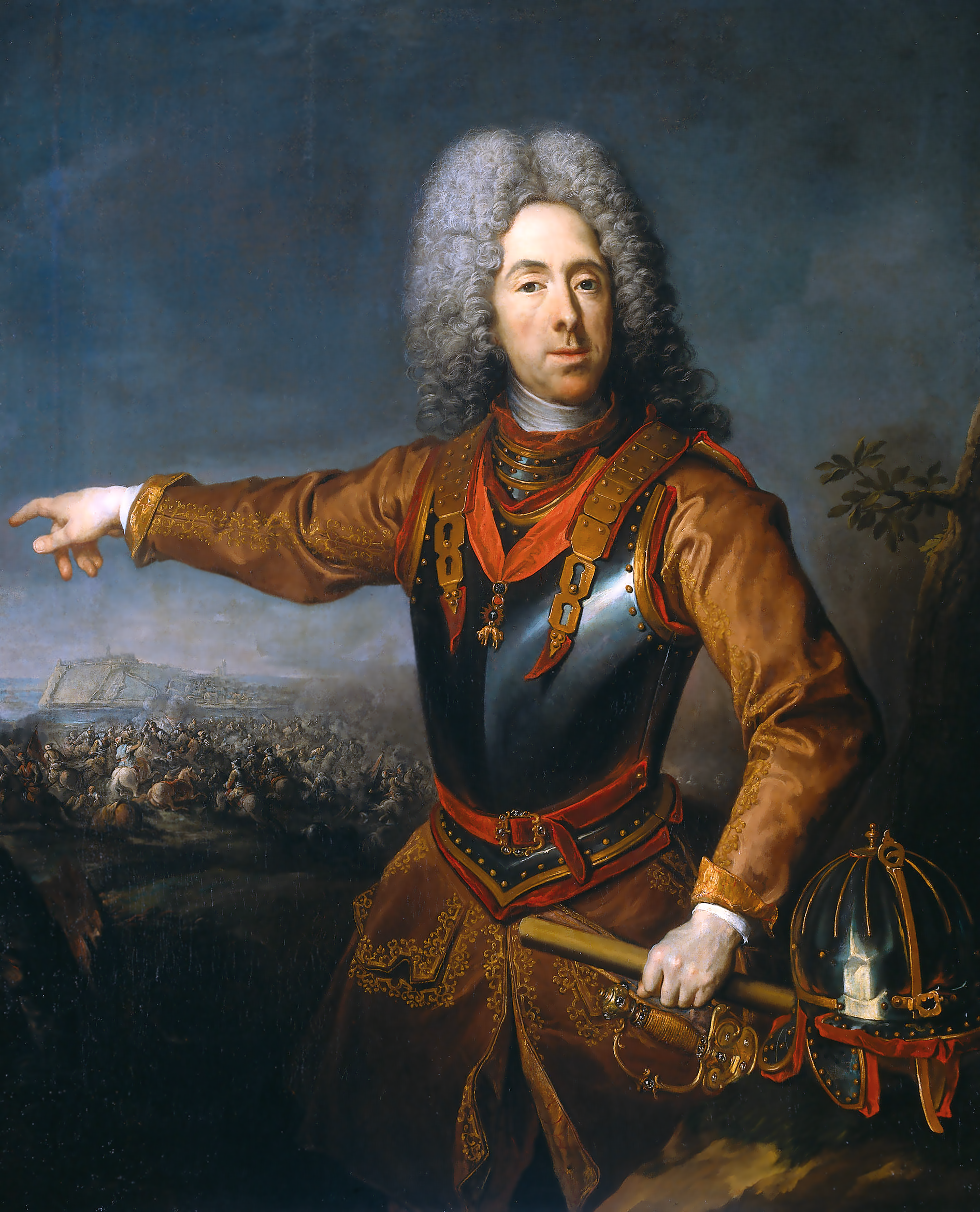
Eugène de Savoie, gouverneur des Pays-Bas de 1716 à 1724, est un brillant commandant militaire au profit de l'Autriche.

Dès l'acquisition des Pays-Bas espagnols, l'empereur Charles VI veut à la fois montrer la continuité par rapport aux rois catholiques, mais également reprendre en main le pouvoir des Pays-Bas après l'occupation française et la gestion par les alliés. Il veut régner et gouverner. Son ministre plénipotentiaire depuis la signature du traité d'Utrecht, le comte de Königsegg, lui fait un rapport complet sur la situation du pays, en ce qui concerne les affaires religieuses, l'administration de la justice, le gouvernement local et les finances.

« Pour conclusion…, je dois prendre la liberté de lui représenter que le gouvernement que Votre Majesté Impérial et Catholique ordonnera, doit être revêtu de beaucoup d'autorité et de pouvoir, pour avoir le moyen de se faire respecter et craindre. »

— Le comte de Königsegg ,  Rapport à l'Empereur du 24 mars 1716.

L'Empereur décide de nommer, par lettres patentes du 21 juin 1716, Eugène de Savoie gouverneur des Pays-Bas, occupé à la guerre contre l'Empire ottoman et le marquis de Prié à qui il confie la mission de reconstituer l'organisation politique des Pays-Bas au profit de l'Autriche. Le comte de Königsegg poursuit sa mission à Bruxelles en attendant son remplacement par le marquis de Prié.
Mais à la suite des recommandations de ses ministres, l'empereur Charles VI marque une certaine réticence à accepter la constitution de la Joyeuse Entrée et cela à cause de l'indépendance trop importante accordée aux États des provinces des Pays-Bas.

« Votre Majesté Impériale et Catholique est informée que les princes souverains, ses prédécesseurs, ont gracieusement accordé à ces provinces des privilèges fort considérables ; le principal à mon avis, est celui d'être dans la liberté d'accorder ou de ne pas accorder de subsides, ou du moins, de n'accorder que telles sommes que les États trouvent bon. »

— Le comte de Königsegg ,  Rapport à l'Empereur du 24 mars 1716.

« Et qu'on emploie les moyens et les forces qui seront proportionnés pour remédier aux désordres passés, et prévenir ceux qui arriveraient dans la suite, si l'on apporte quelques changements à la mauvaise et dangereuse constitution de cette province de Brabant. »

— Le Marquis de Prié ,  Lettre du 30 juin 1718 au Prince Eugène de Savoie.

Mais, à la suite des engagements pris lors du traité de Rastatt, l'Empereur est contractuellement tenu de respecter cette charte ; il mandate le marquis de Prié pour prester les serments d'usage en Brabant en 1717 et dans les autres provinces. C'est ainsi que les privilèges provinciaux sont reconduits d'abord en Brabant et Limbourg et ensuite en Luxembourg, en Hainaut, en Flandre, à Namur, à Malines, à Tournai et dans le Tournaisis. L'Empereur se garde cependant bien de reconnaître les mêmes privilèges en West-Flandre, partie de l'ancien comté de Flandre occupée par la France et restituée aux Pays-Bas à l'occasion du traité d'Utrecht pour lequel il n'a aucune obligation.
Les Pays-Bas devenus autrichiens comptent maintenant onze États, à savoir, le duché de Brabant, le comté de Flandre, le comté de Hainaut, le comté de Namur, le duché de Luxembourg, le duché de Limbourg, une partie du duché de Gueldre, la seigneurie de Malines, Tournai et le Tournaisis auquel est venu s'ajouter la province de West-Flandre ou Flandre rétrocédée.
Dans le but de rallier la haute noblesse des Pays-Bas, à savoir, le duc d'Ursel, le prince de Rubempré, les comtes de Maldégem et de Hélihem, Mrs Vander Haege et de Graf, etc., et d'affermir ainsi son autorité, l'Empereur décide, par lettres patentes du 2 janvier 1718, de regrouper les trois conseils collatéraux en un seul Conseil d'État pour toutes les affaires du gouvernement, soit politique, soit économique, ainsi que pour celles de justice supérieure, de police, de grâce, de finance, etc. Le conseil est ainsi composé du gouverneur remplacé en son absence par le ministre plénipotentiaire, le marquis de Prié, de ministres de courte robe, à savoir des nobles, et de ministres à longue robe ou lettrés. Cependant le fait d'avoir associé des nobles au gouvernement, dans un rôle de fonctionnaires, va immobiliser le fonctionnement du Conseil d'État et créer de fortes tensions avec les représentants autrichiens. La résolution de cette crise conduit à l'incarcération du comte de Bonneval au Spielberg et finalement à la suppression du Conseil d'État et la remise en place des trois conseils collatéraux en 1725.

#### Troubles survenus dans le Brabant (1717-1719)
Au début de 1717 le marquis de Prié se trouve confronté au refus du paiement d'impôts (le « gigot ») pour les subsides de 1715 et 1716 par les nations de l'État de Brabant et plus particulièrement ceux de la ville de Bruxelles qui s'appuient sur l'exemption qu'avait donné le comte de Königsegg à Anvers l'année précédente. Les doyens élus des nations veulent revenir à leurs anciens privilèges ; ils exigent d'abord l'abrogation d'un règlement de 1704 sur l'administration économique de la ville puis refusent le 2 juin 1717 de prêter serment sur le règlement additionnel du décret du 12 août 1700 de Maximilien-Emmanuel, gouverneur des Pays-Bas espagnols à l'époque. Dans le but de résoudre ce conflit, le marquis de Prié fait appel au conseil de Brabant, investi par la Joyeuse Entrée. Malgré la condamnation à prêter serment et à s'acquitter de la demande de paiement formulée par le conseil et la démarche de prince de Rubempré et du comte Christophe Ernest de Baillet président de la cour suprême, les doyens élus persistent dans leur refus. Devant la persistance du blocage de la part des doyens et à la suite des débuts d'émeutes dans des villes du Brabant, le marquis de Prié cède successivement sur plusieurs points, la révocation d'un règlement sur l'administration économique de la ville de 1704, l'abrogation de certains statuts du décret de 1700, toute en attirant l'attention de l'empereur sur la nécessité d'agir fermement. Le principal motif du comportement du ministre plénipotentiaire est le peu de troupes autrichiennes présentes dans les Pays-Bas. En pratique, les nations exigent le retour aux privilèges de 1481 tel que repris dans le Luyster van Brabant (1699). À la suite des demandes du Conseil d'État d'accéder aux demandes des doyens d'abolir les deux décrets de 1717 le marquis de Prié cède à nouveau et proclame le 19 juillet 1718 l'abolition de ces décrets. Des troubles violents éclatent aussitôt à Bruxelles, la sureté de la ville est compromise. Par ses concessions, le marquis de Prié se sent humilié et ne peut laisser de tels excès impunis. C'est pourquoi il réagit énergiquement en appelant l'armée à la rescousse pour rétablir l'ordre public ; finalement la tranquillité revient péniblement et les doyens acceptent le paiement de l'impôt.

« Les privilèges octroyés par les souverains, ne l'ont été que sous la condition de la fidélité des peuples ; ceux-ci doivent être déchus de leurs privilèges du moment qu'ils n'accomplissent pas cette condition. »

— Le marquis de Prié ,  Lettre du 25 juillet 1718 au prince Eugène de Savoie.

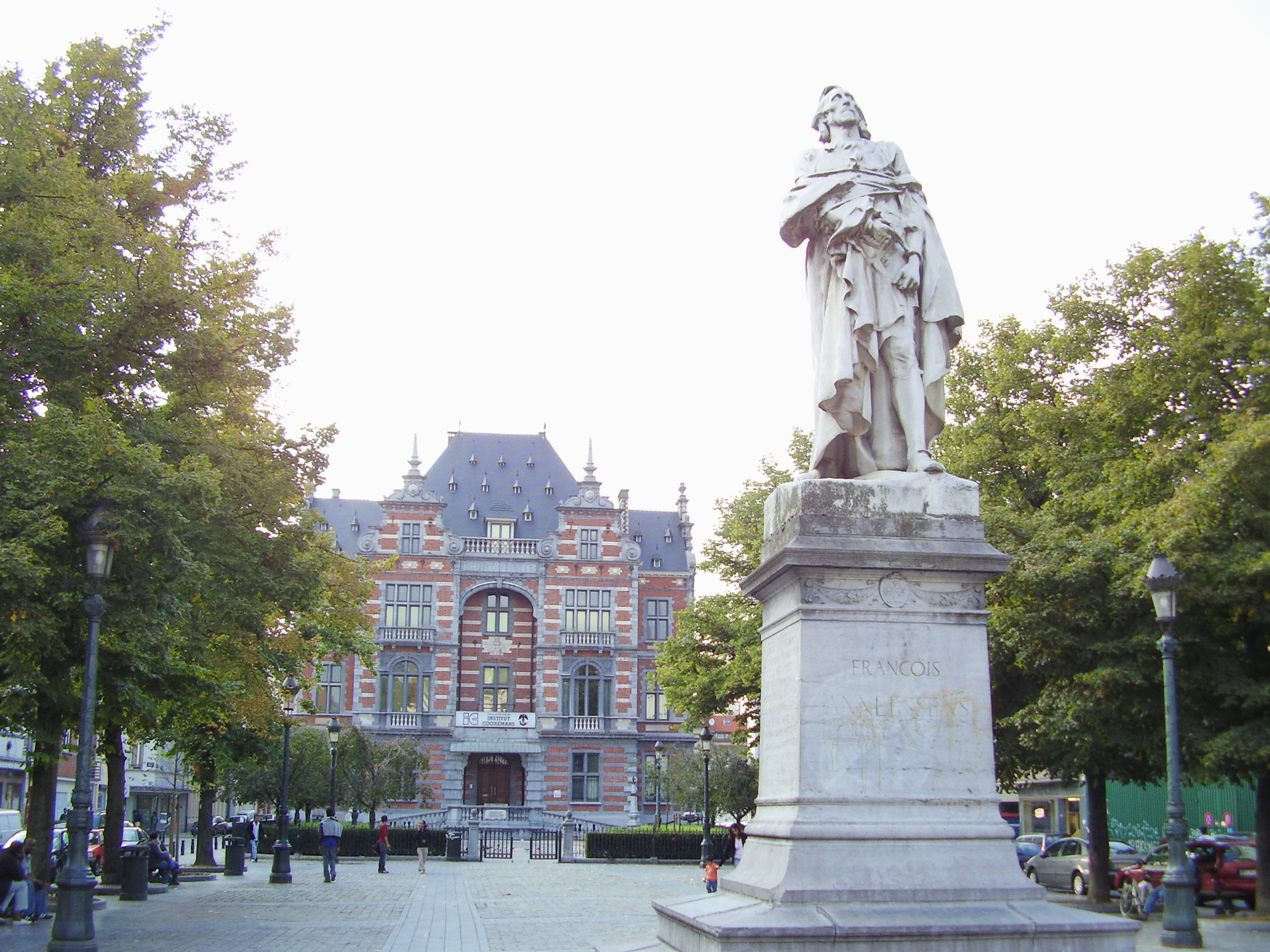
La place Anneessens, Bruxelles.

Cependant en 1718, la paix de Passarowitz mettant fin à la guerre contre l'empire ottoman rend disponible une partie de l'armée impériale. L'Empereur n'accepte pas que son autorité soit bafouée et il décide de transférer quelques régiments aux Pays-Bas pour un total de 25 000 soldats. Il veut imposer ses vues et Bruxelles passe sous le contrôle de l'armée. Des informations sont menées par les autorités contre ceux qui ont été directement ou indirectement impliqués dans les troubles de l'année précédente. Cinq doyens sont arrêtés par les Autrichiens, François Anneessens, fabricant de chaises en cuir d'Espagne, (Nation de Saint-Christophe), Jean-François Lejeusne, sellier et carrossier (Nation de Saint-Jean), François Vander Borcht, fabricant de draps (Nation de Saint-Laurent), Adrien Coppens, maître maçon (Nation de Saint-Nicolas) et Gabriel de Haez, chaudronnier (Nation de Saint-Jean) tandis que le conseil de Brabant, corps judiciaire du duché, est chargé d'instruire leur procès. La population veut manifester contre le pouvoir autrichien, mais l'armée intervient rapidement et vigoureusement. En six mois, le conseil de Brabant a terminé le procès des doyens et des autres personnes responsables de pillages ; il est vrai que le marquis de Prié a fait prévaloir son point de vue auprès des magistrats. L'ainé des doyens, François Anneessens, est condamné à mort, tandis que les autres doyens sont condamnés à un bannissement perpétuel et à la confiscation de leurs biens. Le doyen Anneessens est décapité sur la Grand-Place de Bruxelles, le 17 septembre 1719, ainsi que cinq pillards. À la suite de cette condamnation, l'autorité du gouvernement est rétablie, les décrets supprimés sont rétablis et les demandes de subsides sont prises en compte par les Nations.

« Anneessens, qu'elles qu'aient pu être ses erreurs, a mérité par la bonne foi de ses convictions, par son dévouement à la cause qu'il défendait, par l'élévation de son caractère, l'auréole populaire qui environne son nom. Hâtons-nous de le dire encore une fois, cette gloire il l'a acquise au prix de son sang, en le versant pour la défense des libertés de son pays. C'est ce qu'il faut pour frapper l'imagination des hommes. Anneessens gracié occuperait sans doute une page de notre histoire, mais aurait-il été l'Anneessens d'aujourd'hui, le « martyr du peuple », comme le qualifie son puissant ennemi, le marquis de Prié dans une de ses lettres ? »

— L Gastelot ,  Le procès de François Anneessens.

#### Fin du ministère du marquis de Prié (1719-1724)
Le 22 décembre 1718, la signature de la convention révisant le traité de la Barrière conclu à Anvers de 1715 entraîne l'évacuation des troupes hollandaises d'occupation du Tournaisis et de West-Flandre. Les Pays-Bas méridionaux sont enfin sous le contrôle de l'Autriche, à l'exception de huit places fortes occupées par les garnisons des Provinces-Unies.
En 1724, à la suite de la démission du gouverneur, Eugène de Savoie, l'empereur Charles VI fait rappeler le marquis de Prié à Vienne.

### Le gouvernorat de Marie-Élisabeth 1724 à 1741

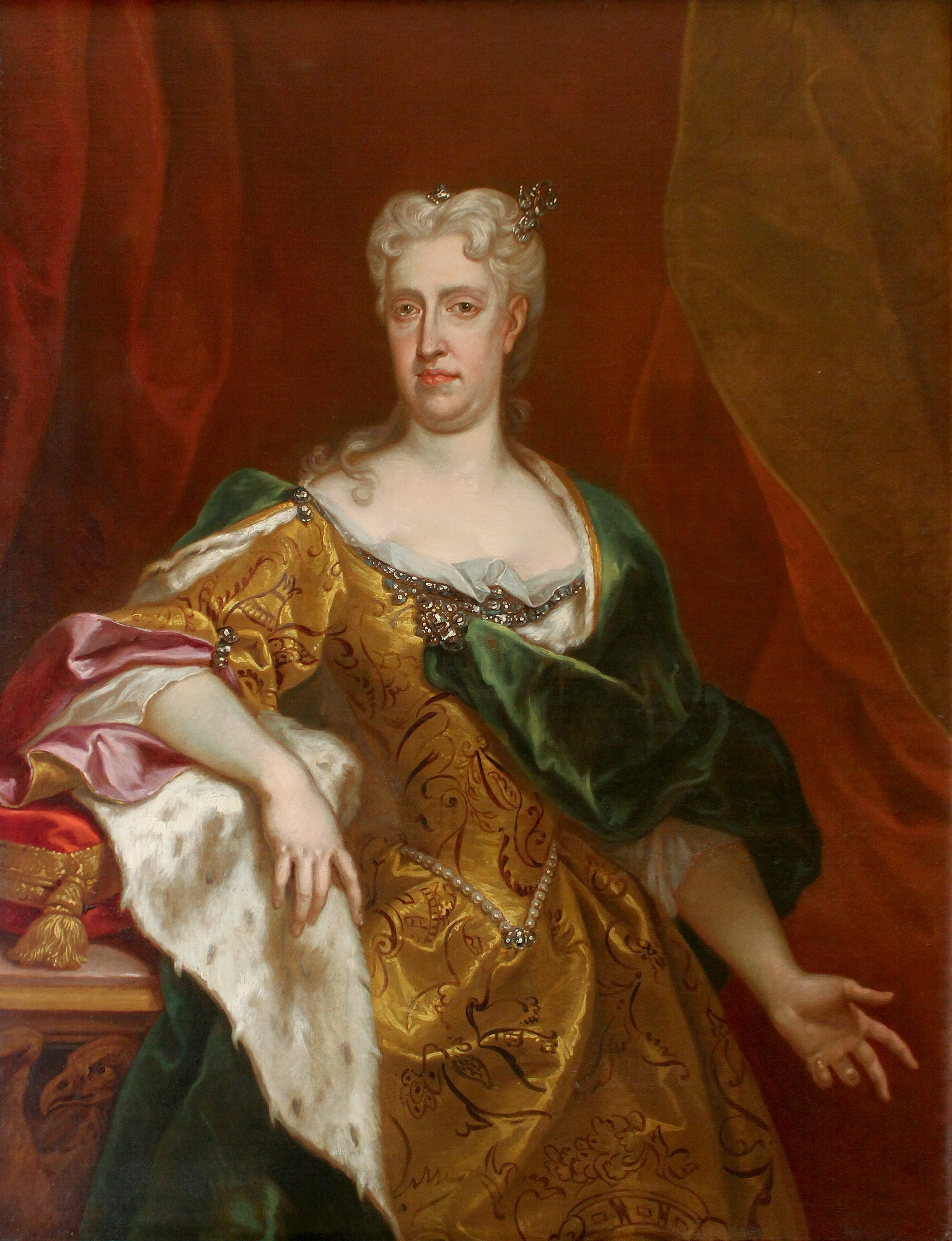
Marie-Élisabeth est la gouvernante des Pays-Bas de 1724 à 1741.

Après la démission d'Eugène de Savoie, Charles VI décide d'attribuer, le 23 décembre 1724, le gouvernement des Pays-Bas à sa sœur, Marie-Élisabeth, une « princesse de sang » conformément au traité d'Arras. En attendant son arrivée, Charles VI confie la gestion des provinces au comte Wirich de Daun qui arrive à Bruxelles le 15 février 1725, avec les lettres patentes datées du 27 janvier le nommant gouverneur et capitaine général des Pays-Bas en intérim.
Marie-Élisabeth quitte Vienne le 4 septembre 1725 pour arriver en province de Brabant en octobre 1725 où elle est accueillie par un détachement de cavalerie du régiment de Westerlo conduit par le comte Ferdinand de Daun, fils de son ministre plénipotentiaire. Une importante délégation des États de la province de Brabant vient également à sa rencontre ; celle-ci est composée de quatre membres de l'État clergé : Pierre-Joseph Francken-Sierstorf, évêque d'Anvers, Pierre Paradanus, abbé de Vlierbeck (ordre de Saint-Benoît), Jacques Hache, abbé de Villers (ordre de Cîteaux) et Augustin van Eeckhaout, abbé de Grimberghe (Ordre de Prémontré), de quatre membres de l'État Noble, le duc d'Arschot-d'Aremberg, le prince de Rubempré et d'Eversberg, les barons de Spangen et de Kiesegem et des bourguemaîtres des trois chefs-villes, à savoir Pierre de Herkenrode pour Louvain, Charles Van den Berghe, comte de Limminghe, pour Bruxelles et de Pascal-Jean-augustin Vanden Cruyce pour Anvers. Marie-Élisabeth et son escorte arrivent ainsi à Tirlemont le 4 octobre, à Louvain le 5 et à Bruxelles le 9. L'accueil de la population est chaleureux.

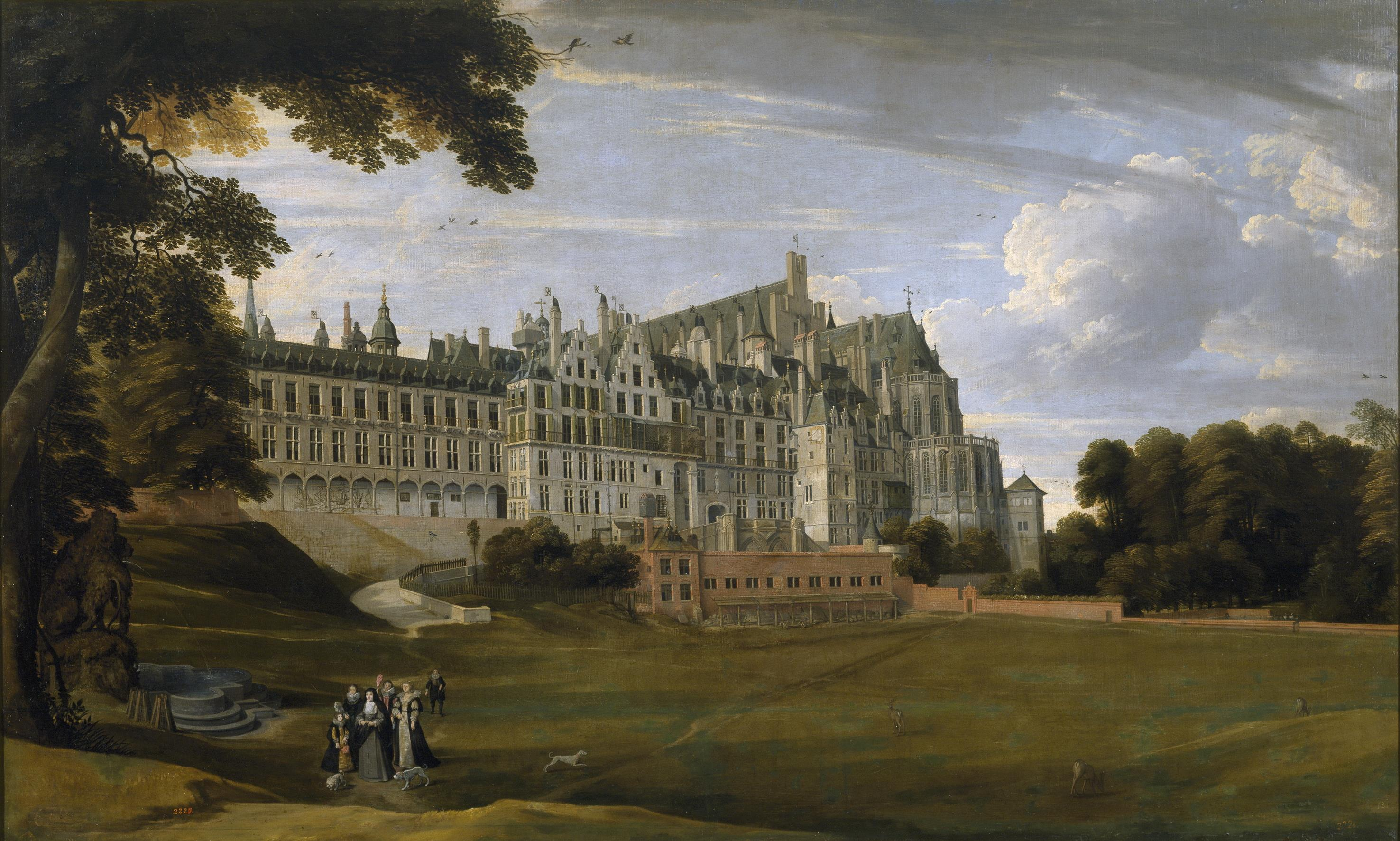
La demeure de la gouvernante, le palais du Coudenberg.

Les intentions de Charles VI sont de donner à Marie-Élisabeth un train de vie royal, elle reçoit des provinces une liste civile annuelle de 560 000 florins et sa maison est importante : dès 1725, sont nommés par l'Empereur, la comtesse D'Ulefelt comme grande maîtresse, le comte Don julio Visconti-Borromée comme grand-maître (ou ministre plénipotentiaire) et le prince de Rubempré et d'Eversberg comme grand écuyer. La gouvernante a l'autorité pour nommer les hauts dignitaires, gouverneurs généraux des provinces, membres du conseil d'état, du conseil privé, souvent choisis parmi les membres de la noblesse autrichienne et des grandes familles des Pays-Bas. Seuls les gouverneurs des places d'Anvers, d'Ostende et de Gand sont choisis par l'empereur. Charles VI fait installer sa sœur dans le palais du Coudenberg, ancienne demeure des ducs de Brabant.
Au vu de l'inefficacité du conseil d'État unique des Pays-Bas mis en place en 1718, l'empereur Charles VI rétablit les trois conseils collatéraux d'État, privé et des finances par diplôme du 19 septembre 1725.
Le conseil collatéral d'État est ainsi composé « de conseillers d'épée et de courte robe », à savoir, le comte de Daun, le comte Don julio Visconti-Borromée, grand maître, le duc d'Arschot et d'Arembert, le prince de Rubempré, le prince Claude de Ligne et le comte de Maldeghem et « de conseillers de longue robe », à savoir le comte Christophe-Ernest le Bailler, chef et président du conseil privé, le comte d'Elissem, chancelier du Brabant, le conseiller de Grouff, le conseiller de Tombeur, le conseiller Fraula et le trésorier général Vander Ghoten. Le 15 octobre 1725, Marie-Élisabeth préside son premier Conseil d'État, conseil auquel il est décidé dans les dépêches à l'attention de l'Empereur et signées de la main de la gouvernante de nommer celui-ci « Mon très cher frère et seigneur »…
Marie-Élisabeth est une femme savante, autoritaire et très catholique.

« Tout son catholicisme n'avait rien du mysticisme espagnol de celui d'Isabelle (la Catholique). C'était la religion autoritaire, gouvernementale et méthodique d'une Madame de Maintenon inférieure, mais aussi inféodée qu'elle à la Compagnie de Jésus. »

— Henri Pirenne ,  Histoire de Belgique.

« Il est vrai que la nouvelle gouvernante multiplie les marques de dévotion. Lorsqu'elle est à Bruxelles, elle se recueille régulièrement à l'église Notre-Dame de Laeken. Elle se rend souvent en pèlerinage à Montaigu et elle aime se retrouver parmi les chanoinesses de Mons lorsqu'elle séjourne à Mariemont… Elle tient à passer certaines fêtes religieuses chez les capucins. Elle a une inclinaison particulière pour les jésuites, fer de lance de la Contre-Réforme. Elle a choisi son confesseur, le père Etienne Amiodt, au sein de la Compagnie de Jésus. »

— Louise-Marie Libert ,  Dames de Pouvoirs, Régentes et gouvernantes des anciens Pays-Bas.

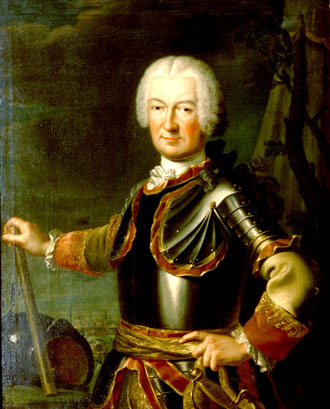
Le duc Léopold d'Arenberg, commandant en chef des troupes impériales des Pays-Bas.

Pendant son gouvernorat, les Pays-Bas vont cependant vivre une période de paix. En effet, ils ne sont pas impliqués dans la guerre de succession de Pologne (1733-1735) grâce au traité du 24 novembre 1733 entre la France et les Provinces-Unies. L'agriculture se redresse, avec des récoltes correctes. La petite noblesse locale commence à occuper des places dans la fonction publique. En 1725, l'archiduchesse fait installer des lanternes aux principaux carrefours de Bruxelles.
Les différents ministres plénipotentiaires ou grands-maîtres du gouvernorat de Marie-Élisabeth sont le comte Wirich de Daun, feld-maréchal autrichien, arrivé aux Pays-Bas en 1725 pour préparer la venue de la nouvelle gouvernante, le comte Don Julio Visconti-Borromée, grand d'Espagne, de 1726 à 1732 et le comte Friedrich August de Harrach-Rohrau, homme politique autrichien, de 1732 à 1743, auteur d'un programme gouvernemental intitulé Expédients pour le redressement des Pays-Bas. Marie-Élisabeth a de bons rapports avec chacun d'entre eux et leur délègue une partie de ses pouvoirs de gouvernante générale.
En 1737, l'empereur Charles VI nomme le duc Léopold d'Arenberg commandant en chef des troupes impériales des Pays-Bas.
L'empereur Charles VI meurt le 20 octobre 1740 à Vienne. D'après les dispositions de la Pragmatique Sanction, sa fille ainée, Marie-Thérèse lui succède dans ses états héréditaires en tant que reine de Hongrie et de Bohême, archiduchesse d'Autriche. En avril 1741, elle décide d'adjoindre son beau-frère, Charles-Alexandre de Lorraine, à l'archiduchesse Marie-Élisabeth, en tant que corégent des Pays-Bas. Cependant, celle-ci décède avant son arrivée le 26 août 1741 au château de Mariemont et est inhumée à Sainte-Gudule.

### Politique de Charles VI dans les Pays-Bas

#### Compagnie d'Ostende (1722-1727)

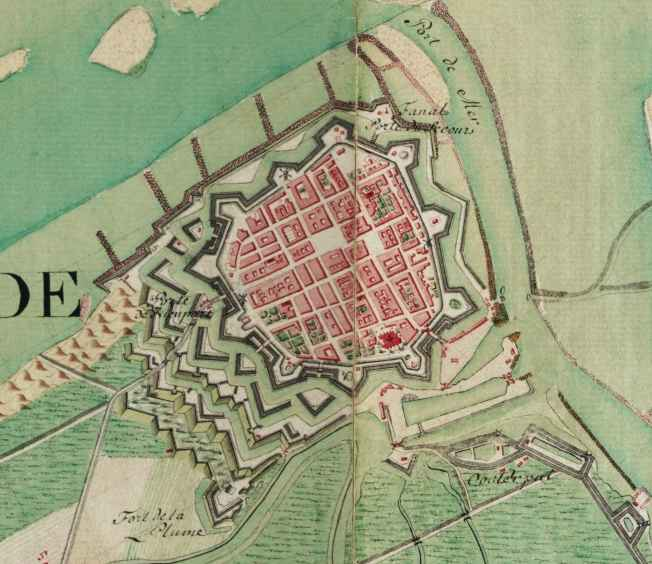
La ville et le port d'Ostende au XVIII.

À la suite de la fermeture de l'Escaut et donc du port d'Anvers depuis la fin du XVIIe siècle, certains armateurs privés obtiennent par lettre patentes, en 1714, l'autorisation d'armement de navires à destination des Indes. C'est ainsi que plusieurs bateaux sont affrétés sous pavillon impérial, L'Empereur Charles III, Le Charles, Le Prince Eugène, La Flandre impériale. Si les gains obtenus grâce à la vente de leurs cargaisons sont importants, ce fait n'est pas pour plaire aux deux puissances maritimes, à savoir la Grande-Bretagne et les Provinces-Unies.
En 1718, grâce au traité de Passarowitz, signé le 21 juillet 1718 et aux accords commerciaux qui en suivent, qui attribuent aux marchands autrichiens reçoivent la liberté de commercer dans les territoires de l'Empire ottoman, Charles VI peut mettre en place sa propre compagnie maritime, la Compagnie du Levant, qu'il établit à Trieste et il demande au gouverneur d'Ostende de garantir sa protection aux navigateurs des Pays-Bas, mais la Grande-Bretagne et les Provinces-Unies qui voient d'un mauvais œil cette puissance s'intéresser au commerce maritime, vont jusqu'à s'emparer d'un navire ostendais, le Marquis de Prié pourvus d'un passeport de l'Empereur.

« Mais la Hollande sema la jalousie en Angleterre & chez les autres nations contre la Compagnie d'Ostende, la ruina dans son enfance & exclut les Pays-Bas Catholiques de tout commerce avec les régions de l'Asie, source de la richesse des Provinces-Unies. »

— James Shaw ,  Essai sur les Pays-Bas autrichiens.

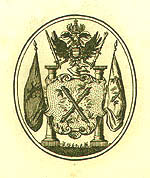
Le blason de la Compagnie des Indes.

L'Empereur décide d'octroyer, le 19 décembre 1722, l'établissement d'une Compagnie des Indes à Ostende. À l'époque, Ostende est un centre de pêche important voire d'importance commerciale, de plus un port plus profond et abrité a été aménagé au début du XVIIe siècle. Le marquis de Prié et Mac-Neny sont chargés de préparer le règlement de la compagnie. Ces bateaux voyagent sous le pavillon impérial et royal. Le capital de la compagnie est de 6 millions de florins, représentés par 6 000 actions de 1 000 florins. La compagnie est ainsi placée sous la direction de sept directeurs domiciliés aux Pays-Bas méridionaux.
Le premier convoi, composé de trois navires, l'Aigle, la Sainte-Élizabeth et le Saint-Charles quittent Ostende en mars 1724, à destination de l'Extrême-Orient. Seuls deux navires reviennent en août 1725, le Saint-Charles s'est perdu corps et bien à l'embouchure de Gange perdant son équipage composé de 75 marins et sa cargaison. Cependant, la France, la Grande-Bretagne et la Prusse créent le 3 septembre 1725 la ligue de Hanovre pour contrecarrer les intérêts maritimes autrichiens. De plus les Provinces-Unies vont également s'opposer énergiquement à la Compagnie d'Ostende d'un point de vue juridique sur la base d'anciens traités.
Malheureusement, dans le but de faire accepter la Pragmatique Sanction, c'est-à-dire la reconnaissance de sa fille Marie-Thérèse comme héritière de ses États par les puissances d'Europe, Charles VI doit faire des concessions et accepte, le 31 mai 1727, la suspension des activités de la Compagnie d'Ostende pour une durée de sept ans, malgré le succès commercial de l'entreprise.

#### Traité de commerce avec les Provinces-Unies
Avant la restitution des Pays-Bas à l'Autriche, les Provinces-Unies et la Grande-Bretagne ont mis en place des conditions avantageuses en leur faveur pour le commerce de marchandises dans les Pays-Bas, avec une clause dans l'article XXVI du traité de la Barrière de 1715 les figeant jusqu'à la mise en place d'un éventuel traité commercial.

« Article XXVI : & qu'ainsi le tout restera, continuera & subsistera généralement sur ledit pied, sans qu'on y puisse faire aucun changement, innovation, ou augmentation, sous quelques pretexte que de puisse être, jusqu'à ce que SMIC, SMB et les Seigneurs États Généraux, en conviendront autrement par un Traité de Commerce, à faire le plus tôt qu'il se pourra. »

—  Traité de la Barrière de 1715.

Alors que l'Autriche essaie de négocier ce traité commercial avec les Provinces-Unies, celles-ci font tout pour reporter ce nouveau traité. Charles VI parvient cependant à faire ouvrir un congrès à Anvers le 27 août 1737 avec les Provinces-Unies et la Grande-Bretagne. Mais les conseillers des deux puissances maritimes vont faire en sorte qu'après plus d'un an de conférences, celles-ci n'aboutissent pas en objectant que l'article 5 du traité de 1731 ne regardait pas que le commerce. Le 19 décembre 1739, Charles VI va demander à la gouvernante des Pays-Bas de tout mettre en œuvre pour poursuivre ces négociations. Il meurt le 20 octobre 1740 et c'est le début de la guerre de Succession d'Autriche.

## La guerre de Succession d'Autriche aux Pays-Bas

### La Pragmatique sanction de 1713

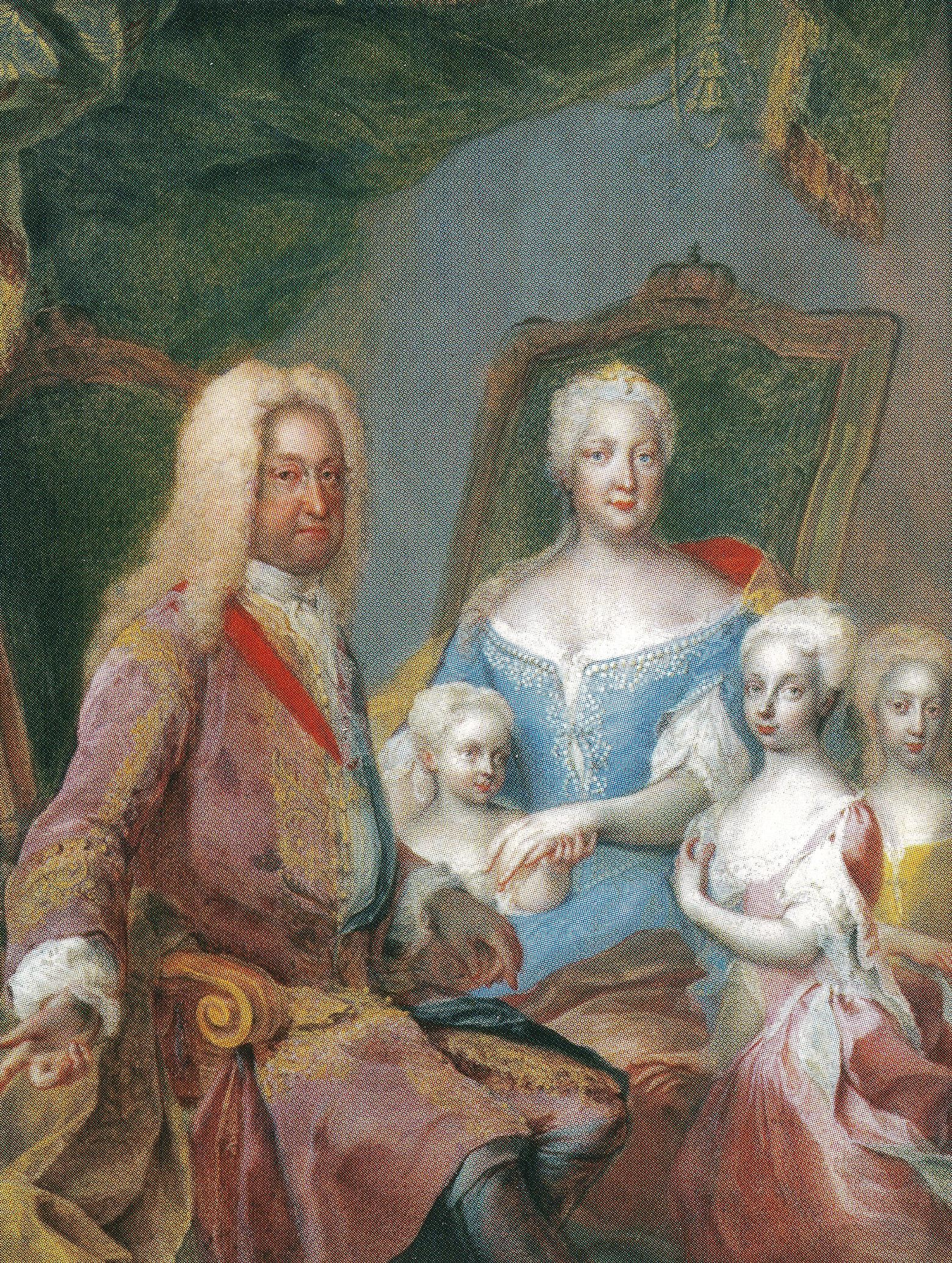
L'empereur Charles VI veut défendre les intérêts de ses filles dans la succession d'Autriche.

À la suite de l'extinction prévisible de la maison des Habsbourgs du fait de l'absence d'héritier mâle, l'empereur Charles VI promulgue, en 1713, un décret, la Pragmatique Sanction, qui établit qu'à défaut d'héritier mâle, la succession de la maison d'Autriche revient à la fille ainée du dernier empereur.

« Nous avons déclaré en des termes intelligibles & exprès, qu'au défaut des Mâles la Succession échoira, en premier lieu aux Archiduchesses nos Filles, en second lieu aux Archiduchesses nos Nièces, Filles de notre frère ; & en troisième lieu aux Archiduchesses nos Sœurs, & enfin à tous les Héritiers Descendans de l'un & de l'autre Sexe, voulant qu'en tous ces cas, Elles gardent entre Elles l'Ordre de Succession lineale, tel qu'il est marqué dans notre susdit reglement, lequel se trouve entièrement conforme à celui, qui a été établi pour les Mâles, selon le rang de la Primogeniture & Succession lineale. »

— Charles VI, La pragmatique Sanction.

Après avoir fait accepter cet acte par ses deux nièces, les filles de Joseph Ier et leurs maris, il fait reconnaître l'acte de succession aux divers États dépendants de la maison d'Autriche. Les députés des différentes provinces des Pays-Bas acceptent l'acte le 15 mai 1725.
Pendant tout son règne, l'Empereur va tout mettre en œuvre pour imposer ce décret. Après avoir traité avec les états de son Empire, il négocie, au fur et à mesure des années, avec les différents autres états d'Europe pour faire accepter sa Pragmatique Sanction de 1713. Charles VI conclut un traité avec l'Espagne à Vienne, le 30 avril 1725, dans lequel il renonce à la monarchie espagnole. Le 6 août 1726, il fait alliance avec l'Impératrice de Russie qui garantit la Pragmatique Sanction. Les Électeurs de Bavière et de Cologne la reconnaissent dans une alliance conclue le 1er septembre 1726. Tandis que Frédéric-Guillaume Ier, roi de Prusse l'accepte par le traité de Wusterhausen le 12 octobre 1726.Il suspens, le 31 mai 1727, les activités de la Compagnie d'Ostende en échange de l'accord des deux puissances maritimes, la Grande-Bretagne et les Provinces-Unies. Le traité de Vienne du 19 mars 1731 assure la garantie de la Grande-Bretagne et des Provinces-Unies. En 1733, il fait également alliance avec l'électeur de Saxe. Quant à la France, Louis XV donne sa garantie dans le cadre de la paix de Vienne du 18 novembre 1738 à laquelle il cède le duché de Lorraine et le duché de Bar.

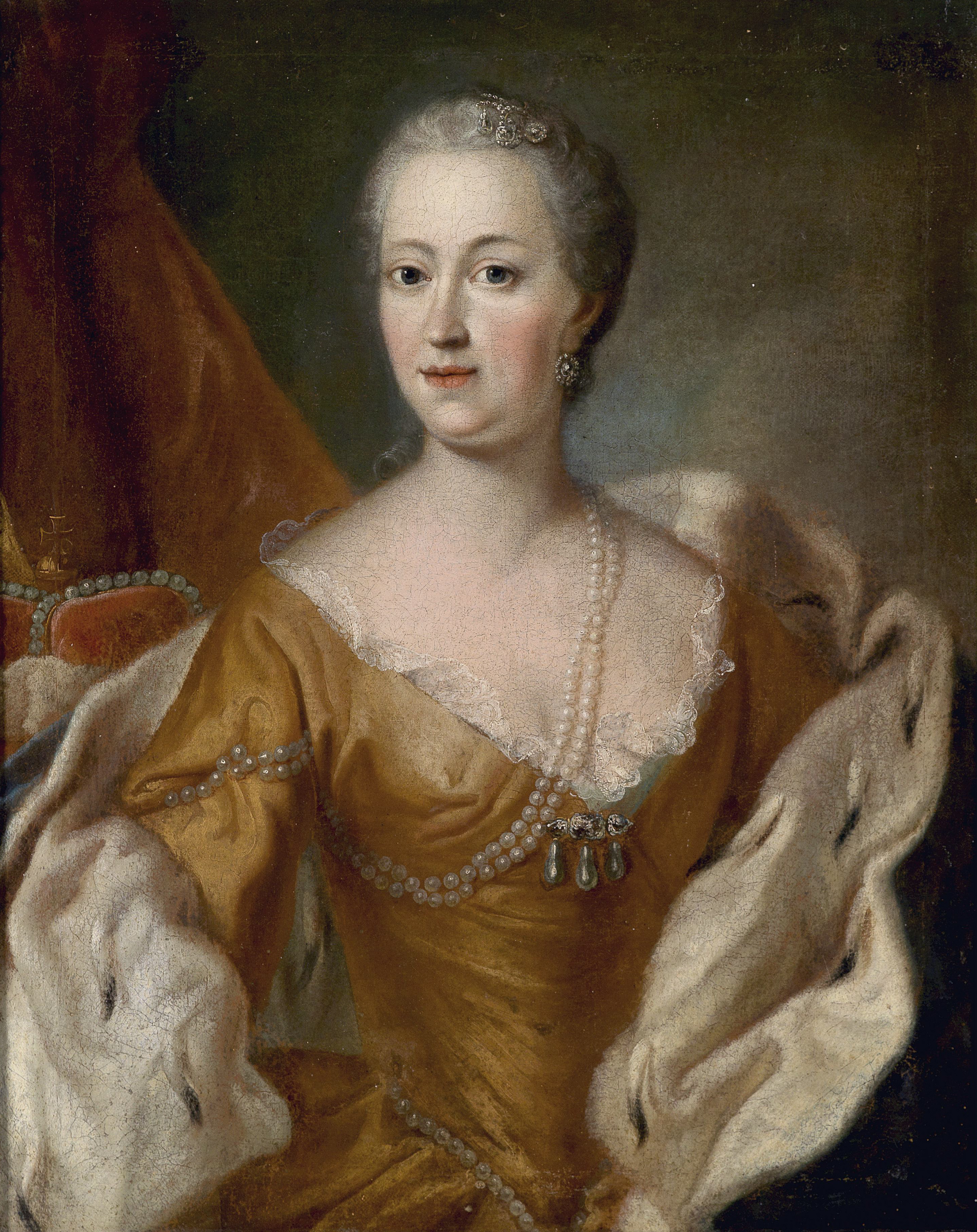
La jeune archiduchesse Marie-Thérèse d'Autriche est confrontée à la convoitise des autres souverains sur l'héritage autrichien.

Lorsque Charles VI meurt, le 20 octobre 1740, son héritage est important : l'Autriche, les Pays-Bas, la Hongrie, la Bohême, la Silésie, le Tyrol, la Souabe, la Carinthie, la Carniole, le Milanais, Parme et Plaisance… La convoitise des autres états est grande et sa fille ainée, Marie-Thérèse est bien jeune et les lettres de garanties quant à son héritage deviennent caduques.

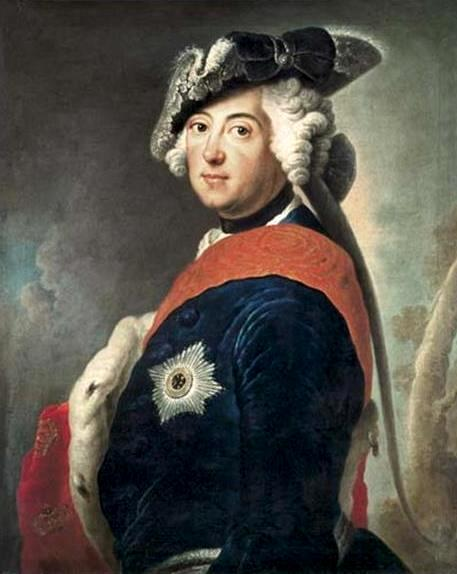
Le jeune roi Frédéric II de Prusse a des visées sur la Silésie.

Le principal prétendant à la couronne est l'électeur Charles-Albert de Bavière, époux de Marie-Amélie, seconde fille de l'empereur Joseph Ier. Mais d'autres souverains européens ont certaines prétentions. Le roi de Pologne réclame les duchés d'Autriche et de Stirie. Le roi d'Espagne prétend aux royaumes de Hongrie et de Bohème. Le roi de Sardaigne revendique le duché de Milan. Le roi de Prusse, Frédéric II émet ses droits sur la Silésie.
Le jeune roi de Prusse, Frédéric II de Hohenzollern, envahit la Silésie dès le mois de décembre 1740, sans déclaration de guerre ; il veut absolument hisser la Prusse au niveau des grandes puissances européennes. En 1741, une grande alliance composée de la France, l'Espagne, la Sardaigne, la Prusse, le Palatinat, Cologne, la Bavière et la Saxe se forme pour enlever à l'archiduchesse Marie-Thérèse une partie de ses possessions. La France se joint à cette alliance et Louis XV envoie le maréchal Belle-Isle, pour soutenir les prétentions de l'Électeur de Bavière au titre d'empereur. L'Autriche conclu, le 24 juin 1741, un traité avec la Grande-Bretagne, la Pologne, la Russie et les Provinces-Unies en vue de combattre le roi de Prusse, seul ennemi déclaré. Le sort des armes est cependant favorable à l'Électeur, soutenu par les Français. Après la prise de Prague, il est couronné roi de Bohême. Le 5 juin 1741, la France et la Prusse signent un traité par lequel la France s'engage à soutenir militairement l'électeur de Bavière et à reconnaître les conquêtes prussiennes en Silésie. Le 24 janvier 1742, Charles Albert est élu empereur du Saint-Empire à Francfort, sous le nom de Charles VII.
Après un an de guerre, les préliminaires de paix signés à Breslau, le 11 juin 1742, entre Marie-Thérèse et Frédéric II sont convertis en un traité définitif par la convention de Berlin le 28 juillet 1742. Ce traité met fin à la première guerre de Silésie : en échange d'une partie de la Silésie, le roi Frédéric II doit se retirer du conflit.
Après ce traité, les troupes autrichiennes conduites par le prince Charles-Alexandre de Lorraine se tournent contre les Français qui occupent une partie de la Bohême. La supériorité des forces autrichiennes oblige les troupes françaises à se replier progressivement et la campagne de 1743 est favorable aux Autrichiens. L'armée française abandonne la Bohême et se retire par la Souabe et la Franconie et retraverse le Rhin en juillet 1743, tandis que l'empereur Charles VII signe à la diète de Ratisbonne un accord de neutralité le 13 juillet 1743 avec Marie-Thérèse.

### Début du gouvernorat de Charles-Alexandre et de Marie-Anne (1741-1744)
|  |  |

En août 1741, Charles-Alexandre succède au décès de l'archiduchesse Marie-Élisabeth. Cependant étant donné la guerre de Succession d'Autriche, il prend la tête des troupes impériales. Le comte de Harrach-Rohrau, ministre plénipotentiaire assure l'intérim dans les Pays-Bas pendant son absence. En vue de récompenser le prince Charles de ses succès militaires sur les Français à la suite de la reprise de la Bohême et la conquête de la Bavière en 1743, le « roi » de Hongrie Marie-Thérèse lui fait épouser sa sœur, l'archiduchesse Marie-Anne. Charles-Alexandre devient ainsi son « double beau-frère ». En effet, Charles-Alexandre est également le frère du mari de la souveraine, le grand-duc François de Toscane.
Dans sa mission de gouvernement des Pays-Bas, le comte de Harrach-Rohrau est secondé du duc Léopold d'Arenberg, commandant des troupes impériales dans les Pays-Bas, de Steenhault, président du conseil privé, du marquis Ambroise-Joseph de Herzelles, chef des finances et de Jean-Daniel-Antoine Schockaert, chancelier du Brabant. Cependant, dès 1742, les Pays-Bas sont occupés par les « troupes pragmatiques », à savoir les troupes anglaises, hanovriennes et hessoises, hollandaises et autrichiennes qui défendent les droits de l'archiduchesse Marie-Thérèse.
Le 13 février 1743, Marie-Thérèse décide de remplacer le comte de Harrach-Rohrau par le comte de Königsegg, originaire des Pays-Bas. Cependant celui-ci rencontre des difficultés à convaincre les différents états des Pays-Bas à participer financièrement à l'effort de guerre.
L'archiduchesse Marie-Thérèse signe le 8 janvier 1744 la lettre de nomination, au poste de gouverneur des Pays-Bas, du prince Charles-Alexandre de Lorraine. Charles-Alexandre et sa jeune épouse, Marie-Anne, arrivent le 24 mars 1744 à West-Wezel où le comte de Königsegg-Erps les attend avec un détachement de dragons. Puis, dans la journée, ils font leur entrée à Anvers, accueillis par les députés des États du Brabant. Le 25 mars, ils arrivent à Malines où ils sont attendus par le prince d'Arenberg, à la tête de deux bataillons. Ils font leur entrée à Bruxelles, le 26 mars, sous les acclamations de la population. Le prince Charles préside solennellement à l'inauguration de sa majesté royale Marie-Thérèse en qualité de duchesse de Brabant et jure en son nom d'observer la charte de la Joyeuse Entrée le 20 avril 1744. Il participe à la même cérémonie la semaine suivante à Gand pour les États de Flandre.

« À tous ceux qui ces Présentes verront, Salut : comme par le trépas de Très-Haut, Très-Puissant & Très Excellent Prince Charles sixième de ce Nom, Empereur des Romains, toujours auguste, Roi d'Espagne, etc. tous ses Royaumes Héréditaires, Pays, États & Seigneuries sont dévolus, succédé & échus à Sa Majesté Marie-Thérèse, Reine de Hongrie & de Bohême, comme son unique & universelle Héritière, tant par droit du sang & succession, qu'en vertu de la Pragmatique Sanction, reconnue & acceptée par tous les Royaumes héréditaires, Pays, États & Seigneuries. »

— Charles-Alexandre de Lorraine , Extrait de la Joyeuse Entrée de la reine Marie-Thérèse du 20 avril 1744.

Mais dès le 7 mai 1744, Charles-Alexandre retourne prendre le commandement suprême de l'armée impériale tandis que l'archiduchesse Marie-Anne assure la fonction de gouvernante soutenue dans la direction des affaires par le comte de Königsegg-Erps.
Au décès de Marie-Anne, le 16 décembre 1744, à l'âge de 26 ans, Marie-Thérèse confie l'intérim du gouvernement général des Pays-Bas au comte Wenzel Anton von Kaunitz-Rietberg. Celui-ci est également confronté au problème de récolte de subsides de la part des provinces. En juillet 1746, il est contraint de déplacer son gouvernement vers Anvers à la suite du début du siège de Bruxelles par les troupes françaises du maréchal de Saxe.

### Opérations militaires aux Pays-Bas autrichiens (1744-1747)

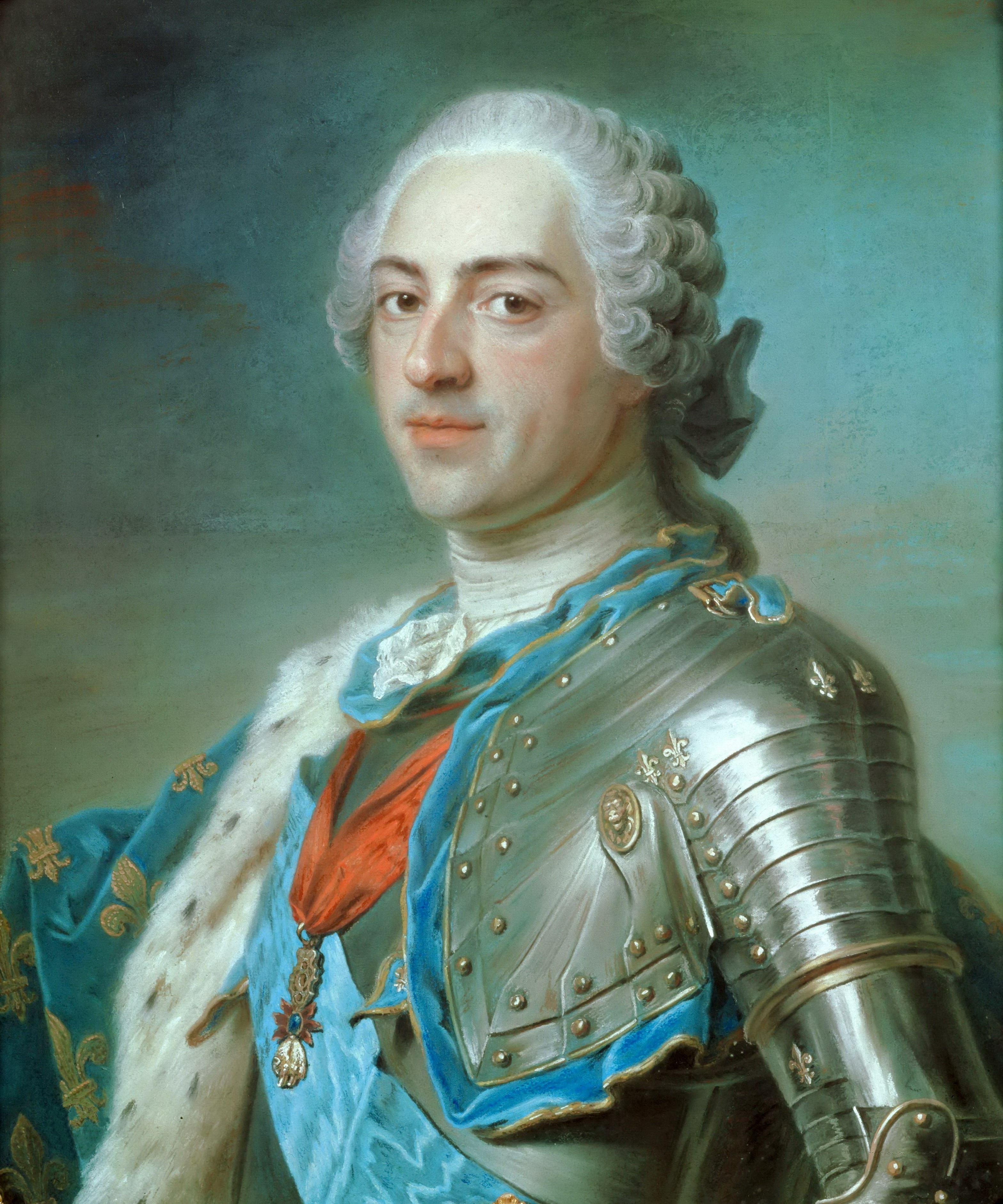
Le roi Louis XV décide d'envahir les Pays-Bas autrichiens en 1744.

Dans la première phase de la guerre de Succession d'Autriche, la France se contente de soutenir l'Électeur de Bavière et n'attaque pas les Pays-Bas autrichiens de peur de se retrouver également en guerre contre les deux puissances maritimes, la Grande-Bretagne et les Provinces-Unies. Cependant la signature du traité de Berlin en 1742 et le retrait de la Prusse change la donne, la France devient le principal adversaire de l'Autriche et de ses alliés. C'est pourquoi Louis XV décide de choisir le maréchal Adrien Maurice de Noailles comme commandant en chef des deux corps d'armée, l'armée du Rhin et l'armée de Flandre, en vue de protéger sa frontière nord et Dunkerque d'une éventuelle attaque de la Grande-Bretagne ou des Provinces-Unies.

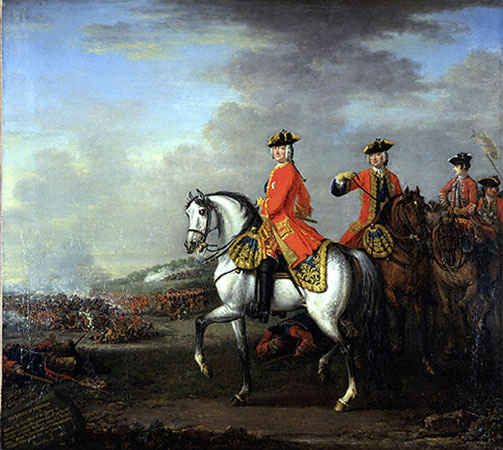
Le roi Georges II à la bataille de Dettingen.

Pendant ce temps-là, aux Pays-Bas, rien n'est prêt pour supporter un conflit : l'armée « autrichienne » compte à peine 10 000 hommes et les fortifications des places-fortes ne sont pas des mieux entretenues. Les deux ministres plénipotentiaires, le comte de Harrach-Rohrau et le comte de Königsegg prennent les mesures nécessaires pour engager des travaux de renforcement de Bruxelles et de gonfler l'effectif de l'armée à 30 000 hommes qui s'unissent aux troupes anglaises.
En mars 1742, le roi George II de Grande-Bretagne fait débarquer un corps de 40 000 soldats anglais à Ostende, sous les ordres de John Dalrymple, 2e comte de Stair en vue de soutenir les troupes autrichiennes. Cependant des divergences de stratégie existent entre les deux états-majors : les Anglais veulent attaquer la France par la Picardie tandis que les Autrichiens souhaitent une jonction avec leur armée. Finalement les troupes alliées passent leurs quartiers d'hivers dans les Pays-Bas autrichiens : les Anglais en Flandre, les Hessois à Bruxelles, les Autrichiens dans le Luxembourg, les Hanovriens près d'Anvers. Au printemps 1743, l'armée des alliés complétée de troupes des Pays-Bas sous le commandement du duc Léopold-Philippe d'Arenberg, se met en marche vers le sud est pour rejoindre l'armée impériale. Cette armée inflige une défaite aux troupes françaises à la bataille de Dettingen, le 27 juin 1743.
L'implication de la Grande-Bretagne et des Provinces-Unies dans la guerre en Allemagne aux côtés de l'Autriche amène la France à se poser la question d'une intervention armée dans les Pays-Bas.

« Vraisemblablement nous n'aurons pas à ménager les Hollandais… Mais si nous entreprenions le siège d'une place, par laquelle croiriez-vous qu'il faudrait commencer ?… Si c'est du côté de la mer, Ypres pourrait nous convenir ; si c'est du côté de la Meuse, Mons, Namur. Examinez le tour ou plutôt, envoyez-moi le fruit de vos réflexions »

— Louis XV, Lettre au maréchal de Noailles, du 24 juillet 1743

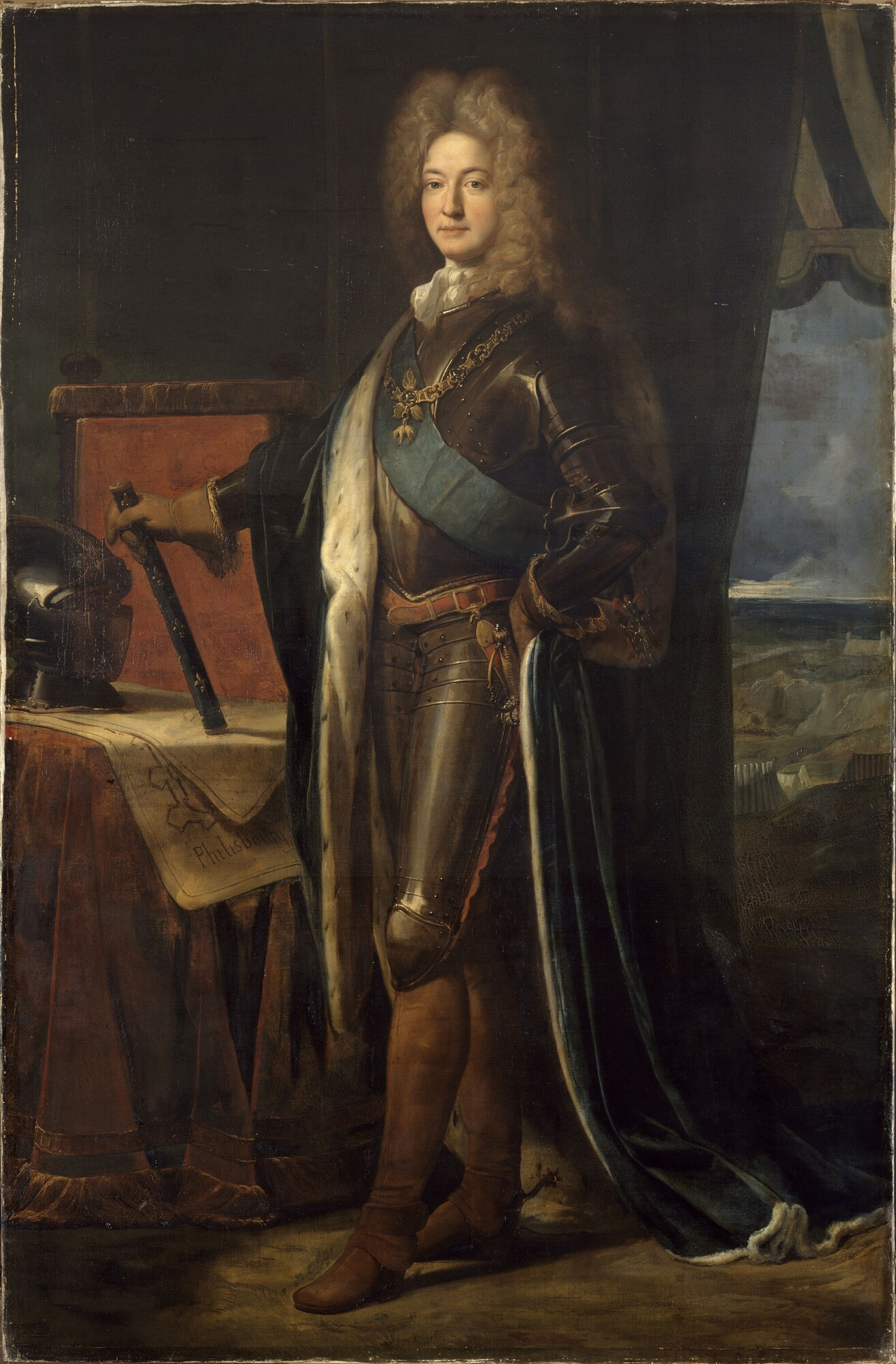
Le maréchal Adrien Maurice de Noailles organise l'invasion des Pays-Bas

Mais avant de porter la guerre dans les Pays-Bas, Louis XV envoie le maréchal de Noailles convaincre le roi de Prusse de reprendre les armes contre l'Autriche en Allemagne De plus, il se doit déclarer ouvertement la guerre à l'Autriche, ce qu'il fait le 15 mars 1744, quelques jours avant l'arrivée du nouveau gouverneur des Pays-Bas, Charles-Alexandre de Lorraine et de sa femme à Bruxelles…
Les hostilités s'annoncent. Le roi Louis XV vient rejoindre l'armée des Flandres et le 17 mai 1744, les troupes françaises, menées par le maréchal de Noailles, franchissent la frontière des Pays-Bas et s'emparent de Courtrai. Les Provinces-Unies s'empressent d'envoyer le baron de Wasnaer comme ambassadeur extraordinaire auprès de Louis XV pour le sommer de cesser ses conquêtes dans les Pays-Bas.

« Leurs Hautes Puissances voient avec la plus sensible douleur les Troupes s'augmenter & s'étendre vers leurs frontières ; Elles supplient Votre Majesté de vouloir contribuer à rétablir le calme & la paix. »

— le baron de Wasnaer ,  Histoire de Maurice, comte de Saxe, maréchal général des camps et armées.

Malgré cette intervention, le Roi décide de continuer les opérations dans les Pays-Bas. Les places fortes de West-Flandre tombent les unes après les autres : la place de Menin, défendue par une garnison de 1 500 soldats hollandais, est investie le 7 juin 1744, la garnison d'Ypres abandonne la ville le 23 juin 1744, le Knoch se soumet le 28 juin 1744 sans avoir essuyé un coup de canon, la ville de Furnes, défendue par la garnison commandée par le lieutenant général Swarzenberg, se rend le 10 juillet 1744. L'avance française est cependant stoppée sur l'Escaut.

« Je vous félicité sur vos progrès en Flandre. Si l'armée des alliés ne se fortifie pas plus considérablement que l'envoi des troupes anglaises qui passent, vous pouvez encore faire de la bonne besogne ; car il faut pousser sa pointe tant que la fortune nous rit. »

— Frédéric II de Prusse ,  Lettre du 8 juillet 1744 au maréchal de Noailles

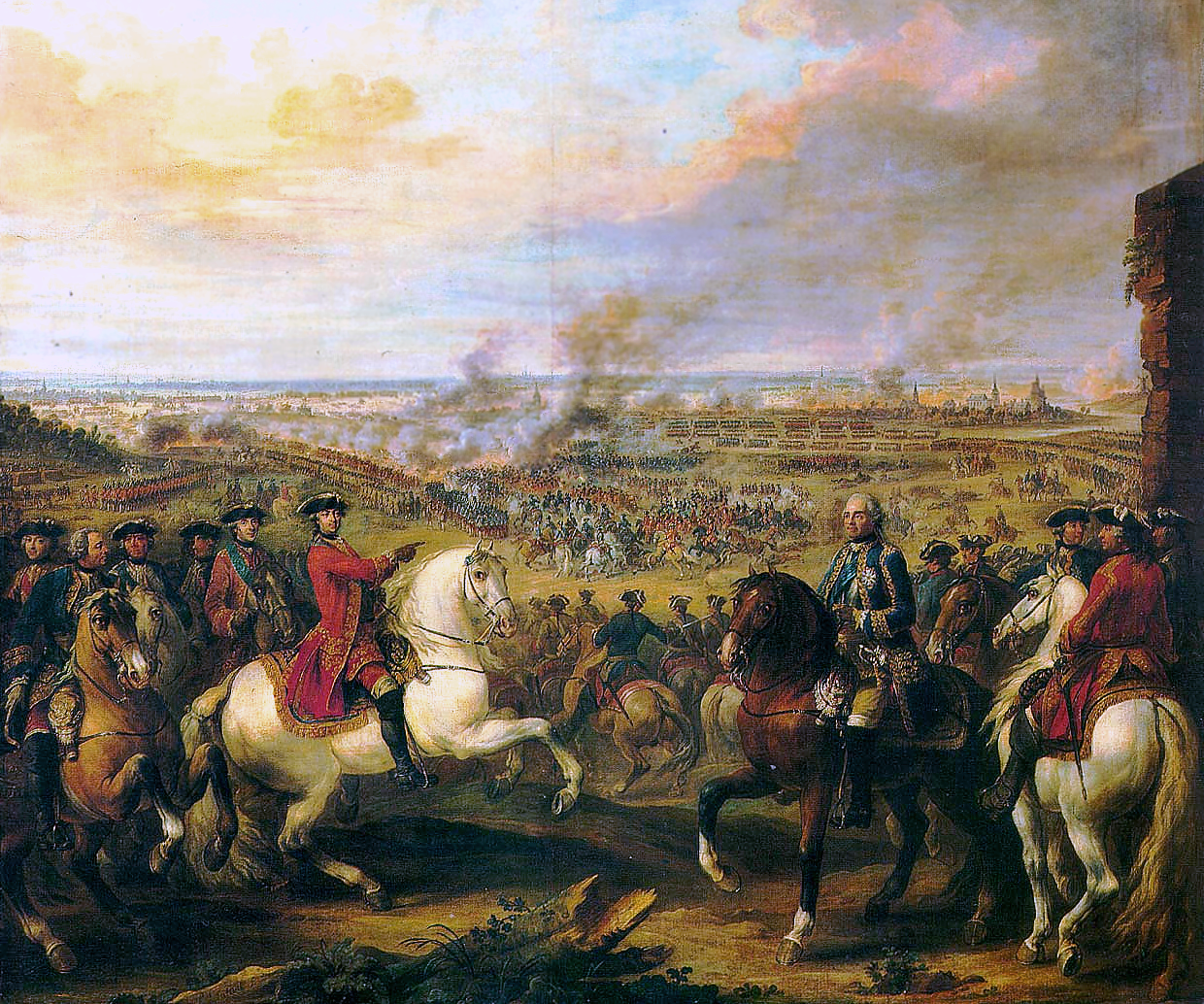
La victoire française à bataille de Fontenoy, le 11 mai 1745.

Cependant, à la suite du franchissement du Rhin et des lignes de la Lauter par l'armée impériale commandée par le prince Charles de Lorraine et à la situation critique de l'armée française en Alsace, le maréchal de Noailles décide de laisser 60 000 en Flandre sous les ordres du maréchal de Saxe et 40 000 dans les différentes places fortes, de la mer à la Meuse, tandis qu'il part, en juillet, avec le reste de son armée renforcer les troupes du maréchal de Belle-Isle face aux Autrichiens. Pendant le reste de la campagne de 1744, le maréchal de Saxe va faire échouer les différentes tentatives des alliés, dans la province de Flandre, en restant sur les positions acquises.
Au moment de l'installation dans les quartiers d'hivers des armées, l'archiduchesse Marie-Anne, gouvernante des Pays-Bas, meurt à Bruxelles le 16 décembre 1744.
Un traité pour établir une quadruple alliance en vue de contenir l'essor de l'empire prusse est signé le 8 janvier 1745 à Varsovie entre la reine Marie-Thérèse de Hongrie, le roi George II de Grande-Bretagne, le roi Auguste III de Pologne et Électeur de Saxe et les États-généraux.

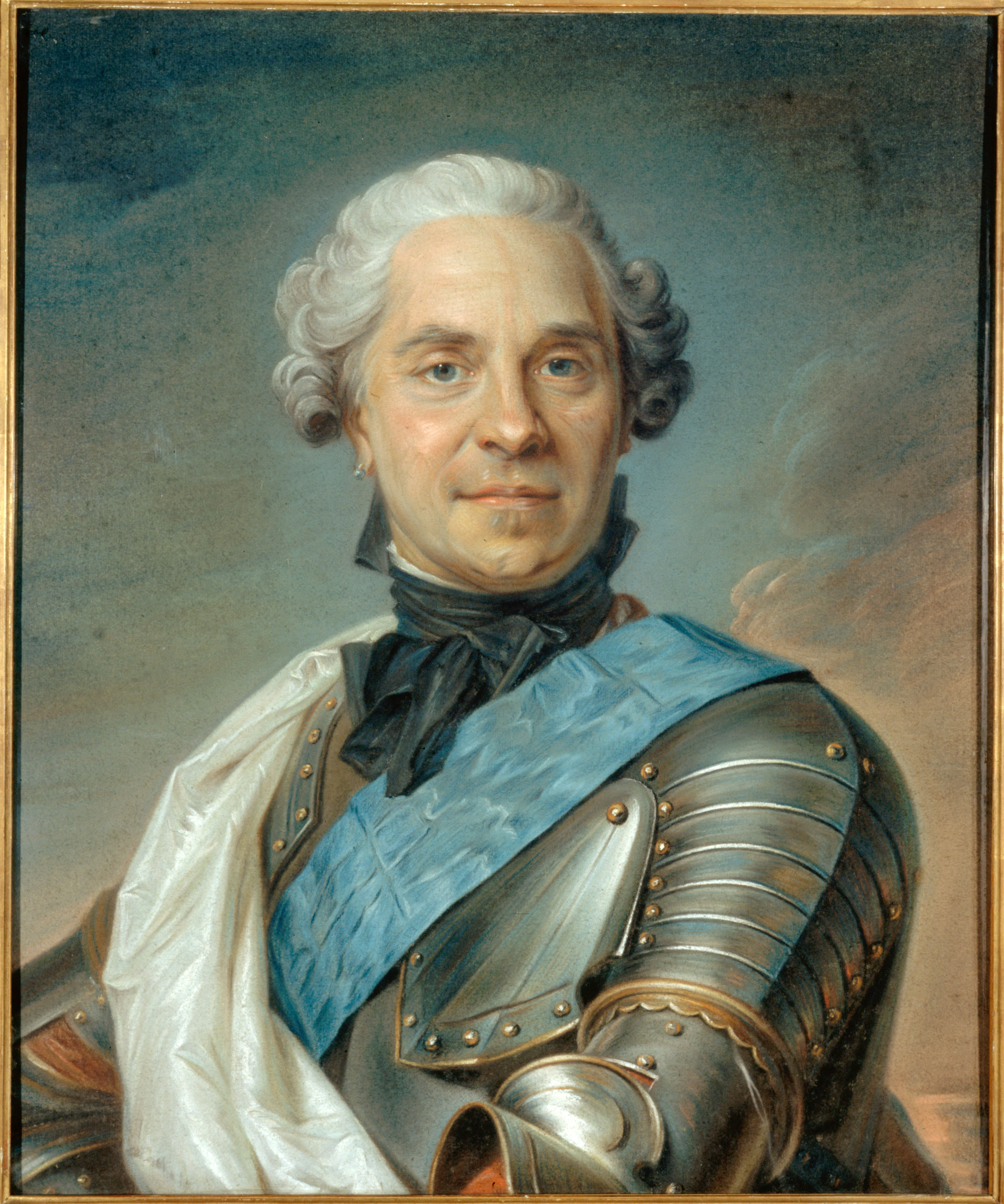
Le maréchal de Saxe commande l'armée française.

Au décès de l'empereur Charles VII, Électeur de Bavière, le 20 janvier 1745, le roi de France refuse de reconnaître le grand-duc François comme empereur du Saint-Empire. Louis XV décide de mener lui-même la campagne militaire avec le maréchal Maurice de Saxe par le siège de Tournai.
Au début de la campagne de 1745, le gros de l'armée française, commandée par le maréchal de Saxe se dirige d'abord vers Mons puis se replie pour faire le siège de Tournai. La ville est investie le 25 avril 1745 par le duc d'Harcourt. Les Alliés décident de réagir et envoient 60 000 soldats sous les ordres du duc William de Cumberland et du maréchal de Königsegg-Rothenfels. Le maréchal de Saxe s'organise pour poursuivre le siège de Tournai et livrer bataille. L'affrontement des deux armées a lieu aux abords du village de Fontenoy, défendu par les Français. Ceux-ci remportent la victoire sur les troupes alliées le 11 mai 1745.

« Cependant les Anglais avançaient. […] On était à cinquante pas de distance. […] Les officiers anglais saluèrent les Français en ôtant leurs chapeaux. Le comte de Chabanes, le duc de Biron qui s'étaient avancés, et tous les officiers des gardes françaises, leur rendirent le salut. Milord Charles Hay, capitaine aux gardes anglaises cria : « Messieurs les gardes françaises, tirez. » Le comte d'Auteroche, alors lieutenant des grenadiers et depuis capitaine, leur dit à voix haute : « Messieurs, nous ne tirons jamais les premiers, tirez vous-mêmes. » Les Anglais firent un feu roulant. […] La ligne d'infanterie française ne tira point ainsi. […] Dix-neuf officiers des gardes tombèrent blessés à cette seule décharge. MM. de Clisson, de Langey, de Peyre, y perdirent la vie ; quatre-vingt-quinze soldats demeurèrent sur la place ; deux cent quatre-vingt-quinze y reçurent des blessures. »

— Voltaire ,  Œuvres complètes, tome IX

La citadelle de Tournai tombe le 22 mai 1745. Le maréchal de Saxe porte alors l'effort sur la ville de Gand, faiblement défendue, qui tombe le 11 juillet 1745 tandis que la ville de Bruge se rend dès l'arrivée de l'armée française.
La campagne d'hiver permet aux Français d'occuper le Brabant. le maréchal de Noailles envisage de prendre Bruxelles, siège du gouvernement autrichien des Pays-Bas. Le 25 février 1746, les troupes françaises fortes de 28 000 commandées par le maréchal de Saxe entrent à Bruxelles quatre jours après sa capitulation, la garnison composée 12 000 soldats hollandais et autrichiens commandés par le général Van der Duin est faite prisonnière dont dix-sept officiers généraux. Le roi Louis XV fait une entrée solennelle à Bruxelles le 4 mai 1746, escorté par toutes les troupes de la garnison et accompagné d'une imposante suite de nobles seigneurs français.

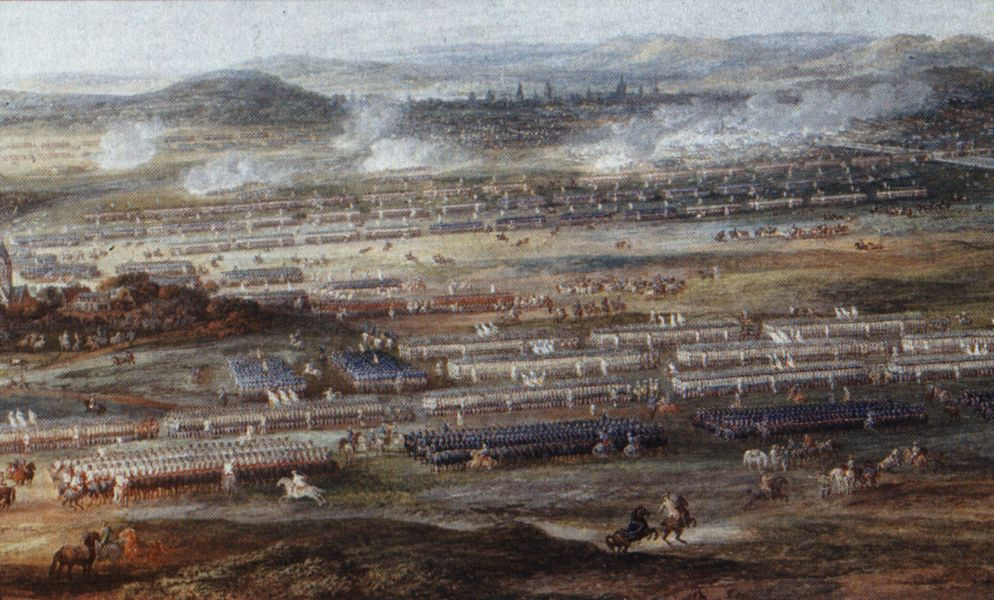
La victoire française à Rocourt, le 11 octobre 1746.

Après avoir poursuivi le gouvernement des Pays-Bas, en fuite jusqu'à Anvers, les troupes françaises se retournent vers l'est. Mons tombe le 11 juillet, Charleroi le 2 août, Namur le 30 septembre. L'armée impériale, commandée par le Charles-Alexandre de Lorraine subit une défaite près de Liège, en octobre 1746. Les Français s'emparent de toute la Flandre hollandaise, du Fort de la Perle, des villes de l'Écluse, du Sas-de-Gand, de Hulst et d'Axel. Les Pays-Bas autrichiens, à l'exception de la Gueldre et du Luxembourg sont occupés par la France.
La campagne de 1747 est décisive, le maréchal de Saxe, secondé par les maréchaux comte de Lowendal et comte de Saint-Germain. L'armée française bat les forces combinées des gardes Écossais sous la bannière du duc de Cumberland, et des Provinces-Unies, combattant sous les ordres du prince d'Orange, lors de la bataille de Lauffeld, près de Tongres, le 2 juillet 1747. Cette victoire n'est cependant pas décisive car l'armée alliée effectue une retraite en bon ordre, laissant le champ de bataille aux Français, mais les empêchant dans l'immédiat de capturer Maastricht. Maurice de Saxe envoie 30 000 hommes, sous le commandement du comte de Lowendal prendre la ville Bergen-op-Zoom, le 16 septembre 1747. En novembre 1747, les Provinces-Unies rétablissent le stadhouderat comme régime politique, avec Guillaume IV d'Orange-Nassau comme stadhouder de la république des Provinces-Unies.
À l'ouverture de la campagne de 1748, les Français investissent Maastricht et après un bref siège, la ville tombe le 7 mai 1748. Cette prise est déterminante dans le processus de paix commencé en avril. La guerre se termine en octobre avec le traité d'Aix-La-Chapelle.
Le second traité d'Aix-la-Chapelle, signé le 18 octobre 1748 met fin à la guerre de Succession d'Autriche et à la guerre maritime entre la Grande-Bretagne et l'Espagne. La conséquence pour les Pays-Bas autrichiens est la restitution par la France des provinces des Pays-Bas occupées à l'Autriche et des places fortes de la Barrière aux Provinces-Unies.

### La paix d'Aix-la-Chapelle (1748)
Fin 1747, après sept années de guerre, dans différentes régions d'Europe, mais aussi en Amérique du Nord et dans les Indes, les principaux protagonistes décident d'envoyer des plénipotentiaires à Aix-la-Chapelle, cité neutre du territoire impériale, pour traiter des conditions de paix.
Les ministres représentants les différents souverains ou États sont le comte Alphonse-Marie-Louis de Saint-Severin d'Aragon et Jean-Gabriel de la Porte du Theil pour le roi Louis XV de France, le comte Jean de Sandwich et le chevalier Thomas Robinson pour le roi George II de Grande-Bretagne, Don Jacques Masonès de Limay Soto Mayor pour le roi Ferdinand VI d'Espagne, le comte Wenzel Anton von Kaunitz-Rietberg pour l'impératrice Marie-Thérèse d'Autriche, reine de Hongrie & de Bohème, Don Joseph Ossorio et Joseph Borré pour le roi Charles-Emmanuel III de Sardaigne, le comte Guillaume de Bentinck, le baron Frédéric Henry de Wassenaer, le bourgmestre d'Amsterdam, Gérard-Arnout Hasselaer, le baron Jean de Borssele, le conseiller Onnozwier de Haren pour les États Généraux des Provinces-Unies, le comte de Monzone pour le duc François III de Modène, le marquis François Doria pour la république de Gênes.
Le royaume de France et le royaume de Grande-Bretagne sont les principales puissances qui influencent les négociations de cette conférence, les autres puissances impliquées suivent leurs décisions.
L'article III du traité reconduit les traités précédents :

« Les Traités de Westphalie de 1648, ceux de Madrid entre les couronnes d'Espagne & d'Angleterre, de 1667 & de 1670, les Traités de Paix de Nimègue de 1678 & de 1679, de Ryswick de 1697, d'Utrecht de 1713, de Bade de 1714, le Traité de la triple alliance de la Haye de 1717, celui de la quadruple alliance de Londres de 1718 & le Traité de Paix de Vienne de 1738 servent de base & de fondement à la Paix générale & au présent Traité… »

— Traité de Paix d'Aix-la-Chapelle - Article III
Les articles V et VI prévoient la restitution générale des conquêtes faites depuis le début de la guerre. En pratique les places fortes de la Barrière retournent aux Provinces-Unies, et surtout la France restitue les Pays-Bas occupés aux Autrichiens.

« de sorte que dans le même temps de six semaines, le Roy Très-Chrétien remettra, tant à l'Impératrice Reine de Hongrie & de Bohème, qu'aux États généraux des Provinces-Unies, toutes les conquêtes qu'il a faites sur eux pendant cette guerre. »

« L'Impératrice Reine de Hongrie & de Bohème sera remise en conséquence, dans la pleine & paisible possession de tout ce qu'elle a possédé avant la présente guerre dans les Pays-Bas & ailleurs, sauf ce qui est réglé autrement par le présent traité. »

« Dans le même temps les Seigneurs États généraux des Provinces-Unies, seront remis dans la pleine & paisible possession & telle qu'ils l'avaient avant la présente guerre, des places de Berg-op-zoom & de Maestricht & de tout de qu'ils possédaient avant ladite présente guerre dans la Flandre dite Hollandaise & dans le Brabant dit Hollandais & ailleurs. »

« Et les villes & places dans les Pays-Bas, dont la souveraineté appartient à l'Impératrice Reine de Hongrie & de Bohème, dans lesquelles leurs hautes Puissances ont le droit de garnison, seront évacuées aux troupes de la République, dans le même espace de temps… »

— Traité de Paix d'Aix-la-Chapelle - Article V

Dans l'article XXI, toutes les puissances garantissent, à nouveau, la Pragmatique Sanction de Charles VI.

« Toutes les Puissances intéressées au présent Traité qui ont garanti la Sanction pragmatique du 19 avril 1713, pour tout l'héritage de feu Empereur Charles VI en faveur de sa fille l'Impératrice Reine de Hongrie & de Bohème actuellement régnante & de ses descendants à perpétuité suivant l'ordre établi par ladite Sanction pragmatique la renouvellent dans la meilleure forme qu'il est possible… »

— Traité de Paix d'Aix-la-Chapelle - Article XXI.
Le traité est ratifié par le roi de France le 27 octobre 1748 à Fontainebleau, par le roi de Grande-Bretagne le 23 octobre 1748, par les États généraux le 13 novembre 1748 à la Haye, par le roi d'Espagne le 1er novembre 1748 à San-Lorenzo Real, par l'Impératrice le 3 novembre 1748.

## Les Pays-Bas autrichiens sous Marie-Thérèse (1740-1780)

### Gouvernorat de Charles-Alexandre de Lorraine 1749-1780
Dès la signature du traité de paix d'Aix-la-Chapelle, le 18 octobre 1748, l'impératrice Marie-Thérèse délègue à Bruxelles le général comte de Grunne et le conseiller privé Patrice-François de Neny pour organiser l'évacuation des troupes françaises et la reprise en main des Pays-Bas par l'administration autrichienne. Les batailles et cette occupation ont laissé le pays dans une confusion administrative et une pénurie financière. La France n'a pas géré le pays comme pendant la guerre de succession d'Espagne au début du siècle. En attendant le retour du prince Charles, une commission est chargée des affaires courantes. La priorité est de rendre aux Pays-Bas ordre et sécurité, mais aussi de la prospérité. C'est pourquoi l'impératrice Marie-Thérèse adjoint à son beau-frère un nouveau ministre plénipotentiaire, le marquis italien Antoniotto de Botta-Adorno.

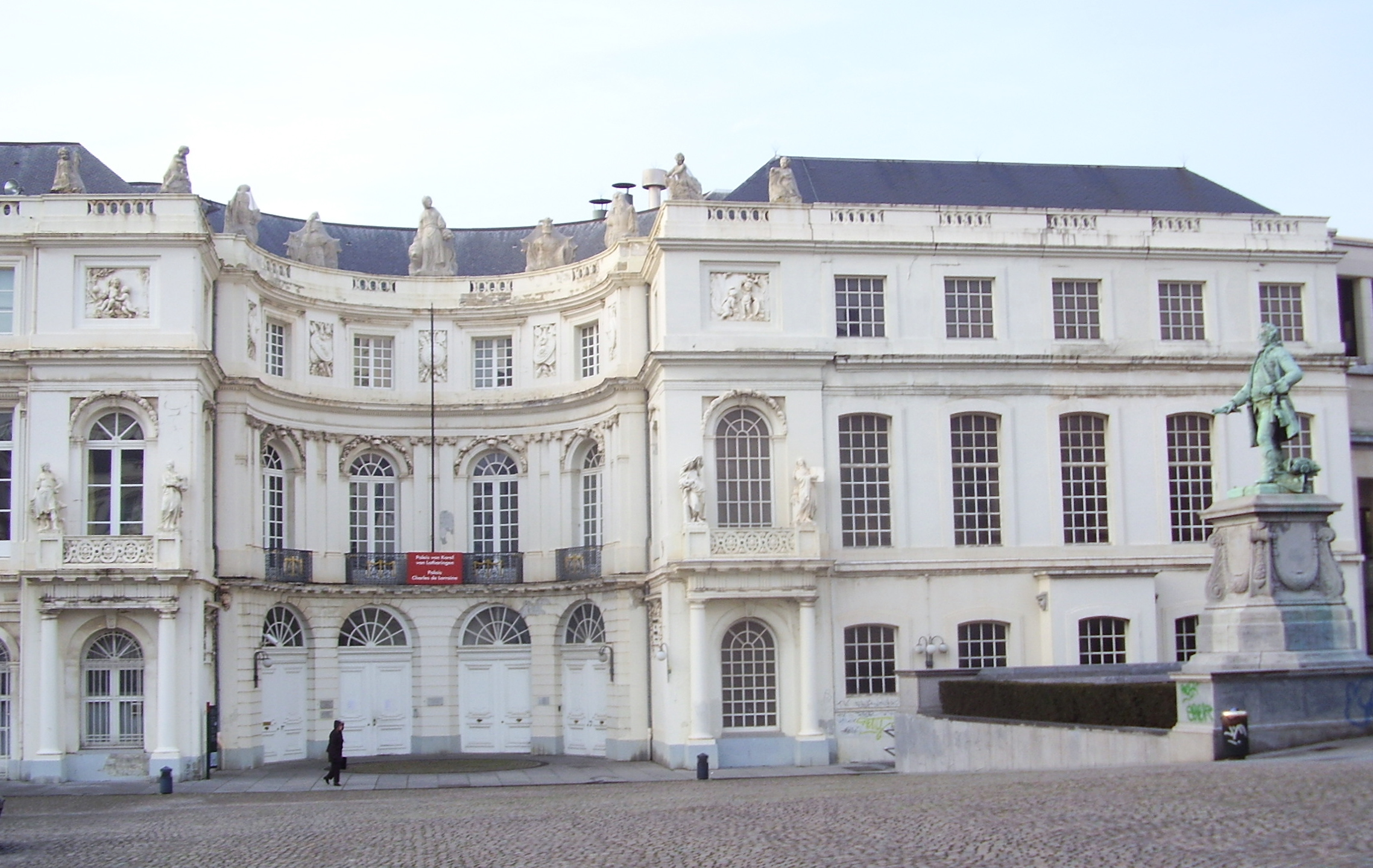
Le palais de Charles de Lorraine à Bruxelles.

Charles-Alexandre revient dans les Pays-Bas en avril 1749. Les autorités, à savoir les députés des états du Brabant, le duc d'Arenberg, le marquis de Botta-Adorno et le secrétaire d'état à la guerre, et la population de Tirlemont l'accueillent le 21 avril 1749. Il fait une entrée triomphale à Bruxelles le 23 avril 1749, date à laquelle il peut réellement entamer son gouvernorat.
Le marquis de Botta-Adorno ramène progressivement l'ordre dans les Pays-Bas, il réussit à obtenir les subsides demandés par Vienne, à établir des tarifs douaniers raisonnables pour les entrées et sorties de marchandises et met en place une importante réforme financière.
Sous l'impulsion du marquis de Botta-Adorno une reprise industrielle et commerciale s'établit dans les Pays-Bas. Des grands travaux sont réalisés, tel le creusement du canal du Rupel à Louvain, la construction de chaussées. Mais l'entente entre le ministre et le gouverneur se dégrade et le marquis de Botta-Adorno demande à être révoqué de ses fonctions en mai 1753. Celui-ci est remplacé par le comte Charles de Cobenzl le 15 septembre 1753 qui poursuit la tâche entreprise par son prédécesseur.

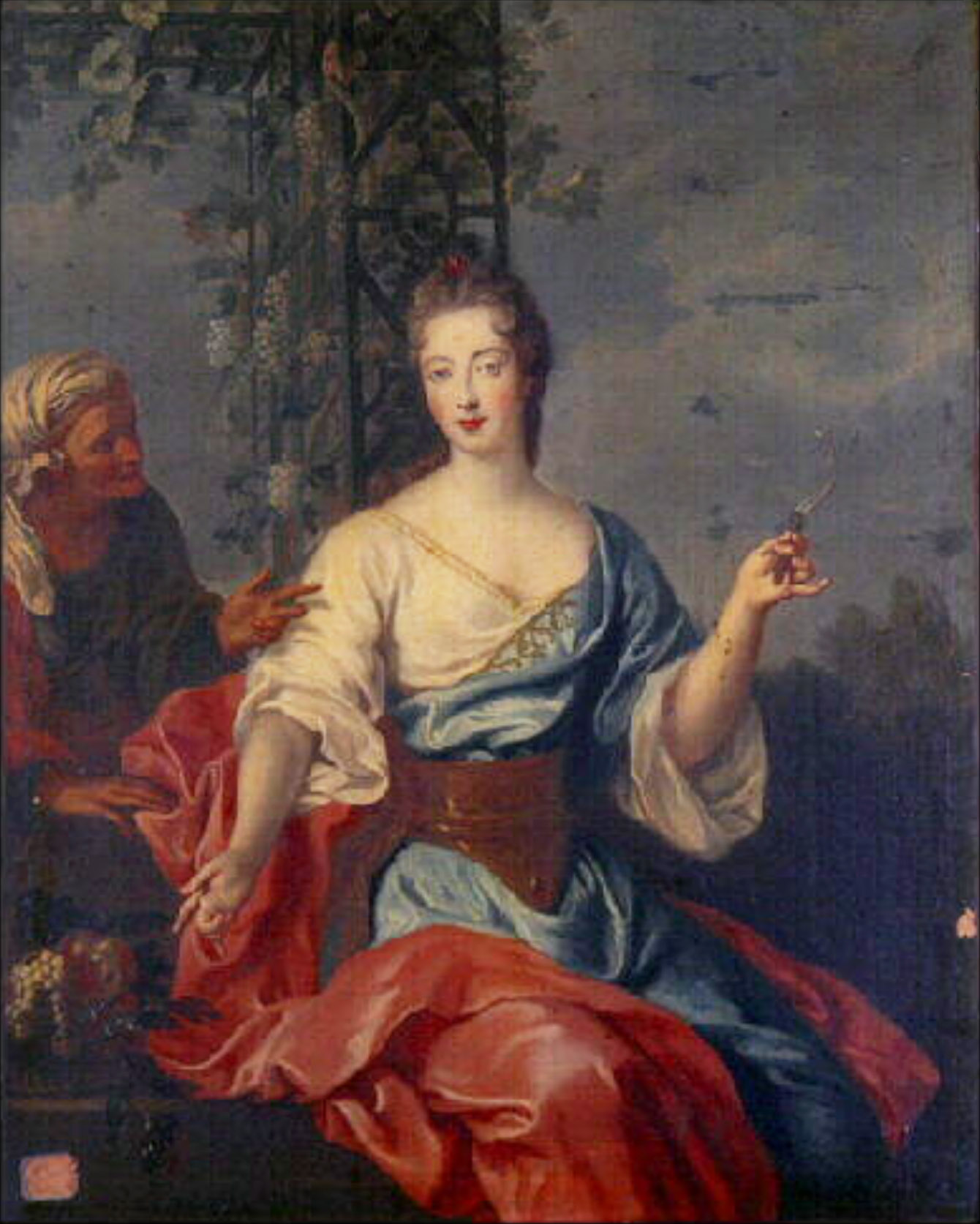
Anne-Charlotte, sœur du prince Charles-Alexandre de Lorraine, rejoint son frère à Bruxelles.

En 1754, Marie-Thérèse nomme la sœur du prince Charles, Anne-Charlotte de Lorraine, abbesse séculière du chapitre de dames nobles de la collégiale Sainte-Waudru de Mons, elle rejoint son frère à Bruxelles et fait office de première dame.
En 1754, au décès du duc Léopold-Philippe d'Arenberg, la fonction de capitaine-général des Pays-Bas est reprise par le gouverneur. C'est la fin d'une opposition entre le pouvoir militaire et l'autorité civile. De plus, l'administration des Pays-Bas, après une longue période de tâtonnements et d'erreurs, se stabilise, le comte de Coblence parvient à trouver un juste équilibre entre la volonté de centralisation de Vienne et les traditions autonomistes des différents états des Pays-Bas.
Avec le déclenchement d'une nouvelle guerre entre les puissances d'Europe, la guerre de Sept Ans, le prince Charles remet le gouvernement des Pays-Bas au comte de Coblence et quitte Bruxelles, le 28 janvier 1757, pour Vienne, comme nouveau commandant en chef de l'armée impériale. Cependant la campagne de 1757 contre la Prusse est désastreuse pour l'Autriche et l'impératrice Marie-Thérèse doit retirer le commandement des armées à Charles-Alexandre pour le remplacer par la maréchal Daun. Déchargé de ses fonctions militaires, le prince Charles passe quelques mois à Vienne, puis revient à Bruxelles le 15 novembre 1758.

« Ses soldats l'adoraient (Charles-Alexandre de Lorraine) car il savait pourvoir aux besoins de l'armée et se préoccupait sans cesse du bien-être du soldat ; il fut un capitaine redoutable, vigilant et, à la fin, malheureux. »

— Frédéric II de Prusse, .

Pendant cette nouvelle guerre, les Pays-Bas sont épargnés comme champs de bataille ; la période est mise à profit pour poursuivre le redressement économique du pays.
Au décès du comte de Cobenzl à Bruxelles le 27 janvier 1770, l'impératrice nomme le comte Georges-Adam de Starhemberg au poste de ministre plénipotentiaire des Pays-Bas. Celui-ci parvient à entretenir de bonnes relations avec le gouverneur, Charles de Lorraine, et avec le chef-président du Conseil privé, le comte de Neny, ce qui permet au gouvernement des Pays-Bas de travailler efficacement dans la voie de réformes éclairées. Il s'intéresse particulièrement au développement du commerce et au port franc d'Ostende.
Mais, faisant suite aux nombreuses années de guerre, la misère s'est installée dans de nombreuses villes et les Pays-Bas comptent un nombre important de mendiants. Le vicomte Vilain XIV en dénombre près de 65 000 en Flandre, environ 30 000 dans le Brabant et 12 000 dans le Hainaut.
Sans trahir les intérêts de la couronne impériale, Charles-Alexandre de Lorraine parvient à défendre ceux des Pays-Bas, et à en faire respecter les privilèges.

« Il est vrai que ces pays sont très attachés à leurs privilèges, et même j'ose dire qu'ils poussent cela jusqu'à la folie. Mais ils sont tous élevés dans ce préjugé et il serait dangereux de toucher cette corde… »

— Charles de Lorraine ,  Lettre à Marie-Thérèse.

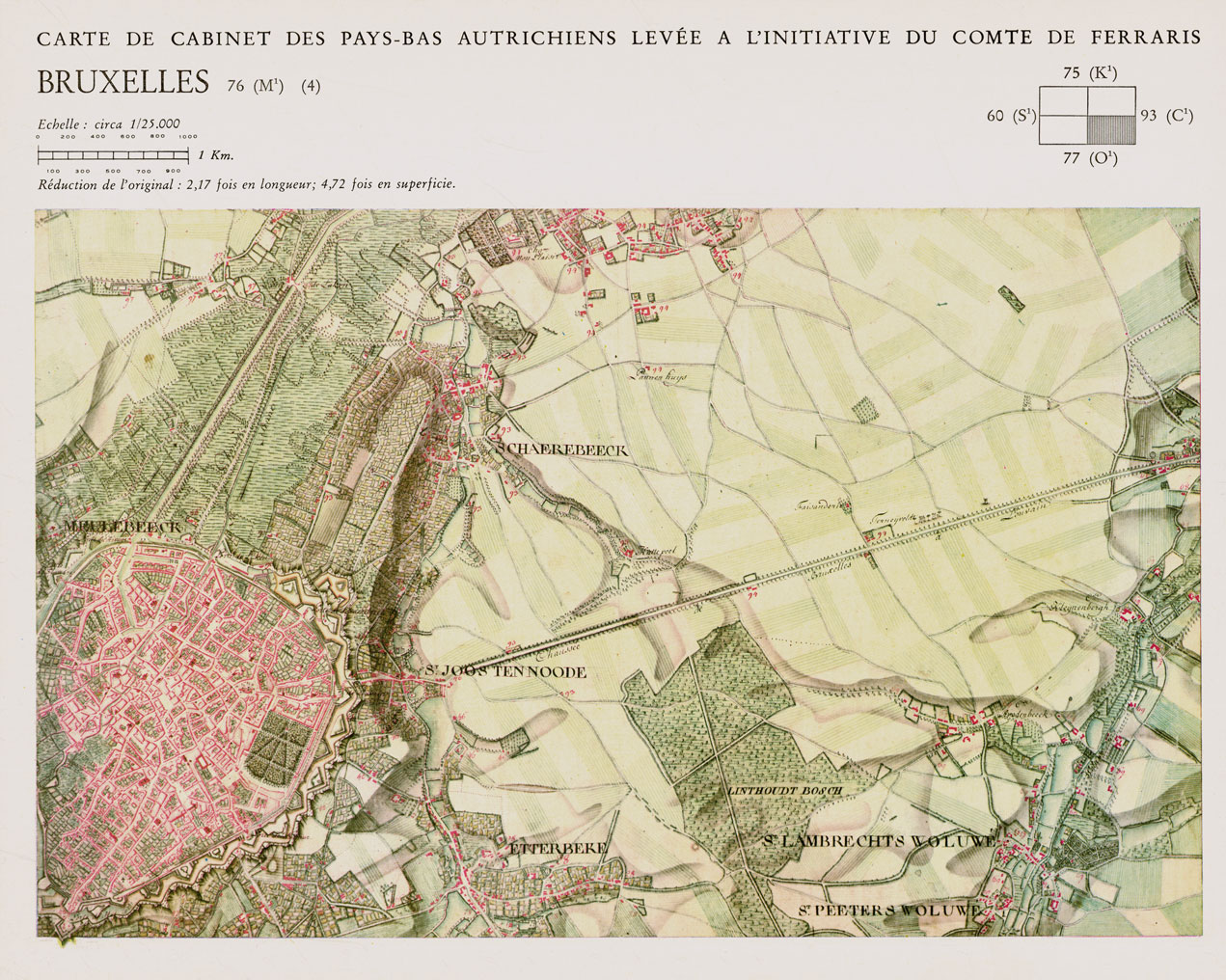
Carte de Bruxelles levée à l'initiative du comte de Ferraris.

Il encourage simultanément le progrès des Lumières et le développement économique, patronnant des entreprises telles que la création de l'Académie thérésienne de Bruxelles (1772), la réalisation par le comte Joseph de Ferraris d'une carte très précise du territoire (1770-1778), ou encore diverses expériences techniques et industrielles dans son château de Tervuren.

« Car on peut dire du gouverneur (Charles-Alexandre de Lorraine) qu'il règne, mais qu'il ne gouverne pas. Réduit à des fonctions d'apparat, dont son caractère facile se contente et s'amuse, il s'abandonne à la direction du ministre plénipotentiaire. »

— Henri Pirenne ,  Histoire de Belgique tome V.

L'empereur François Ier meurt le 18 août 1765, tandis qu'Anne-Charlotte meurt à Mons le 7 novembre 1773, âgée de 59 ans.
Le 4 juillet 1780, Charles-Alexandre de Lorraine meurt, à l'âge de 68 ans, au château de Tervuren. Son enterrement a lieu dans l'église de Sainte-Gudule le 10 juillet 1780. Le « grand deuil » est porté jusqu'au 16 août 1780 et le « deuil allégé » jusqu'au 26 septembre 1780.

### La politique de Marie-Thérèse aux Pays-Bas

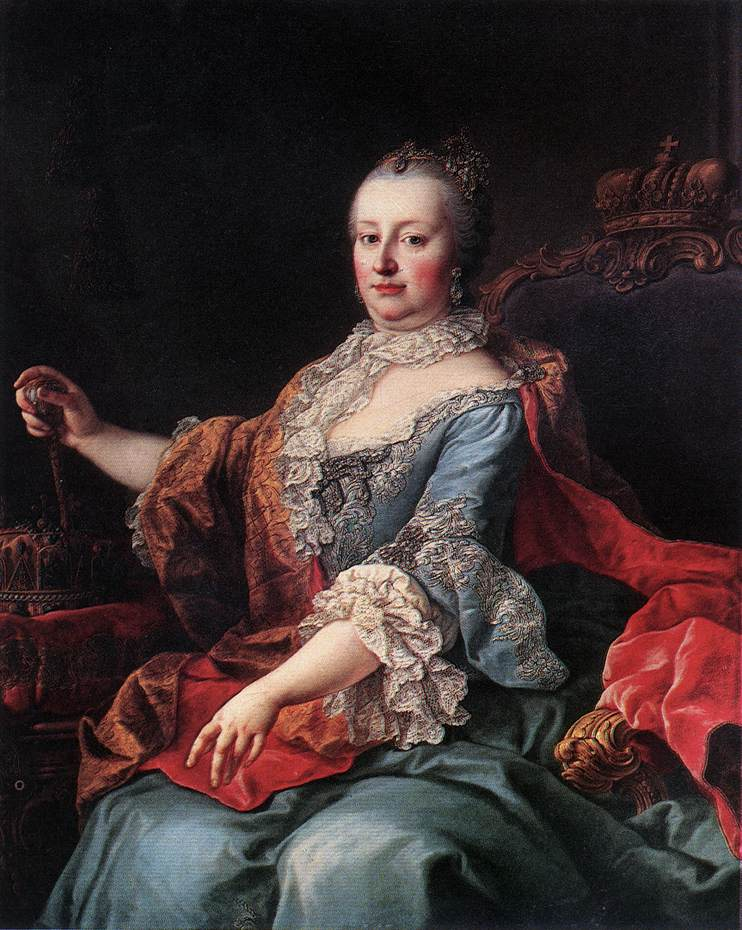
Marie-Thérèse, Reine de Hongrie & de Bohême, est l'épouse de l'empereur François 1er.

Dès le 12 novembre 1740, l'archiduchesse Marie-Thérèse décide d'élever son mari, le duc François-Étienne de Lorraine, à la charge de co-régent de ses royaumes.
Marie-Thérèse choisit son beau-frère, Charles-Alexandre de Lorraine, comme gouverneur des Pays-Bas. Cependant elle va également nommer successivement cinq ministres plénipotentiaires pour seconder le gouverneur. Le premier est le comte Friedrich August de Harrach-Rohrau, déjà en place depuis 1732 et choisi par l'empereur Charles VI. Au décès de l'archiduchesse Marie-Anne, le 16 décembre 1744, l'archiduchesse confie l'intérim du gouvernement général des Pays-Bas au comte Wenzel Anton von Kaunitz-Rietberg. Après l'occupation française, le marquis Antoniotto de Botta-Adorno assure la fonction jusqu'en 1753. À sa démission elle nomme le comte Charles de Cobenzl qui garde la charge jusqu'en 1770 et c'est le comte Georg Adam von Starhemberg qui le remplace. À la suite du décès de Charles de Lorraine, le 4 juillet 1780, Marie-Thérèse confie la direction des Pays-Bas à sa fille, Marie-Christine d'Autriche et à son époux Albert de Saxe-Teschen.
D'un point de vue militaire, la guerre de Succession d'Autriche a montré le peu d'efficacité des garnisons hollandaises dans les places-fortes occupées à la suite du traité de la Barrière de 1715. Cependant la paix d'Aix-la-Chapelle de 1748 a confirmé cette occupation, même si le comte de Kaunitz-Rietberg a veillé à ce qu'on ne fasse pas référence à ce traité dans l'article III. C'est pourquoi Marie-Thérèse charge son ministre plénipotentiaire, en 1749, le marquis de Botta-Adorno de ne plus payer les 500 000 écus prévus dans l'article XIX, de plus, elle promulgue le 1er mars 1749 un nouveau tarif douanier. À la suite des plaintes des Provinces-Unies, des négociations démarrent en mai 1752 à Bruxelles entre les deux pays et la Grande-Bretagne, garante du traité de la barrière, mais sans arriver à un résultat ; les Provinces-Unies postposent toujours la conclusion du traité de commerce prévu dans le traité de 1715. Le traité de Versailles de 1756 d'entente entre l'Autriche et la France met fin à l'importance militaire de ce droit de garnison et montre qu'il n'est plus qu'une charge onéreuse pour les Pays-Bas. Il faut cependant attendre les interventions de Joseph II et le traité de Fontainebleau de 1785 pour mettre fin définitivement à la présence des garnisons hollandaises et au blocage des tarifs douaniers par les Provinces-Unies.

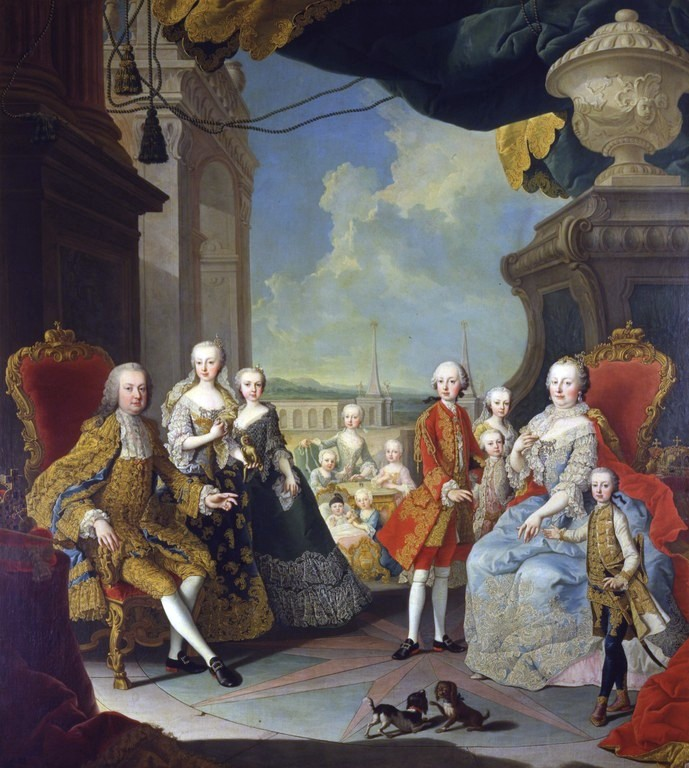
La famille impériale en 1754.

L'Impératrice décide de supprimer en 1757 le Conseil suprême des Pays-Bas. La gestion des affaires de ces provinces passe sous l'autorité directe du chancelier, le comte de Kaunitz-Rietberg, sans intermédiaire. Celui-ci fait réaliser trois mémoires, l'un sur l'état politique des Pays-Bas, le second sur leur état ecclésiastique et le troisième sur leur état économique. La rédaction du premier mémoire est confiée à Patrice-François de Neny, chef et président du conseil privé, tâche achevée en 1760. Le conseiller privé de Wavrans et le conseiller ecclésiastique, au grand conseil de Malines, Brenaert sont chargés de la partie concernant l'état ecclésiastique, mais vu la lenteur de leur travail, le comte de Kaunitz la confie également à de Neny dès 1768. Quant à la partie économique et financière de l'état, elle est confiée au baron de Cazier, trésorier général des domaines et finances. Un haut fonctionnaire, de Mullendorf, dirige une vaste enquête sur le terrain ; le but est de disposer d'une statistique complète des manufactures, fabriques, usines et ateliers des Pays-Bas.
Le gouvernement central autrichien étend son emprise et intervient de plus en plus dans la gestion des États. Les assainissements administratifs libèrent des capitaux qui vont permettre l'essor des industries charbonnières et métallurgiques, notamment dans le comté de Hainaut. L'industrie textile connaît également une forte croissance, à Gand notamment, tandis que le libre-échange est stimulé. Pour freiner l'exode des capitaux, Marie-Thérèse, prenant le contre-pied de la politique traditionnelle, n'hésite pas à s'allier avec la France en 1756.
Sur le plan culturel et intellectuel, le gouvernement n'est pas en reste : il crée une Académie impériale et royale des sciences et belles-lettres, à Bruxelles (1769-1771). Une historiographie « belge » y verra le jour (Jean Des Roches s'attelle à l'écriture d'une « histoire nationale »). De plus, jusqu'en 1740, l'espagnol est encore utilisé comme langue véhiculaire du « Conseil des Pays-Bas » à Vienne (devenu en 1757 « Bureau belge »), la centralisation va promouvoir l'usage du français qui devient prépondérant dans l'administration centrale, au détriment des langues vernaculaires (qui subsistent dans les administrations des États provinciaux et des villes). Les actes officiels doivent toutefois toujours être rédigés dans la langue de la région.
En matière religieuse, Marie-Thérèse élève le comte Jean-Henri de Frankenberg au siège de primat de Belgique le 27 janvier 1759 et l'intègre dans le Conseil privé des Pays-Bas. Le Saint-Siège confirme sa nomination le 27 mars 1759 tandis qu'il est sacré par le cardinal archevêque de Vienne le 15 juillet. En 1773, Marie-Thérèse suit la position de la France et de l'Espagne en faisant dissoudre la compagnie de Jésus dans ses territoires. Le 2 septembre 1773, elle ordonne la fermeture des collèges et des couvents de l'ordre et fait confisquer leurs biens. Vu l'indignation dans les Pays-Bas, Charles de Lorraine met en place un Comité Jésuitique, sous la direction du ministre von Starhemberg pour appliquer la décision impériale.
Une première convention d'échange appelée traité des Limites est signé le 16 mai 1769 à Versailles, la France et l'Autriche s'échangent des enclaves dans leurs territoires respectifs et rectifient leur frontière en certains points. En ce qui concerne la Flandre, la France cède à l'Autriche Neuve-Église, Dranoutre, et quelques terres agricoles dépendant de la paroisse de Nieppe. La France acquiert Deûlémont, Lezennes, Wannehain, Bourghelles, Sailly-lez-Lannoy, ainsi que plusieurs autres petites enclaves autrichiennes en Flandre française. Une seconde convention relative aux Limites est signée le 18 novembre 1779 à Bruxelles entre la France et le gouvernement des Pays-Bas. Jean-Balthasar, comte d'Adhémar de Montfalcon est le ministre plénipotentiaire de Louis XVI tandis que le comte Patrice de Neny représente l'Impératrice. La France et l'Autriche vont effectuer de légères modifications sur toutes leurs limites territoriales, de la mer au Luxembourg.
Au décès du gouverneur Charles-Alexandre le 4 juillet 1780, l'impératrice Marie-Thérèse désigne, le 20 août 1780, sa fille Marie-Christine et son mari Albert de Saxe-Teschen comme lieutenants-gouverneurs des Pays-Bas
Le 26 août 1780, l'Impératrice passe une convention avec le Prince-évêque de Liège en vue de régler les revendications de souveraineté sur les limites entre les Pays-Bas et la Principauté.
Marie-Thérèse d'Autriche décède le 29 novembre 1780, son fils Joseph II, empereur des Romains depuis le 18 août 1765, lui succède comme archiduc d'Autriche, roi de Hongrie et de Bohême.

## Les Pays-Bas autrichiens sous Joseph II (1780-1790)

### Le voyage de l'empereur Joseph II aux Pays-Bas (1781)

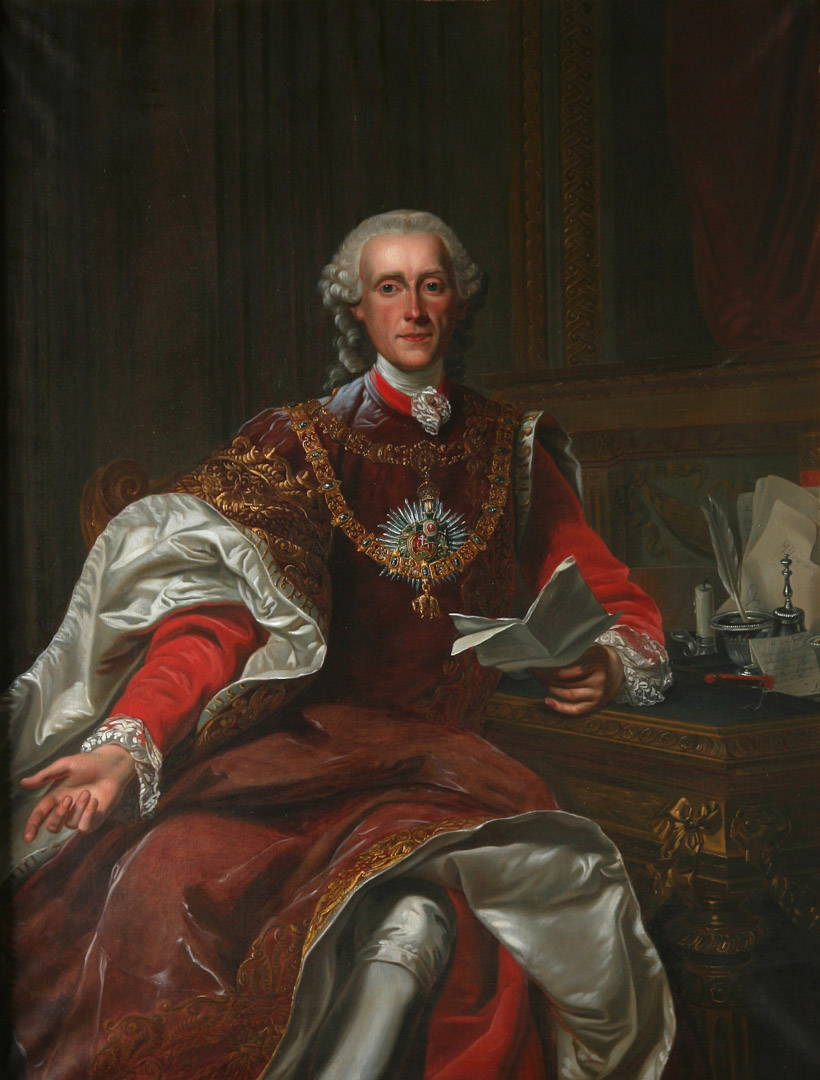
Le prince de Starhemberg est le ministre plénipotentiaire des Pays-Bas.

Après sa désignation comme empereur du Saint-Empire, le 27 mars 1764, Joseph II exerce la corégence avec sa mère, Marie-Thérèse. Pendant cette période, il effectue plusieurs voyages d'étude à travers les différentes régions de l'empire, excepté dans les Pays-Bas, pour lesquels il préfère attendre la mort du gouverneur Charles-Alexandre de Lorraine, au vu de l'antipathie qu'il lui porte. En attendant, il étudie les mémoires du comte Patrice-François de Neny. Charles-Alexandre décède le 4 juillet 1780, mais la mort de l'impératrice Marie-Thérèse fin 1780 reporte son projet de voyage. Cependant il décide de l'effectuer avant l'arrivée du couple de nouveaux gouverneurs généraux, Marie-Christine et Albert de Saxe-Teschen, désignés par Marie-Thérèse peu avant sa mort. Les Pays-Bas sont alors administrés par le prince de Starhemberg, ministre plénipotentiaire depuis 1770 à Bruxelles.

« Vous savez que mes circonstances parfois me permettent des excursions que je tâche de me rendre profitables pour voir et observer les provinces de la monarchie, et autant que je le puis, les voisins : or, indubitablement, les Pays-Bas auront leur tour : je les ai même réservés pour la bonne bouche. Je ne m'arrêterai pas des mois en Flandre, sans voir le matériel de la Hollande. Vous habitez un pays trop intéressant, et dont vous faites les relations les mieux vues et tentantes, pour que je ne désire d'en juger de mes yeux… »

— Joseph II,  Lettre du 28 juin 1774 au comte Barbiano de Belgiojoso.

L'empereur visite ainsi les Pays-Bas du 31 mai 1781 au 27 juillet 1781. Aucun souverain des Pays-Bas n'avait plus visité ou résidé dans ce territoire depuis l'archiduc Albert en 1621. Il s'agit donc d'un évènement important, même si la visite est brève.

« Le nouveau souverain fit au pas de course une excursion dans les Pays-Bas autrichiens. »

— P Claessens ,  Histoire des archevêques de Malines.

Joseph est accompagné d'un équipage réduit, accompagné du lieutenant général de Terzy, du chirurgien Brambilla, de deux gardes nobles et de deux secrétaires de cabinet. Les principales villes des Pays-Bas où il fait étape sont : Luxembourg le 31 mai 1781, Namur, Charleroi, Mons, Courtrai, Furnes, Ostende, Bruges, Gand, Saint-Nicolas, Anvers, Malines, Louvain, Bruxelles où il passe 15 jours. De là, Joseph II effectue un crochet dans les Provinces-Unies (Rotterdam, la Haye, Amsterdam, Utrecht) et puis il reprend son voyage dans les Pays-Bas en passant par Aix-la-Chapelle, Limbourg, Spa, Louvain pour revenir à Bruxelles du 22 au 27 juillet, ville qu'il quitte finalement pour Paris et Vienne.
Au cours de son périple, Joseph II voyage modestement, sans luxe, sans cérémonies. Ce comportement sans prestige ne répond pas aux attentes du peuple des Pays-Bas. Dans les parties de trajet dans l'empire et dans les Provinces-Unies, il voyage incognito sous le nom du comte de Falkenstein.
Joseph II visite principalement les installations militaires, les manufactures mais il assiste à des offices religieux. Il discute avec les autorités militaires, administratives et ecclésiastiques mais aussi avec les gens du peuple.
Pendant son voyage, Joseph II reçoit de nombreuses pétitions, des appels à la générosité du souverain, des demandes d'emploi, des demandes de titres, des plaintes d'héritiers dépouillés, des demandes d'interventions dans des litiges privés, des demandes d'intervention diplomatique, des pétitions relatives à l'administration des finances, des pétitions relatives à l'industrie, des pétitions relatives aux affaires maritimes et commerciales, des pétitions d'ordre politique, des pétitions relatives à l'enseignement, des pétitions relatives à la justice et à la police et des pétitions relatives aux affaires religieuses,

### Gouvernorat de Marie-Christine et d'Albert

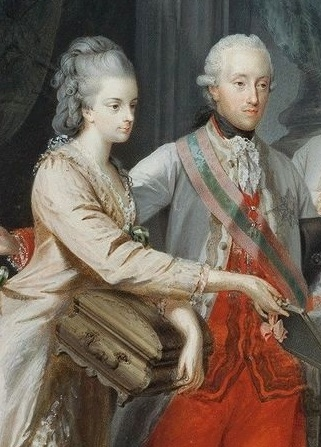
Le couple de gouverneurs des Pays-Bas, Marie-Christine d'Autriche et à son époux Albert de Saxe-Teschen.

À la suite du décès de Charles de Lorraine, le 4 juillet 1780, Marie-Thérèse confie la direction des Pays-Bas à sa fille, Marie-Christine d'Autriche et à son époux Albert de Saxe-Teschen. Cependant, Marie-Thérèse meurt quelques mois plus tard et son fils, Joseph II, le nouvel empereur, confirme sa sœur et son époux dans leurs fonctions de « lieutenants, gouverneurs et capitaines généraux des Pays-Bas » par lettres patentes le 12 janvier 1781. Joseph II désigne également le duc Albert de Saxe-Teschen pour faire, en son nom, la solennelle entrée dans les Pays-Bas.

« C'est avec la plus grande satisfaction que je m'acquitte d'un ordre reçu de feu Sa Majesté l'impératrice, en conférant à Votre Altesse et à son époux le stadhourat des Pays-Bas autrichiens. »

« Les Pays-Bas ont de nombreux avantages sur la plupart des autres contrées de l'Europe, les habitants y sont aisés, la noblesse s'y distingue par son aménité et son instruction ; le commerce y est florissant ; le peuple a de l'attachement pour notre maison, que notre oncle Charles de Lorraine a su faire adorer des bons et estimables Belges. »

— Joseph II, Lettre à Marie-Christine, archiduchesse d'Autriche de janvier 1781.

En attendant l'arrivée des deux nouveaux gouverneurs, Albert et Marie-Christine, le prince de Starhemberg administre les Pays-Bas en tant que ministre plénipotentiaire.
Albert et Marie-Christine arrivent à Tirlemont le 10 juillet 1781, accueillis par le prince de Starhemberg et une députation extraordinaire des États de Brabant, composée de l'évêque d'Anvers, le cardinal de Frankenberg et de trois prélats, pour le clergé, des ducs Wolfgang-Guillaume d'Ursel et Louis-Engelbert d'Arenberg, du comte de Spanhem et du baron de Celles, pour les nobles, et des bourgmestres de Louvain, Bruxelles et Anvers ainsi que du pensionnaire d'Aguilar, pour les représentants des villes, puis à Bruxelles en fin de journée. Les gouverneurs font leur joyeuse entrée le 17 juillet 1781, comme duc de Brabant, au nom de l'Empereur.

« Nous Albert prince royal de Pologne et de Lituanie, duc de Saxe-Tesschen, jurons et promettons, sur la parole impériale et sur le saint Évangile, que l'Empereur sera toujours fidèle à toutes les églises du duché de Brabant ; qu'il gardera et fera garder les droits, privilèges, statuts, coutumes, biens et libertés de ces églises, comme les prédécesseurs de Sa Majesté, les ducs de Brabant, l'avaient fait jusqu'àlors. »

— Albert de Saxe-Teschen, Prestation de serment du 17 juillet 1781.

Après le serment d'usage, le cardinal de Frankenberg célèbre la messe dans l'église Sainte-Gudule. Cependant, lors de la fête en soirée, un accident se produit à l'occasion du feu d'artifice et coûte la vie à 24 personnes.
Le pouvoir réel se trouve dans les mains du ministre plénipotentiaire et non plus dans celles des gouverneurs ; c'est la décision de Joseph II. Le prince Starhemberg rédige un plan pour le budget des Pays-Bas, puis est choisi comme grand maître à Vienne par l'empereur. Joseph II nomme alors un nouveau ministre plénipotentiaire, le comte Louis de Barbiano et Belgiojoso par lettres patentes du 7 mai 1783. Celui-ci informe Vienne de toutes les décisions du Conseil du gouvernement, regroupant les conseils collatéraux et de la secrétairerie d'état et de guerre, qu'il préside et dans lequel les deux gouverneurs ne siègent pas.
Le 19 juillet 1787, le général comte Joseph de Murray est nommé, par lettres patentes de l'Empereur datée du 3 juillet, gouverneur général par intérim durant l'absence de l'archiduchesse Marie-Christine et du duc Albert de Saxe-Teschen. Il est remplacé, le 27 octobre par le comte Ferdinand von Trauttmansdorff, nommé ministre plénipotentiaire pour le gouvernement des Pays-Bas et président du conseil dudit gouvernement, par lettres patentes de l'empereur du 11 octobre 1787.

### Politique de Joseph II dans les Pays-Bas autrichiens

Les provinces des Pays-Bas (1789).

À la suite du serment prêté en son nom, le 17 juillet 1781, par le duc Albert de Saxe-Teschen, Joseph II s'engage à respecter les privilèges des Pays-Bas, comme ses prédécesseurs. Cependant pendant son règne, Joseph II promulgue plus spécifiquement dans les Pays-Bas de nombreux édits ou ordonnances qui vont à l'encontre des us et coutumes des habitants.

#### Joseph II et la tolérance
L'empire autrichien est constitué de nombreux états habités par des peuples de confessions variées, des catholiques, des orthodoxes, des juifs et même des musulmans. Joseph II veut faire tomber les barrières entre ces différentes communautés. C'est pourquoi il promulgue le 13 octobre 1781 un édit de tolérance ; le catholicisme n'est plus la religion de l'État. Les droits civils, réservés jusqu'alors aux catholiques, deviennent les droits de tous les citoyens de l'empire.
C'est pourquoi les gouverneurs des Pays-Bas autrichiens transmettent, le 12 novembre 1781, un décret conforme à l'édit de tolérance (texte complet) aux conseils de justice, en vue de reconnaître la liberté de culte et l'accès des protestants aux fonctions publiques. Cet édit est composé de 8 articles :

« Sa Majesté a résolu les points et articles suivants : »

« 1. La religion catholique demeurera la dominante, et son culte pourra seul être exercé publiquement sur le pied qui se pratique et qui a lieu actuellement. »

« 2. Dans toutes les villes, bourgs et autres lieux où il y aura un nombre suffisant de sujets, pour fournir à la dépense du culte de l'une des deux Religions, connues sous le nom des Protestants, leur exercice privé sera libre. »

« 3. En conséquence, il est permis aux protestants de bâtir des églises dans les emplacements au choix desquels les Magistrats ou Gens de Loi auront donné leur approbation, à condition, néanmoins que ces édifices n'aient aucune apparence extérieure [sic] d'église… et qu'il n'y ait ni clocher, ni cloches, ni sonneries en manière quelconque… »

— Joseph II,  édit de tolérance du 12 novembre 1781.

Pourtant les Pays-Bas sont un État majoritairement catholique, seules quelques petites communautés protestantes subsistent. C'est pourquoi le peuple juge que les effets immédiats de cet édit sont nuls. Les évêques d'Anvers, de Namur, de Ruremonde protestent tandis que l'archevêque de Malines, le cardinal Jean-Henri de Frankenberg, accepte le fait accompli.

#### Joseph II et la religion
Après avoir séparé la religion de l'État, l'Empereur veut réglementer les institutions religieuses. Le 17 mars 1783, Joseph II édite une ordonnance pour la suppression des couvents ou hospices des Chartreux, des Camaldules, des Hermites ou des Frères du bois, mais aussi des Carmélites, des religieuses de Sainte-Claire, des Capucines et des religieuses de l'ordre de Saint-François. Son intention est de supprimer les endroits où des religieux ne mènent qu'une vie purement contemplative et « parfaitement inutile à la religion ». Le 2 juillet 1783, Joseph II fait également une déclaration concernant la suppression des ermites. De plus il fait confisquer leurs biens pour utiliser l'argent récolté à la construction d'hôpitaux et d'écoles. Finalement l'abolition de 163 couvents aux Pays-Bas, principalement de religieuses, se passe sans violence ni opposition tandis que les moines et les religieuses concernés se reconvertissent grâce à une pension accordée.

« Un grand nombre de citoyens des deux sexes ont été arrachés à la société pour passer leurs jours dans un célibat rigoureux et dans les exercices inutiles d'un cloître, pendant que le travail des autres citoyens était employé à maintenir des personnes dont le loisir inutile était perdu pour la société. Le Souverain a senti tout le désavantage qui résultait pour ses états de la multitude de maisons religieuses et la haute vénération dont les moines étaient en possession depuis si longtemps ne l'a point arrêté dans le plan qu'il avait formé et qu'il a exécuté de supprimer une partie des couvents. »

— James Shaw ,  Essai sur les Pays-Bas autrichiens.

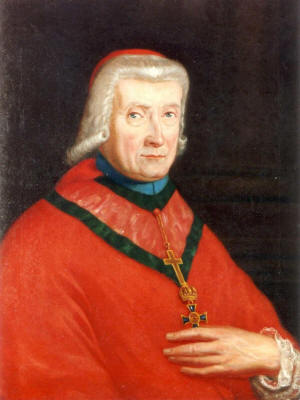
L'archevêque de Malines et primat des Pays-Bas, le cardinal Jean-Henri de Frankenberg veut réagir contre les édits de l'empereur.

Les Pays-Bas sont profondément catholiques voir bigots, la population a adopté des traditions ancrées depuis la période espagnole du siècle précédent, des superstitions, des cérémonies religieuses, la vénération de reliques, les processions religieuses, la culture des saints, des observances pieuses. Mais Joseph II, inspiré par les jansénistes et des penseurs religieux comme Febronius et Van Espen poursuit son travail de réformation de l'institution religieuse.
Dans son édit du 26 juin 1784 concernant les enterrements, Joseph II interdit les inhumations dans les églises. Les paroisses doivent faire l'acquisition de terrains en dehors des villes pour y construire de nouveaux cimetières. L'empereur déclare, dans un édit relatif au mariage contenant 58 articles daté du 28 septembre 1784, que le mariage est un acte civil. De plus il abolit la notion de crime d'hérésie. Joseph II établit la liberté de conscience et autorise la fréquentation des écoles de confession non catholique. Son ordonnance du 26 septembre 1785 oblige les curés à lire tous les édits de Vienne dans les églises, lors des prônes du dimanche. En 1786, les ordonnances arrivent les unes après les autres : règles de censure pour les sermons, abolition des pèlerinages en troupes, rationalisation des processions
L'Empereur resserre davantage le contrôle de l'État sur l'Église et plus particulièrement sur la formation du clergé. Par l'édit du 16 octobre 1786, Joseph II fait remplacer les séminaires diocésains par deux séminaires d'état, le séminaire général de Louvain et un séminaire filial à Luxembourg, avec obligation pour tous les séminaristes d'y être formés. Les séminaires épiscopaux sont supprimés pour être convertis en presbytères. Il mécontente le haut clergé des Pays-Bas qui va réagir à l'encontre de ce nouvel édit.

« Or, je manquerais sans doute à tout ce que je dois à mon souverain, à l'Église et à moi-même, si je ne faisais pas sentir à Votre Majesté, avec toute la force dont je suis capable, qu'elle n'a point ce droit, et qu'il faut nécessairement que l'enseignement de la théologie émane de l'autorité, ou du Saint-Siège, ou de celle des évêques. »

— le Cardinal de Frankenberg ,  Lettre à l'empereur Joseph II du 12 novembre 1786.

À la rentrée scolaire, des troubles éclatent au séminaire et l'abbé Stöger, nouveau recteur, fait appel au gouvernement de Bruxelles qui dépêche un détachement de trente-deux dragons pour rétablir l'ordre, mais la situation dégénère et des renforts sont appelés. Finalement, le 25 janvier 1786, il reste une vingtaine d'élèves au séminaire… Le cardinal de Frankenberg s'expose et est remis à l'ordre par Joseph II, tandis que l'évêque de Namur est contraint de se retirer dans une abbaye, après avoir encouragé ses étudiants séminaristes à ne pas se rendre au séminaire de Louvain.
Joseph II poursuit son œuvre en interdisant au clergé de censurer l'État et en obligeant les évêques à prêter un serment civil. L'Église se trouve dans les mains du souverain.
Mais toutes ces ordonnances à l'encontre de l'Église des Pays-Bas sont à l'origine d'une certaine agitation au sein du bas clergé. À la fois exaspérés, humiliés, irrités, mais aussi inquiets, les membres du clergé commencent à manifester leur opposition auprès de la population.

#### Joseph II et la géopolitique des Pays-Bas
L'empereur Joseph II parvient à expulser les troupes hollandaises des places fortes à partir de 1781. En novembre 1781, l'Autriche et les Provinces-Unies passent un acte d'évacuation des places servant de barrières. Le 18 avril 1782, le dernier régiment hollandais quitte Namur.
Après une tentative de l'empereur d'Autriche de forcer le blocus de l'Escaut et dégager ainsi le port d'Anvers, un traité est conclu, à l'initiative de la France, entre l'empereur Joseph II et la République des Provinces-Unies à l'issue de la guerre de la Marmite. Ce traité confirme la fermeture de l'Escaut et prévoit le retour aux frontières de 1664 avec cession de territoires hollandais aux Pays-Bas autrichiens.
En 1782, par un arrêt du Conseil du roi du 25 octobre 1782, afin de rectifier et simplifier la frontière entre la Flandre française et le Hainaut français, neuf villages et hameaux du pays d'Ostrevent sont transférés de la province du Hainaut français (généralité de Valenciennes) à la province de Flandre française (généralité de Lille) : Dechy, Erchin, Férin, Flesquières (dans l'actuelle commune de Cantin), Guesnain, Lallaing, Loffre, Masny et Roucourt ; tandis que trois villages sont transférés de la Flandre française au Hainaut français : Abscon, Erre et Marquette-en-Ostrevant.

#### Joseph II et l'administration et la justice
Dès 1783 ; l'empereur Joseph II prend une première série de mesures qui frappent l'administration, la justice, la fiscalité, les coutumes. Ces mesures sont mal ressenties par la population.
Le 3 novembre 1786, Joseph II promulgue une ordonnance sur le nouveau règlement pour la procédure civile aux Pays-Bas.
Le diplôme de l'Empereur du 1er janvier 1787 portant établissement d'une nouvelle forme pour le gouvernement général des Pays-Bas modifie l'organisation administrative du pays. Au centre, le ministre plénipotentiaire devient le chef et le président d'un Conseil général du gouvernement. Autour de lui, neuf intendants représentants les neuf cercles, terme remplaçant le nom de province. Ce diplôme remplace en effet les noms des provinces au profit de neuf Cercles désignés par les noms des chefs-lieux : Anvers, Bruges, Bruxelles, Gand, Limbourg, Luxembourg, Mons, Namur et Tournai. Les cercles sont eux-mêmes divisés en arrondissements dirigés par des commissaires. En pratique, pour l'Empereur il s'agit de créer une chaîne directe de commandement de Vienne vers les arrondissements des Pays-Bas, en éliminant le filtre des États des provinces.

« VI. Pour faciliter la direction des affaires du Gouvernement Général & lui procurer en tout temps des notions assurées sur tout ce qui peut intéresser l'ordre public & le bien des peuples confiés à ses soins, Nous avons résolu de diviser nos Provinces des Pays-Bas en neuf Cercles & d'établir sous ses ordres dans chacun des Cercles, un Intendant & plusieurs Commissaires, sur le pied que le Gouvernement fera connaître par une Ordonnance à émaner de Notre part, selon laquelle, ainsi que selon les instructions & les ordres qu'ils recevront du Gouvernement, ces Intendants & Commissaires se régleront dans l'exercice de leurs charges. »

— L'empereur Joseph II ,  Diplôme portant Établissement d'une nouvelle Forme pour le Gouvernement Général des Pays-Bas du 1er janvier 1787.

Le 1er janvier 1787, l'empereur édite également un diplôme de l'Empereur portant établissement des nouveaux tribunaux de justice aux Pays-Bas. La Justice est exercée par deux Conseils souverains de justice, le premier localisé à Bruxelles, le second à Luxembourg et par soixante-trois tribunaux de première instance.

« III. Nous supprimons tous Nos Conseils actuels de Justice aux Pays-Bas & à leur place, Nous établissons en Notre Ville de Bruxelles, un Conseil Souverain de Justice, composé d'un Président qui, sous la dénomination de Chef & Président, sera à la tête de ce Corps & d'un nombre suffisant de Conseillers… »

« VIII. Nous supprimons également toutes les Justices Seigneuriales au Plat-Pays : voulant que la Justice soit rendue désormais en première Instance par des Traibunaux fixes & permanents dont l'établissement, le nombre, la composition & les attributions seront déterminées par un Réglement ultérieur que Nous ferons rédiger & publier sur cet objet. »

— L'empereur Joseph II ,  Diplôme portant Établissement des nouveaux Tribunaux de Justice aux Pays-Bas du 1er janvier 1787.

Ces deux édits de Joseph II vont engendrer une réaction de la part des pouvoirs provinciaux des Pays-Bas autrichiens. En effet, ces édits remettent en question l'administration séculaire et la justice des différentes provinces. L'important bouleversement constitutionnel prévu entraîne une perte de l'autonomie politique des états et des provinces. Pour les représentants des États, il s'agit d'une attaque aux privilèges des Joyeuses entrées c'est pourquoi ils réagissent d'abord auprès des gouverneurs et de l'Empereur pour lui demander de suspendre ces édits.

« Les lois fondamentales du Brabant sont aussi anciennes que l'histoire de ses Ducs & le Privilège inaugural des Souverains, juré solennellement par chacun d'Eux, est toujours resté le même, quant à sa substance. »

— Les États du Brabant ,  Lettre du 29 janvier 1787 à leurs Altesses Royales.

Mais Joseph II s'obstine et publie une série d'ordonnances complémentaires précisant et organisant en détail le nouveau système de gouvernement dont l'édit du 12 mars 1787 portant établissement des intendances de cercles aux Pays-Bas.
Les États des provinces décident de résister en se fondant sur le serment à la Joyeuse Entrée prêté par le gouverneur Albert de Saxe-Teschen le 17 juillet 1781 au nom de l'Empereur et refusent le paiement de l'impôt le 19 avril 1787 tandis que le Conseil de justice s'associe à leur cause. L'opposition des corps constitués est soutenue par le peuple.

« Nous nous trouvons réduits à faire connaître très humblement à Vos Altesses Royales que le cri de notre conscience ne nous permet pas de porter notre consentement à la continuation ordinaire des impôts aussi longtemps que les infractions faites à la Joyeuse Entrée ne seront pas redressées & que les Réglements projettés ne seront pas réformés conformément à la Constitution. »

— Les États du Brabant ,  Lettre du 19 avril 1787 à leurs Altesses royales.

#### Liste des principaux édits et ordonnances de Joseph II
- 12 novembre 1781 : décret des gouverneurs généraux touchant la tolérance civile à l'égard des protestants.
- 28 novembre 1781 : édit de l'Empereur sur l'indépendance des ordres religieux aux Pays-Bas de toute supériorité étrangère.
- 5 décembre 1781 : édit de l'Empereur concernant les dispenses de mariage.
- 15 décembre 1781 : décret des gouverneurs généraux ampliatif de celui du 12 novembre précédent concernant la tolérance civile à l'égard des protestants.
- 8 mars 1782 : déclaration de l'Empereur qui soumet tous les monastères de l'ordre de Saint-Benoît, aux Pays-Bas à la juridiction immédiate des évêques.
- 3 avril 1782 : déclaration de l'Empereur concernant l'influence et l'exercice de l'autorité épiscopale sur les ordres religieux dans les Pays-Bas.
- 1er mai 1782 : décret des gouverneurs généraux interprétant et amplifiant ceux du 12 novembre et 15 décembre précédents, concernant la tolérance à l'égard des protestants.
- 4 mai 1782 : déclaration de l'Empereur concernant les récollets et dominicains anglais et irlandais aux Pays-Bas.
- 21 mai 1782 : décret des gouverneurs généraux prescrivant aux évêques de faire parvenir aux curés de leur diocèse respectif, les ordres nécessaires pour qu'ils proclament les bans de mariage entre protestants et catholiques et qu'ils assistent à ces mariages lorsqu'ils en seront requis.
- 19 août 1782 : édit de l'Empereur additionnel à celui du 5 décembre 1781, concernant les dispenses de mariage.
- 30 septembre 1782 : décret de l'Empereur portant que l'admission des juifs à la bourgeoisie des villes des Pays-Bas ne les rend pas habiles à y remplir des emplois publics, ni à avoir droit de suffrage dans les affaires publiques.
- 12 octobre 1782 : décret de l'Empereur concernant les personnes qui se sont suicidées.
- 14 octobre 1782 : décret de l'Empereur concernant l'ordre des récollets.
- 18 novembre 1782 : déclaration de l'Empereur portant interprétation de l'article 7 de l'édit du 28 novembre 1781 concernant l'indépendance des ordres religieux.
- 18 novembre 1782 : décret de l'Empereur qui ordonne la remise au conseil privé d'une liste exacte et détaillée des couvents et religieux des ordres mendiants et défend d'admettre des novices dans ces maisons, sans une permission du gouvernement.
- 22 novembre 1782 : lettres patentes de l'Empereur abolissant le ressort supérieur qu'exerçait le grand conseil de Malines à l'égard du conseil de Tournay-Tournaisis et l'attribuant au conseil souverain de Hainaut.
- 17 mars 1783 : édit de l'Empereur concernant la suppression de plusieurs couvents inutiles dans les Pays-Bas.
- 30 avril 1783 : décret des gouverneurs généraux ampliatif de celui du 21 mai 1782 concernant les mariages entre les protestants et les catholiques.
- 2 juillet 1783 : déclaration de l'Empereur concernant l'emploi des biens des couvents supprimés des trinitaires et les confréries établies aux Pays-Bas pour la rédemption des captifs.
- 2 juillet 1783 : déclaration de l'Empereur concernant les ermites.
- 26 juin 1784 : édit de l'Empereur concernant les enterrements.
- 2 août 1784 : décret de l'Empereur interprétant l'article 2 de l'édit du 26 juin 1784 sur les enterrements.
- 28 septembre 1784 : édit de l'Empereur concernant le mariage.
- 29 décembre 1784 : déclaration de l'Empereur concernant l'état civil des individus des maisons religieuses de l'un et de l'autre sexe, supprimées aux Pays-Bas.
- 26 septembre 1785 : ordonnance de l'Empereur concernant la publication des édits et ordonnances aux prônes des paroisses.
- 9 janvier 1786 : édit de l'Empereur concernant les francs-maçons.
- 11 février 1786 : édit de l'Empereur concernant les kermesses ou dédicaces.
- 10 mai 1786 : édit de l'Empereur concernant les processions et les jubilés.
- 29 mai 1786 : ordonnance de l'Empereur pour préparer une nouvelle distribution générale des paroisses au plat pays.
- 16 octobre 1786 : édit de l'Empereur concernant l'établissement d'un séminaire général dans l'université de Louvain et d'un séminaire filial à Luxembourg pour les élèves en théologie.
- 25 octobre 1786 : décret de l'Empereur portant suppression du grand et du petit collège de théologiens à l'université de Louvain, ainsi que de toutes les leçons de théologie et des langues hébraïque et grecque et substituant à ces leçons huit chaires ou leçons nouvelles dans la faculté de théologie.
- 3 novembre 1786 : ordonnance de l'Empereur portant règlement pour la procédure civile aux Pays-Bas.
- 1er janvier 1787 : diplôme de l'Empereur portant établissement d'une nouvelle forme pour le gouvernement général des Pays-Bas.
- 1er janvier 1787 : diplôme de l'Empereur portant établissement des nouveaux tribunaux de justice aux Pays-Bas.
- 4 janvier 1787 : édit de l'Empereur concernant le dénombrement des biens du clergé et des bénéfices, offices et fondations ecclésiastiques quelconques aux Pays-Bas.
- 8 janvier 1787 : décret de l'Empereur maintenant la défense portée par l'édit du 16 octobre 1786 d'enseigner la théologie dans les séminaires et étendant cette défense aux presbytères épiscopaux.
- 20 janvier 1787 : ordonnance de l'Empereur prescrivant un dénombrement de toutes les fondations pieuses séculières.
- 12 mars 1787 : édit de l'Empereur portant établissement des intendances de cercles aux Pays-Bas.
- 12 mars 1787 : déclaration de l'Empereur concernant les biens que le clergé étranger possède sous la domination de Sa Majesté aux Pays-Bas.
- 3 avril 1787 : édit de l'Empereur pour la réformation de la justice aux Pays-Bas.
- 30 avril 1787 : déclaration de l'Empereur portant interprétation de l'édit d'établissement des intendances des cercles aux Pays-Bas, en date du 12 mars précédent.
- 28 mai 1787 : déclaration de l'Empereur portant surséance du nouveau règlement de la procédure civile.

## Révolution brabançonne

### Premiers malaises entre les États des provinces et l'Empereur
« Entre l'empereur et la Belgique, le conflit n'est donc pas seulement celui d'un souverain éclairé avec un peuple arriéré, demeuré fidèle à une constitution archaïque ; on y retrouve toute l'opposition de deux conceptions politiques qui se partagent alors les esprits : l'absolutisme et la souveraineté nationale. Tous deux invoquent en leur faveur le droit naturel, et toutes deux se prétendent appelées à faire le bonheur du peuple. »

— Henri Pirenne, Histoire de Belgique.

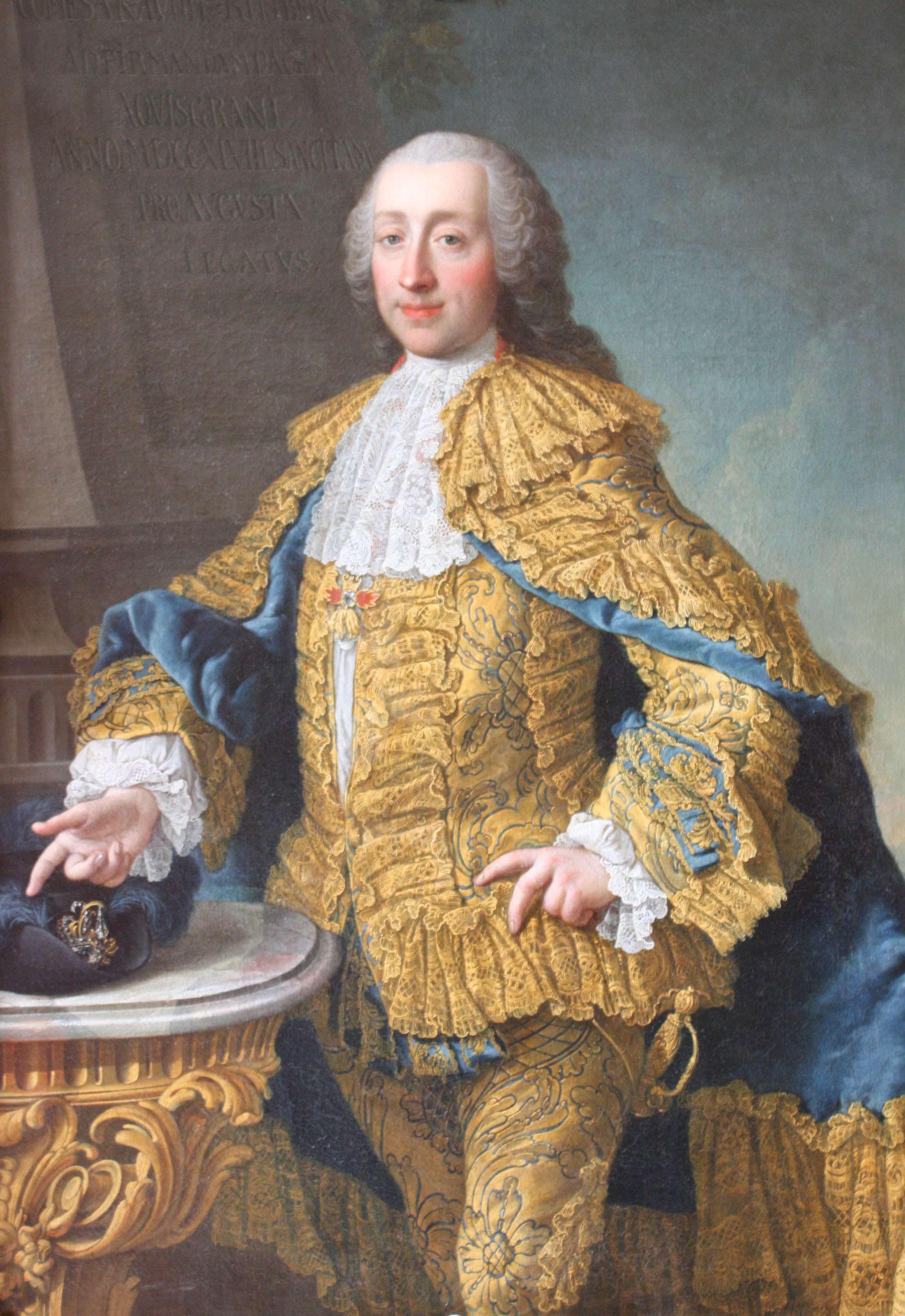
Le prince de Kaunitz, chancelier à la cour de Vienne de 1753 à 1792, est anticlérical et partisan d'un certain despotisme éclairé.

En 1787, un profond malaise s'installe dans les différentes provinces des Pays-Bas autrichiens. Les ordonnances religieuses antérieures de Joseph II ont entraîné une résistance du clergé et les réformes administratives et judiciaires du début de l'année viennent de conduire à un blocage du paiement des impôts par les États des provinces. Une opposition aux réformes de l'Empereur commence à émerger dans le pays.
En avril 1787, à l'occasion de l'Assemblée des États de Brabant, le comte de Limminghe s'adresse à tous les habitants du pays, dans un discours retentissant.

« En ce moment, que de bruits se répandent ! Que de nouvelles alarmes pour des Citoyens, pour des Chrétiens !… Les Temples du Dieu vivant fermés tout-à-coup, ou pour être dépouillés par des mains profanes, ou pour rester éternellement interdits ; de nouvelles violences contre de paisibles & édifians Religieux ; de nouvelles profanations de tous les genres ; des Impôts qui emportent la moitié de nos possessions ; un empyrisme qui soumet le produit de nos terres & de nos champs, toutes les richesses territoriales & nationales, aux spéculations de l'impéritie & de la sottise ; des vexations qui détruisent notre commerce de fond en comble ; un espionage qui intercepte toute liberté ; un Code qui substitue aux loix de l'honneur & de l'équité, l'infâmie du fouet & du knout ; une conscription qui condamne l'enfant sortant du sein de la mere, à l'esclavage & à la corruption du soldat… Arrêtons nos larmes, modérons notre désespoir. Il nous reste un vœu : c'est la stérilité de nos épouses & de nos filles, & que la Nation finisse avec son bonheur : Beatæ steriles & ventres qui non genuerunt. »

— le comte de Limminghe ,  Exposé devant les États du Brabant du 23 avril 1787.

L'avocat Henri van der Noot intervient par après dans un discours conservateur pour défendre les privilèges acquis :

« Mais il est temps que je finisse : car si je devais détailler toutes les infractions et atteintes faites et portées à nos Privilèges & à la Constitution fondamentale de cette Province, il me faudrait écrire des volumes. Je crois en avoir dit assez pour vous démontrer, Messeigneurs, que la constitution fondamentale du Pays est violée, malgré le fait que le Duc Régnant, par sa Joyeuse Entrée, ait si solennellement promis & se soit obligé sous serment de la garder & remplir exactement. »

— Henri van der Noot ,  Exposé devant les États du Brabant du 26 avril 1787.

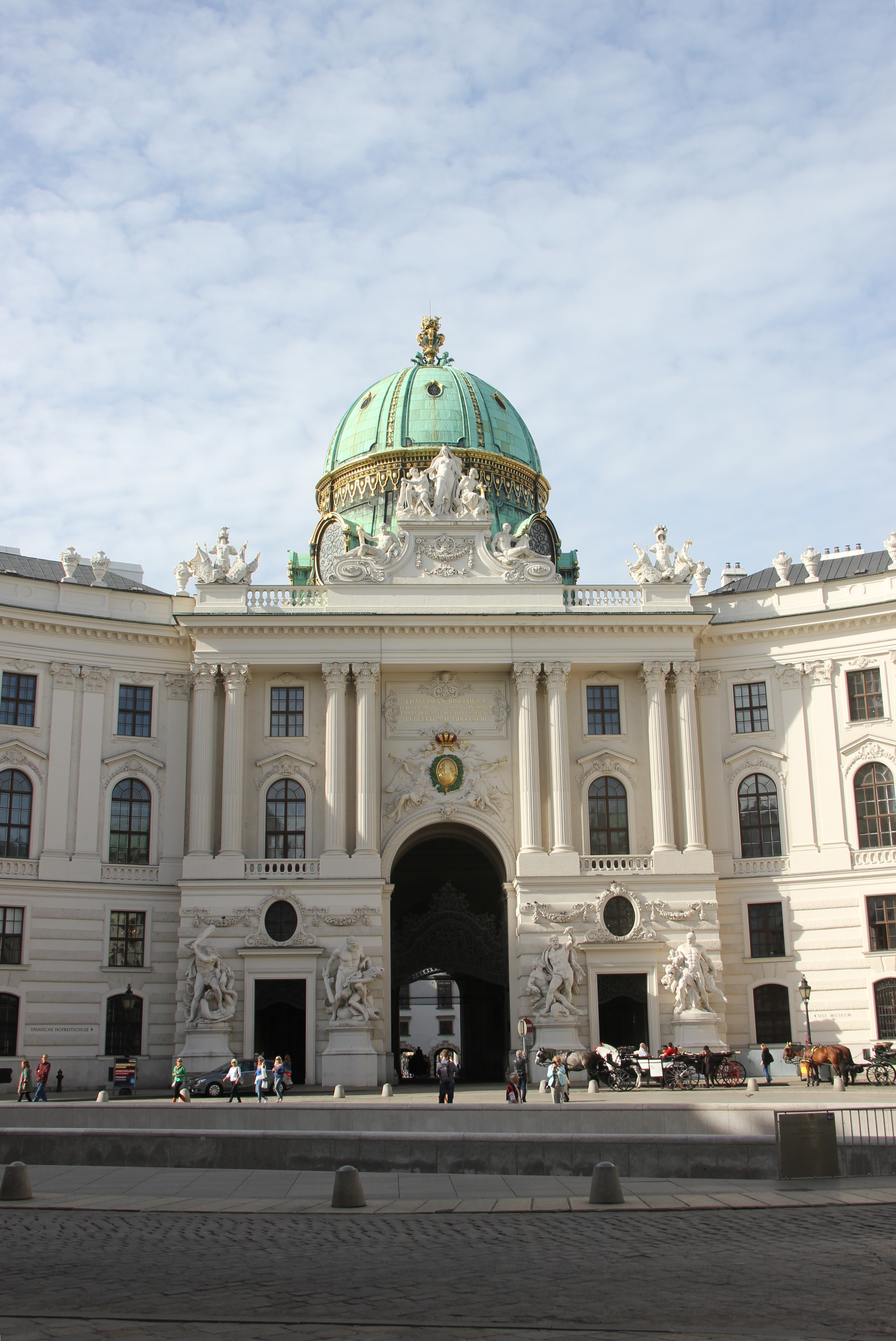
Les députés des États sont convoqués par l'empereur au palais du Hofburg à Vienne.

Le couple de gouverneurs Marie-Christine d'Autriche et Albert de Saxe-Teschen et le ministre plénipotentiaire, le comte Louis de Barbiano et Belgiojoso ont un rôle inconfortable ; ils n'ont pas été consultés par l'Empereur pour la mise en place des nouvelles réformes et ils doivent les faire appliquer. C'est pourquoi, dès le 30 mai 1787, sous la pression du mécontentement du peuple, les gouverneurs s'engagent à faire marche arrière et décident de postposer tous les édits incriminés tandis que le ministre plénipotentiaire quitte le pays. Joseph II n'est pas à Vienne, il est actuellement en Russie auprès de Catherine II et le prince de Kaunitz, chancelier à la cour de Vienne, temporise…
Informé de la situation, Joseph II est irrité, la faiblesse des gouverneurs et du comte de Belgiojoso l'exaspère, mais il consent à suspendre l'exécution de ses derniers édits en attendant de se concerter avec les gouverneurs généraux et les députés des États de toutes les provinces à Vienne. Au total trente-deux députés sont ainsi choisis pour se rendre à Vienne début août. Tandis que les gouverneurs sont provisoirement remplacés par le comte Joseph de Murray aux Pays-Bas pour la durée du séjour en Autriche. Le 15 août 1787, à la première entrevue au Hofburg, Joseph II montre son mécontentement tandis que le député hennuyer Petit exprime le point de vue des États de provinces. Par après la position de l'Empereur semble plus conciliante, il annonce le remplacement du comte de Belgiojoso par le comte de Trauttmansdorff comme ministre plénipotentiaire et le retour à la situation du 1er avril 1787 avec la suspension des deux diplômes du 1er janvier 1787, mais sans retourner à la situation promise par les gouverneurs et moyennant des « Préalables indispensables ». Les députés des États, quant à eux, exigent un retour à la situation initiale. Le chancelier Kaunitz présente aux députés les « Préalables indispensables », à savoir le paiement des subsides, l'abolition des compagnies militaires, des uniformes et des cocardes et la réintégration des fonctionnaires destitués.
Mais les volontaires brabançons refusent de déposer leurs armes, leurs uniformes et leurs cocardes. Les concessions de Joseph II sont en dessous de celles que les États ont exigées aux gouverneurs. Le 28 août 1787, les députés des États du Brabant déclarent au comte de Murray protester contre les « Préalables indispensables » et persistent conformément à la Joyeuse Entrée à refuser le paiement des impôts. Finalement, pour éviter une guerre civile, le comte Joseph de Murray, gouverneur général par intérim, informe les différents États des provinces des Pays-Bas que les constitutions, privilèges et franchises de ces provinces ainsi que la Joyeuse entrée sont maintenus et que les dispositions prises par les deux diplômes datés du 1er janvier 1787 sont annulées. Cette déclaration est accueillie avec joie dans les différentes provinces. Elles mettent fin au mécontentement et les volontaires brabançons décident de déposer les armes.

« Que les Constitutions, Lois fondamentales, Privilèges & Franchises, enfin la Joyeuse Entrée sont & seront maintenus et resteront intacts en conformité des Actes de l'inauguration de Sa Majesté tant pour le Clergé que pour l'Ordre Civil. »

— Le comte Joseph de Murray, gouverneur général des Pays-Bas par intérim ,  Ordonnance du 21 septembre 1787.

Mais pour rétablir la confiance, il reste à régler les « Préalables indispensables ». Dans un premier temps, le comte de Murray accepte, non sans une certaine opposition, de réintégrer dans leurs emplois antérieurs ou d'indemniser les fonctionnaires, particulièrement ceux qui se sont engagés dans le mouvement de contestation. Par contre, le gouverneur se contente d'ajourner au 17 novembre 1787 la décision de Joseph II relative à l'ouverture des cours au séminaire général et demande aux évêques de présenter des candidats à la place de recteur, mais aucun de ceux-ci ne se propose.
Les rapports entre le gouverneur et les États des provinces sont bloqués lors de l'arrivée le 27 octobre 1787 du comte de Trauttmansdorff, nouveau ministre plénipotentiaire, qui arrive mettre fin à l'intérim du comte de Murray et sur qui l'empereur Joseph II porte tous ses espoirs pour résoudre la crise. Les deux gouverneurs sont quant à eux relégués à un rôle purement protocolaire.

### En marche vers la révolution

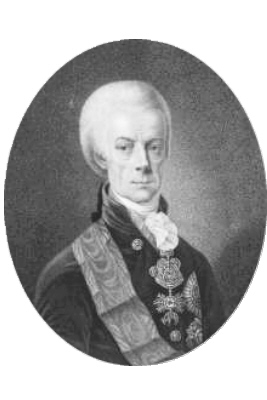
Ferdinand von Trauttmansdorff est le ministre plénipotentiaire des Pays-Bas autrichiens de 1787 à 1789.

Dans un premier temps, le comte de Trauttmansdorff annonce l'application stricte de l'édit organique du séminaire général. Mais, homme de modération, il accepte un report de trois mois de cet édit à la suite de l'intervention des États du Brabant et en échange du vote des subsides le 3 décembre 1787. Joseph II, mécontent, lui ordonne d'exécuter ses ordres et le ministre, contraint, décrète le maintien sans réserve de tous les édits antérieurs au 1er avril 1787.
Le 26 décembre 1787, le général Richard d'Alton, arrive dans les Pays-Bas, avec la particularité que ce nouveau commandant général des troupes impériales est indépendant de tout pouvoir des Pays-Bas ; il prend directement ses ordres auprès de Joseph II. Sous prétexte de maintenir l'ordre, le général fait envoyer des patrouilles dans les différents quartiers de Bruxelles. Le premier incident grave survient lorsqu'un détachement de militaires du régiment de Ligne ouvre le feu sur la foule après quelques huées tuant quelques bourgeois. L'Empereur soutient le général d'Alton dans sa politique de fermeté.

« Que tous ceux qui peuvent influer sur l'instruction et l'opinion publique, fassent comprendre aux peuples que la plupart des révolutions sont l'effet de l'ambition de quelques individus, qui profitent de leur ignorance pour arriver à un but qui leur est tout à fait personnel ; qu'ils sachent que la réussite d'une révolte est toujours trop chèrement achetée, puisqu'elle se paye avec du sang. »

« Les évènements dans les Pays-Bas autrichiens m'ont fait bien du chagrin, et les habitants ne rentreront plus jamais dans l'affection que j'avais autrefois pour eux. »

— Joseph II, Lettre au comte Ferdinand von Trauttmansdorff, ministre dans les Pays-Bas, datée de septembre 1787.

Lors de la séance des États de Brabant du mois de mai 1788, ceux-ci introduisent des réclamations relatives au séminaire général auprès du gouvernement, mais le ministre von Trauttmansdorff maintient la position de l'Empereur. De plus, le général d'Alton reçoit la mission d'obtenir la fermeture des séminaires épiscopaux. Ces interventions donnent à nouveau lieu à des effusions de sang tant à Malines qu'à Anvers. À la suite de cette résistance, le gouvernement impérial prend des mesures contre les journaux, contre les réunions de la bourgeoisie, contre les rassemblements de toute espèce. Des citoyens sont arrêtés et incarcérés à cause de la vivacité de leur opposition. La tête de l'avocat Vander Noot est mise à prix, celui-ci se réfugie dans les Provinces-Unies. La terreur commence à se répandre dans les Pays-Bas. Le point de non-retour est atteint. Les troupes placées sous les ordres du général d'Alton comprennent des officiers et des soldats originaires des Pays-Bas qui ne peuvent se résoudre à fusiller leurs compatriotes. Tandis que le comte de Trauttmansdorff commence à désapprouver la marche qu'on le force à suivre, le général d'Alton, soutenu par l'Empereur, poursuit sa politique de répression.
À la session des États de Brabant du mois de novembre 1788, la décision négative des neuf nations entraîne le refus des trois États pour le vote des subsides. Les États du Hainaut les refusent également. La situation devient grave. Joseph II estime qu'il se tient délié de tout engagement constitutionnel à l'égard de ces deux provinces. Les deux premiers ordres des États du Brabant demandent sous la pression des armes un sursis au ministre plénipotentiaire tandis que les États du Hainaut persistent dans leur refus. C'est pourquoi l'Empereur en profite pour révoquer la Joyeuse Entrée et les privilèges du Hainaut.
Joseph II menace, poussé par le général d'Alton tandis que le ministre van Trauttmansdorff emploie son influence à calmer la situation.

« J'ai toujours de très bonnes nouvelles à donner à Votre Majesté : nos affaires vont on ne peut pas mieux ; nous aurons peut-être de petits embarras par-ci par-là, nommément à Anvers ou quelque autre endroit pareil…, mais j'oserai presque répondre qu'il n'y aura pas de grands évènements, & que nous rentrerons peu à peu en plein exercice de l'autorité Souveraine. »

— Le comte Ferdinand von Trauttmansdorff, Lettre à l'empereur Joseph II, datée du 23 juin 1789.

Une nouvelle épreuve de force a lieu concernant l'obligation d'envoyer les élèves en théologie au séminaire de Louvain. La résistance de certains abbés entraîne l'occupation de leurs monastères par la troupe. L'archevêque de Malines reçoit l'injonction de se rendre et de rester à Louvain. En juin 1789, les deux premiers ordres des États du Brabant, la noblesse et le clergé, sont réunis de force pour prendre connaissance et approuver un diplôme de l'Empereur réglant les subsides annuels. Vu leur refus, le comte de Trauttmansdorff leur annonce la révocation de la Joyeuse Entrée et des privilèges du Brabant ainsi que la suppression de la députation des États et du conseil de la province, comme cela a été fait six mois plus tôt dans la province de Hainaut. Dès le 20 juillet 1789, la situation devient explosive. Fin juillet, des émeutes surviennent à Bruxelles, des pillages à Tirlemont, Tournai et Diest, tandis qu'un début d'insurrection se produit à Louvain.
Le général D'Alton décide d'agir par la force. Les rassemblements de volontaires se créent aux frontières avec les Provinces-Unies et la Principauté de Liège. Des armes et de la poudre circulent de la Principauté de Liège vers les Provinces-Unies au profit des rebelles. Le 10 octobre 1789, le général Schroeder entre en Principauté de Liège pour chasser leurs bandes.
Les avocats Van der Noot et Vonck, recherchés par les troupes autrichiennes se sont réfugiés à Breda dans les Provinces-Unies, avec un nombre de plus en plus important de personnes refusant l'autorité impériale. La révolution est imminente. Des demandes de soutien sont faites vers la Prusse, la Hollande et la Grande-Bretagne, mais les ambassadeurs des patriotes n'obtiennent que de vagues assurances de soutien. L'avocat Van der Noot rédige alors son « manifeste du peuple brabançon ».

« Nous déclarons l'Empereur Joseph II, Duc de Brabant ipso jure déchu de la souveraineté, domaines, droits & prérogatives dudit Duché & Pays… »

— Henri van der Noot,  Manifeste du peuple Brabançon.

Dans le but de stopper un plan d'insurrection générale, le général d'Alton lance, à l'initiative de Joseph II une vague d'arrestations dans toutes les classes de la société des Pays-Bas.

« Je suis le premier à convenir que nous entendant sans cesse menacer d'insurrection générale, pillage & massacre, il faudrait une bonne fois saisir partout des otages en choisissant pour cela les plus mauvais sujets ou les plus proches parents de ceux qui sont à la tête de la révolte, en l'annonçant publiquement & avertissant que ce sera à eux qu'on s'en prendra, s'il se commet le moindre excès. »

— Le comte Ferdinand von Trauttmansdorff, Lettre au général d'Alton, datée du 16 octobre 1789.

Les patriotes encouragent les soldats impériaux à déserter. Le gouvernement réagit vainement en donnant des faveurs à l'armée, mais les soldats originaires des Pays-Bas continuent à rejoindre les insurgés. En octobre, l'Empereur émet plusieurs déclarations et ordonnances concernant les émigrations, les armements, attroupements et autres complots contre l'État. Avec le désarmement de la population s'ajoute un redoublement de mesures violentes et arbitraires. L'autorité militaire accapare le pouvoir et en abuse. Le comte de Trauttmansdorff s'en inquiète.

### Révolte armée (octobre - décembre 1789)

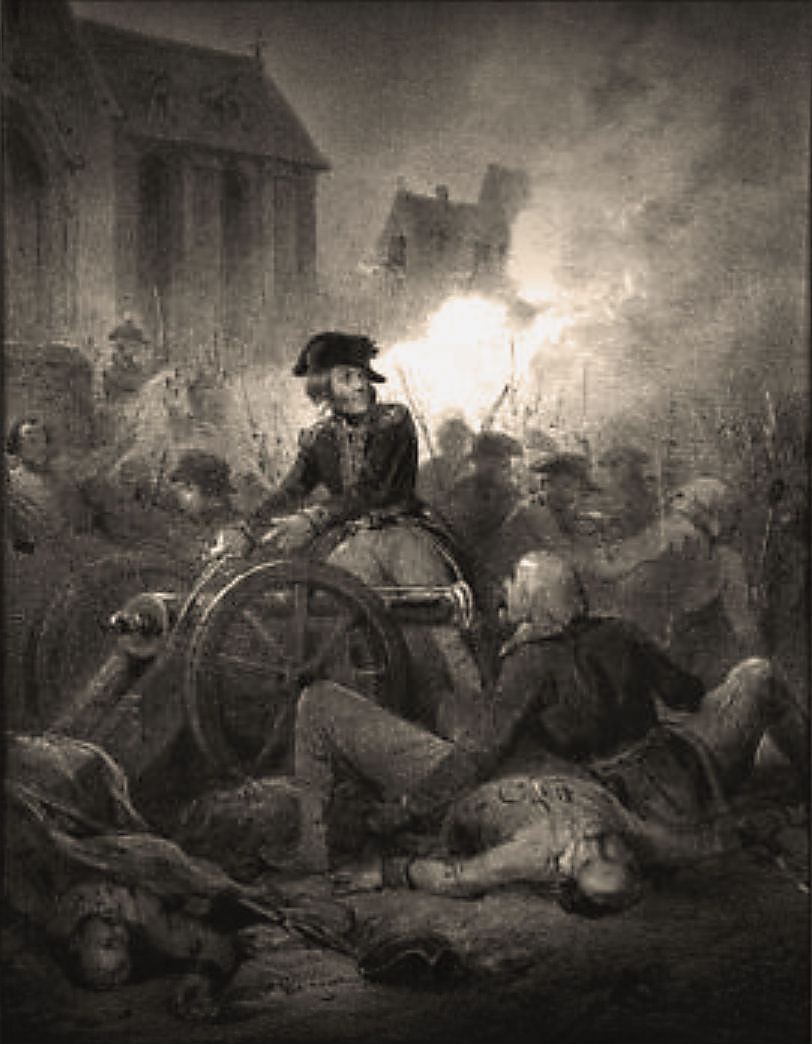
Les Autrichiens sous-estiment l'armée des patriotes lors de la bataille de Turnhout, octobre 1789.

Au début d'octobre 1789, dans le but d'encadrer ses patriotes, Jean-François Vonck propose au colonel retraité Van der Mersch de prendre le commandement des troupes à Bréda. Le 24 octobre 1789, ceux-ci décident de mener une double incursion dans les Pays-Bas, un premier groupe conduit par le colonel Ranssonet et le major Philippe Devaux s'empare du Fort Lillo, au nord d'Anvers tandis qu'une bande de 2 500 rebelles armés dirigés par le général Van der Mersch marche sur Turnhout et s'y installe le 25 octobre 1789. Mais le commandement militaire impérial sous-estime l'armée patriote.

« La personne nommée dans la lettre que je joins ici venant d'arriver de Turnhout… m'apprend que la colonne de 2 500 hommes qui s'y trouve sous les ordres de Van der Mersch, n'est composée que de pauvres hères qu'une troupe disciplinée peut aisément mettre en fuite. »

— Le général d'Alton , Lettre au comte Ferdinand von Trauttmansdorff, datée du 30 octobre 1789.

Le général d'Alton réagit en envoyant le général Schroeder avec 4 000 hommes pour rétablir la situation. Cependant dans les combats dans les rues de Turnhout, les soldats autrichiens lachent pied et se retirent en désordre en abandonnant quelques pièces d'artillerie. Après cette humiliation, le général d'Alton envoie une seconde troupe de 7 000 soldats, mais les patriotes font une retraite prudente vers les Provinces-Unies le 8 novembre 1789.
Le 13 novembre 1789, les insurgés décident de porter la lutte en Flandre. Le comte Louis-Eugène de Ligne et le major Devaux, à la tête d'un millier d'hommes, traversent le pays de Waes, prennent Bruges, faiblement défendue, et pénètrent dans la ville de Gand, tandis que la garnison se retranche. Le lendemain les troupes impériales, sous le commandement des généraux Schroeder et d'Arberg, occupent la citadelle et bombardent Gand, à boulets rouges.

« D'après l'esprit de la lettre que je viens de recevoir de Sa Majesté, je crois devoir engager Votre Excellence d'ordonner au Comte d'Arberg de ne rien précipiter, mais de donner aux insensés qu'il tient bloqués, la possibilité de recourir à la clémence de Sa Majesté comme il l'a largement fait à Turnhout. »

— Le comte Ferdinand von Trauttmansdorff, Lettre au général d'Alton, datée du 14 novembre 1789.

Jean-François Vonck

Les combats dans les rues de Gand, novembre 1789.

Le général Van der Mersch prend la tête de l'armée des patriotes à la demande de Jean-François Vonck.

L'Empereur exige de défendre le centre et plus particulièrement Bruxelles pour protéger le trésor royal, les archives et les membres du gouvernement. Le général d'Alton essaye de regrouper ses troupes sur Termonde et Alost, tandis que Bruxelles n'est défendue que par une garnison de 2 500 hommes, mais les Impériaux évoluent dans un pays prêt à se soulever, dans un milieu hostile. Le couple de gouverneurs, Marie-Christine et Albert quitte Bruxelles. C'est le signal de la débandade des fonctionnaires.
Le comte von Trauttmansdorff, rejette la responsabilité sur le général d'Alton et demande à l'Empereur d'envoyer des troupes en renfort. Mais Joseph II est occupé dans une expédition en Orient et menacé par la Prusse. De plus, sur place, les troupes impériales sont confrontées à la désertion des militaires locaux.
Le 21 novembre 1789, une insurrection éclate à Mons lorsque la garnison quitte la ville pour aller renforcer Namur. La libération du Hainaut est rapide. Pendant ce temps là, le général Van der Mersch à la tête de sa bande de patriotes marche sur Tirlemont en Campine. Cependant le général d'Alton, faute d'informations fiables, surestime l'armée des insurgés et accepte une suspension des combats de quatre jours. Le général n'a pas le soutien du gouvernement du comte de Trauttmansdorff. Malgré cela il propose à Van der Mersch une nouvelle suspension de dix jours et même un armistice de deux mois.
Le comte von Trauttmansdorff évalue la situation et somme le général d'Alton de devoir s'expliquer.

« La Flandre & la West-Flandre sont complétement perdues, le port d'Ostende est au pouvoir des insurgés,… les communications sont interceptées avec Bruxelles, le Hainaut est également perdu dans toute son étendue, les insurgés sont postés sur le Brabant par la Campine, repoussant nos troupes jusqu'aux portes de Louvain, menaçant d'un autre côté Namur, le Limbourg est également menacé & peut-être déjà envahi, le Brabant, dans les villes principales surtout, est uniquement contenu par la concentration des troupes, mais prêt à éclater à la moindre approche… Son Excellence est donc requise de s'expliquer de manière positive & catégorique sur ce qui est ici posé, pour que le Ministre Plénipotentiaire… puisse se déterminer sur le point aussi pressant qu'important des dernières démarches à faire. »

— Le comte Ferdinand von Trauttmansdorff, Lettre au général d'Alton, datée du 25 novembre 1789.

Le 21 novembre 1789, une première déclaration de l'empereur révoque son ordonnance du 18 juin qui cassait la députation des états de Brabant, le conseil de Brabant, etc. et une seconde déclaration de l'empereur annule l'ordonnance du 30 janvier pour rétablir toutes les choses, dans la province de Hainaut, sur le pied où elles étaient lors de la dernière assemblée des états. De plus, l'empereur déclare dans l'ordonnance du 25 novembre 1789 le rétablissement de la Joyeuse Entrée et tous les privilèges du Brabant, avec une amnistie générale, sans exception, dans le Brabant. Au vu de la dégradation de la situation sur le terrain, le comte von Trauttmansdorff se désolidarise de plus en plus de l'option militaire du général d'Alton et l'accuse d'être à l'origine de la défaite des troupes autrichiennes.

« Il s'agit de conserver à Sa Majesté la pleine & paisible possession de toutes ses provinces. Il y a pour cela deux voies : celle de la force & celle d'un accommodement. La première est plus honorable & ne coutera pas de sacrifices. La seconde l'est moins & coutera beaucoup… Dans le premier cas, je ferai tout ce que Votre Excellence trouvera bon… Dans le second… Ce sera à moi à agir & je ne dois alors n'être gêné en rien, sans quoi je ne puis répondre de rien… Je doute que les rapports de Votre Excellence ni ses notes puissent persuader Sa Majesté que le Gouvernement et surtout les édits du 21 et 25 novembre soient cause de tout ce qui est arrivé aujourd'hui. »

— Le comte Ferdinand von Trauttmansdorff, Lettre au général d'Alton, datée du 5 décembre 1789.

Le centre des forces impériales se trouve à Bruxelles, transformée en place de guerre. Le gouvernement s'attend au soulèvement de la ville et envisage la perte des Pays-Bas. Le signal de l'insurrection des patriotes est donné le 10 décembre 1789. Des bourgeois attaquent les militaires et les repoussent. Les soldats impériaux désertent par pelotons entiers. La position n'est plus tenable pour le général d'Alton. Il fait évacuer la ville par ses troupes restées fidèles à l'Empereur. C'est la débandade des armées impériales. Celles-ci font retraite sur Louvain, puis Namur et finalement sur Luxembourg.
À la fin du mois de décembre 1789, les Pays-Bas sont aux mains des patriotes belges, à l'exception de la province de Luxembourg et de la citadelle d'Anvers qui sont encore sous le contrôle des troupes autrichiennes.

« Mon cher comte Cobenzl. Après que les événements les plus malheureux et les dispositions tant civiles que militaires, aussi incroyables que contraires, m'ont fait perdre les provinces belgiques hors le Luxembourg, et ont annulé et détruit un corps d'armée de dix-huit mille hommes avec tout y appartenant, je n'ai pas besoin de vous dire, mon cher comte, la peine infinie que j'en ressens. »

— Joseph II, Lettre à Cobenzl, datée du 24 décembre 1789.

## États belgiques unis (1790)

Les États belgiques unis.

Une fois les troupes autrichiennes chassées d'une partie des Pays-Bas, les structures politiques des différentes provinces se remettent rapidement en place, avec leurs composantes représentatives, à savoir certains prélats, quelques grandes abbayes, certains nobles possesseurs de grandes baronnies et les représentants, souvent nobles, des villes importantes. Les États des différentes provinces confirment la déchéance de l'empereur Joseph II et déclarent leur indépendance et décident de se réunir en assemblée générale dans les meilleurs délais.

« La révolution heureuse que nous venons d'achever glorieusement sous les auspices visibles de Dieu, nous a mis le pouvoir suprême en mains, en vertu duquel nous venons de nous déclarer libres et indépendants, et le ci-devant duc Joseph II déchu de toute souveraineté, hauteurs, etc., de notre pays et duché de Brabant. »

— Les États de Brabant, Lettre aux États des autres provinces, datée du 20 décembre 1789.

Fin de l'année 1789, des contacts diplomatiques sont établis par les patriotes pour disposer du soutien des trois puissances voisines, la Prusse, la Grande-Bretagne et les Provinces-Unies. Si à Londres, l'accueil est réservé, Berlin montre un certain intérêt à leur demande. La crainte de voir ce pays s'associer à la France révolutionnaire les contraint à le préserver des visèes de l'empereur. C'est pourquoi Frédéric-Guillaume II de Prusse propose à Londres et à La Haye de reconnaître l'indépendance des États belgiques unis. Cette proposition est cependant prise avec beaucoup de réserve de la part des deux autres puissances.
Pendant ce temps, l'empereur Joseph II charge le comte de Cobenzl de se concerter avec les autorités des insurgés pour parvenir à un compromis. Tandis que le prince de Kaunitz parvient à établir un contact avec l'archevêque de Malines, le cardinal de Franckenberg à qui il demande de le soutenir dans une démarche pacification du pays. Mais le cardinal lui répond que cette démarche est inutile, vu l'avancement de l'établissement d'un acte de confédération des provinces. En effet, le 31 janvier 1790, les députés de huit provinces libérées, à savoir le Brabant, la Gueldre, la Flandre, la West-Flandre, le Hainaut, Namur, le Tournaisis et Malines signent un traité d'union composé de 12 articles.

« Article 1 : Toutes ces provinces s'unissent et se confédèrent sous la dénomination d'États-Belgiques-Unis. »

— Texte du traité d'union du 11 janvier 1790.

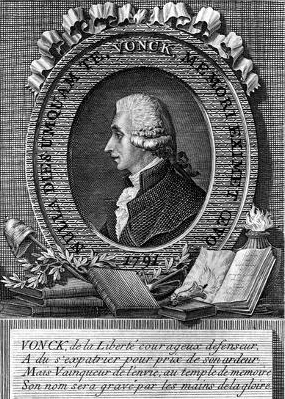
L'avocat Jean-François Vonck représente la tendance démocratique.

Le 28 février 1790, le comte de Cobenzl informe les différentes provinces de la dégradation de la santé de l'empereur Joseph II et de son décès à la date du 20 février 1790. Son frère, Léopold II, grand-duc de Toscane, lui succède. Dès le 2 mars 1790, Celui-ci fait parvenir un manifeste à l'attention du nouveau gouvernement belge proposant sa reconnaissance en tant que nouveau souverain en contrepartie du respect de la Joyeuse Entrée et de nouvelles concessions, ouvrant la porte à un régime de type parlementaire. Malgré l'intérêt des députés de la tendance Vonckiste à cette proposition, les partisans de Van der Noot et de Van Eupen, à la tête des États-Généraux, rejettent la proposition et ne vont même pas daigner y répondre… En considération de quoi, Léopold II fait alors connaître sa décision au couple de gouverneurs des Pays-Bas, Marie-Christine et Albert de Saxe-Teschen, de ne plus promettre, en son nom, que le rétablissement, dans chaque province, de son ancienne constitution.

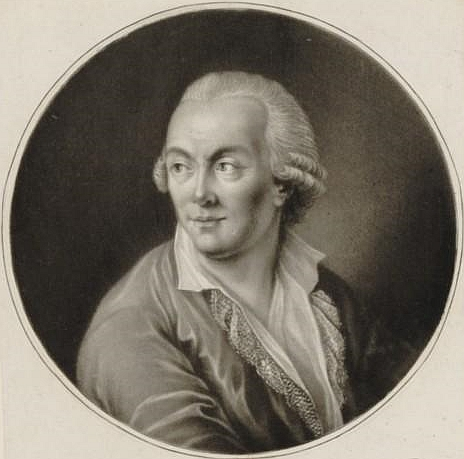
L'avocat Henri van der Noot défend les privilèges.

Dans les nouveaux États-Belgiques-Unis, la discorde entre les deux tendances représentées par l'avocat Henri van der Noot et le chanoine Van Eupen, d'un côté et par l'avocat Jean-François Vonck de l'autre, est importante et crée des tensions dans les nouvelles structures dans le pays. La tendance conservatrice et cléricale l'emporte et Henri Van der Noot prend les rênes du pouvoir, tout en devant faire face au parti à tendance démocrate des vonckistes appuyé par le général Van der Meersch.

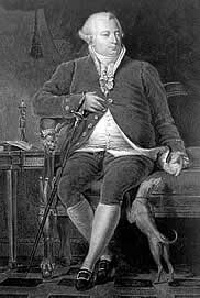
Le duc d'Arenberg commande les volontaires vonckistes.

En mars 1790, le gouvernement conservateur, avec l'aide de la population, parvient à chasser de Bruxelles les compagnies de volontaires vonckistes, composées presque exclusivement de bourgeois et commandées par le duc d'Ursel, le duc d'Arenberg et le comte de La Marck qui ont refusé de prêter serment de fidélité aux nouveaux États. La victoire des conservateurs est complète. Pendant ce temps l'armée du général Van der Mersch, composée de 4 000 patriotes est stationnée à Namur pour prévenir d'un éventuel retour des troupes autrichiennes. Mais l'arrivée de Schoenfeldt, officier prussien, au service de la république en vue de prendre le commandement général des forces armées révolte le général Van der Meersch. L'opposition démocrate se regroupe à Namur, sous la protection de l'armée de patriotes de Van der Meersch. Le risque d'une guerre civile entre les deux factions s'accroit. Après avoir reçu la capitulation de la garnison autrichienne retranchée dans la citadelle d'Anvers, le général Schoenfeldt marche sur Namur. Van der Meersch se rend moyennant l'amnistie de ses troupes. Jean-François Vonck et quelques patriotes restés fidèles à la tendance démocrate se réfugient en France.
L'État a besoin d'argent. La peur d'irriter le peuple, les privilèges accordés à d'autres empêchent le pouvoir politique de lever les impôts indispensables au bon fonctionnement des institutions. L'armée est constituée d'une multitude de contingents locaux plus ou moins indépendants. Les premières escarmouches avec les Autrichiens sont peu convaincantes. Le général Schoenfeldt fait stationner l'armée en position défensive le long de la Meuse. Le gouvernement décide de faire appel aux masses populaires pour le soutenir, avec l'aide du clergé. De tous les villages du pays, des hommes se dirigent vers la capitale de leur province pour y faire hommage aux États. Mais, malgré ce soutien populaire, les moyens financiers continuent à faire défaut au gouvernement. Celui-ci veut s'appuyer sur les corporations des métiers, mais ces derniers revendiquent la restitution de leurs privilèges et leurs monopoles.
Le 27 juillet 1790, de laborieuses négociations entre l'Angleterre, la Prusse, la Russie, les Provinces-Unies et l'Autriche finalisent le traité de Reichenbach, par lequel, en échange d'une paix séparée avec l'Empire ottoman, l'Autriche peut reprendre le contrôle des Pays-Bas avec l'aide de ces puissances.

« Sa Majesté déclare : qu'Elle continuera d'agir dans le plus parfait concert avec les deux Puissances Maritimes… pour faire rentrer les Pays-Bas sous la domination de Sa Majesté le Roi de Hongrie & pour assurer leur ancienne Constitution… »

— Ewald Frederic Comte de Hertzberg ,  Déclaration de la part du Ministre de Sa Majesté Prussienne dans le cadre du Traité de Reichenbach du 27 juillet 1790.

La République des États belgiques unis perd ainsi le soutien de la Prusse. Sollicitée, la France ne s'engage pas au vu de la faiblesse de l'armée belge. Plus rien n'empêche maintenant une attaque de l'armée impériale.

## Première Restauration autrichienne: Règne de Léopold II du Saint-Empire (1790-1792)

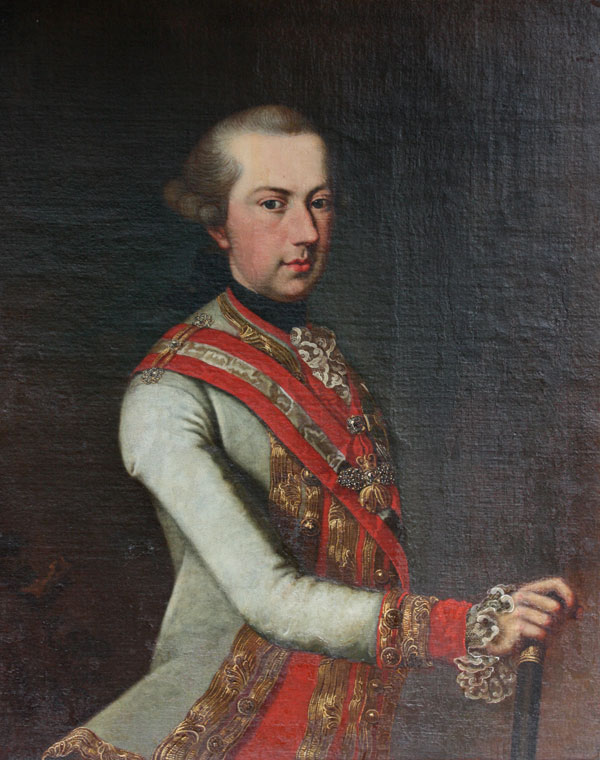
L'empereur Léopold II met fin aux États-Belgiques-Unis.

Après avoir repris la province de Limbourg en août 1790, la position de l'empereur Léopold II est claire : dans une déclaration du 14 octobre 1790, il demande à ses sujets révoltés de reconnaître son autorité légitime en tant que souverain des Pays-Bas et de lui prêter serment. En échange, il s'engage à gouverner les provinces belges conformément à leurs constitutions, il promet l'amnistie générale à ceux qui déposeront les armes avant le 21 novembre 1790. Le délai expiré, 30 000 soldats autrichiens entreront dans les Pays-Bas.
Le congrès accueille cet ultimatum avec colère, après avoir pris ses dispositions pour renforcer son armée, il décide tardivement d'envoyer deux émissaires auprès des autorités autrichiennes, puis improvise et propose tardivement de nommer le troisième fils de l'empereur, l'archiduc Charles, grand-duc héréditaire des Pays-Bas.
Au jour prévu, les troupes impériales se mettent en marche, sous la direction du feld-maréchal Bender. Le 24 novembre 1790, les Autrichiens entrent dans Namur et les États de cette province font soumission à l'empereur Léopold II. Le 21 novembre 1790, le congrès de la république se réunit pour la dernière fois à Bruxelles et dénonce la conduite félonne des Namurois avant de fuir vers le Brabant hollandais. L'armée impériale reprend progressivement le territoire des Pays-Bas au nom de l'empereur Léopold II : elle reprend Mons le 30 novembre, Bruxelles le 2 décembre, Anvers le 6 décembre et Gand le 7 décembre ; les villes font soumission au feld-maréchal Bender, commandant des troupes impériales, les unes après les autres. L'armée belge n'essaie même pas de résister et se fond dans la population. Dès le 30 novembre 1790, l'Empereur édite les lettres patentes de nomination du comte Florimond de Mercy-Argenteau au poste de ministre plénipotentiaire aus Pays-Bas, avec mission d'assurer l'interim en l'absence des gouverneurs. Celui-ci prend ses dispositions pour remettre à la tête du pays un gouvernement afin de suppléer provisoirement le conseil d'État, le conseil privé, le conseil des finances et la chambre des comptes.
L'ensemble des Pays-Bas est sous la domination de l'Empereur. Léopold II fait les concessions promises par le traité de Reichenbach à l'occasion d'un nouveau traité signé à La Haye le 10 décembre 1790. C'est-à-dire la confirmation de la constitution, l'amnistie générale et les concessions ultérieures.

« Article I : Sa Majesté Impériale, en recevant de la manière usitée l'hommage des Provinces Belgiques, leur confirmera à toutes & à chacune les Constitutions, Privilèges & Coutumes légitimes, dont la jouissance leur a été assurée, respectivement par les actes d'inauguration de l'Empereur Charles VI & de l'Impératrice Marie-Thérèse, de glorieuse mémoire. »

— Convention relative aux affaires Belgiques signée le 10 décembre 1790 entre SM l'Empereur, LM les Rois de Grande-Bretagne et de Prusse et LHP les États-Généraux des Provinces Unies.

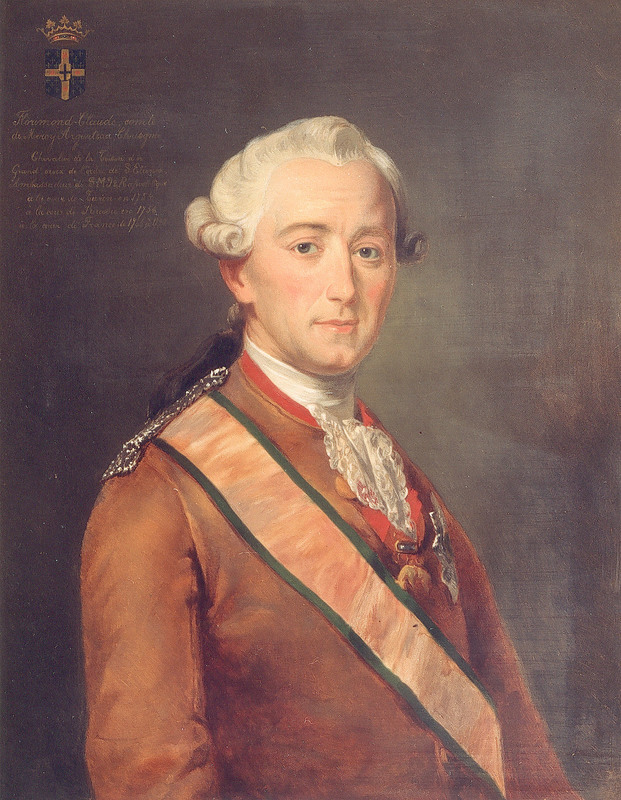
Le comte de Florimond de Mercy-Argenteau est nommé ministre plénipotentiaire des Pays-Bas.

Les troupes autrichiennes interviennent également à Liège pour rétablir le prince-évêque Hoensbroeck et restaurer l'Ancien Régime, avec pour conséquence un exil des révolutionnaires liégeois vers la France.
La restauration autrichienne se fait en douceur dans les Pays-Bas. Une fois la campagne militaire terminée. Le comte Florimond de Mercy-Argenteau relance les conseils des différentes provinces en leur demandant de convoquer les membres, qui en faisaient partie avant la révolution, pour reprendre leurs séances. Mais la rancune des conservateurs et la défiance des membres du clergé sont trop vives pour espérer une réconciliation, tandis que les démocrates vonkistes regrettent le retour aux anciennes institutions. Le comte de Mercy autorise en février l'installation à Bruxelles de la société des « Amis du bien public », d'inspiration démocrate, sous la présidence du vicomte Édouard de Walckiers et dont le manifeste est intitulé « Observations sur la constitution primitive et originaire des trois États du Brabant. »

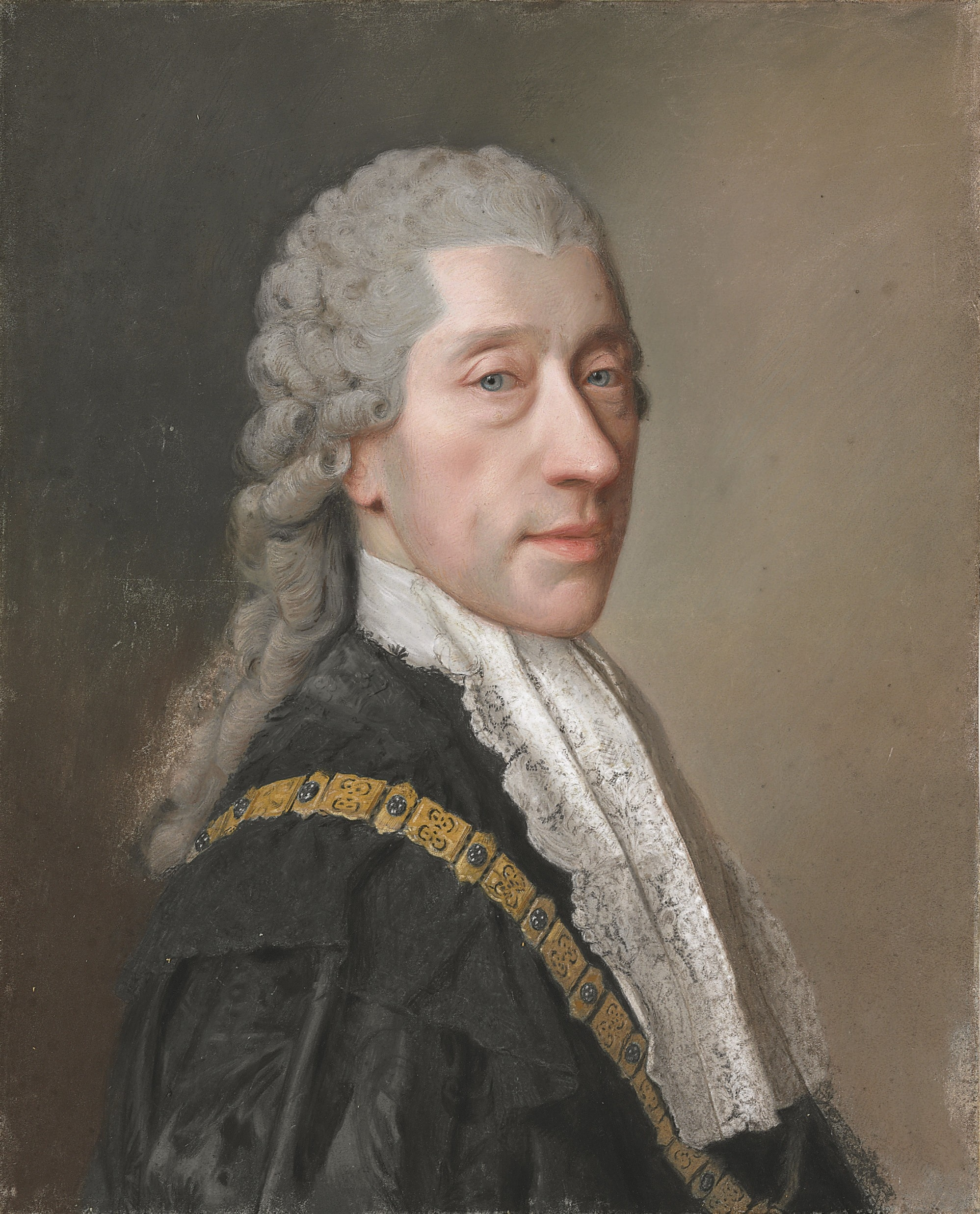
Le prince Wenzel Anton von Kaunitz-Rietberg défend les positions de l'Empereur.

En confirmation des engagements pris, Léopold II édite, le 14 février 1791, des lettres patentes donnant plein pouvoir au duc Albert de Saxe-Teschen de prêter serment, en son nom, aux États des provinces des Pays-Bas et de recevoir le leur. Il faut cependant attendre le 15 juin 1791, pour voir revenir le couple de gouverneurs à Bruxelles. Un nouveau ministre plénipotentiaire, le comte de Metternich-Winneburg, est nommé le 17 juin 1791. La situation politique se normalise progressivement avec le rétablissement des trois conseils collatéraux d'État, privé et des finances par décision du 27 juillet 1791. Malgré cela le gouvernement autrichien aux Pays-Bas subit à nouveau deux influences, les positions du gouverneurs sont souvent en opposition avec celle du ministre plénipotentiaire. En effet, Marie-Christine se refuse à toute transaction tandis que le comte de Metternich penche pour une réconciliation avec l'aristocratie locale. À la fin de l'année 1791, le gouvernement autrichien parvient, à nouveau, à s'aliener les diverses opinions. Les gouverneurs proposent de faire de nouvelles concessions, mais celles-ci sont refusées par le chancelier Kaunitz à Vienne. En janvier 1792, les États du Brabant envoient une délégation pour informer l'Empereur, mais le prince de Kaunitz refuse l'audience aux députés.

« Je conseille, en bon ami, à messieurs des États du Brabant, d'adopter une fois pour toujours à l'avenir, dans leurs appels de la nation au souverain, une méthode plus décente que celle qu'ils ont employée cette fois, et qui ne fera jamais fortune auprès de Léopold II. »

— Le prince de Kaunitz ,  Lettre au comte de Baillet.

Les deux fractions de l'opinion publique sont mécontentes et ne soutiennent plus le gouvernement. Les patriotes démocrates se tournent naturellement vers la France en préparant une nouvelle insurrection

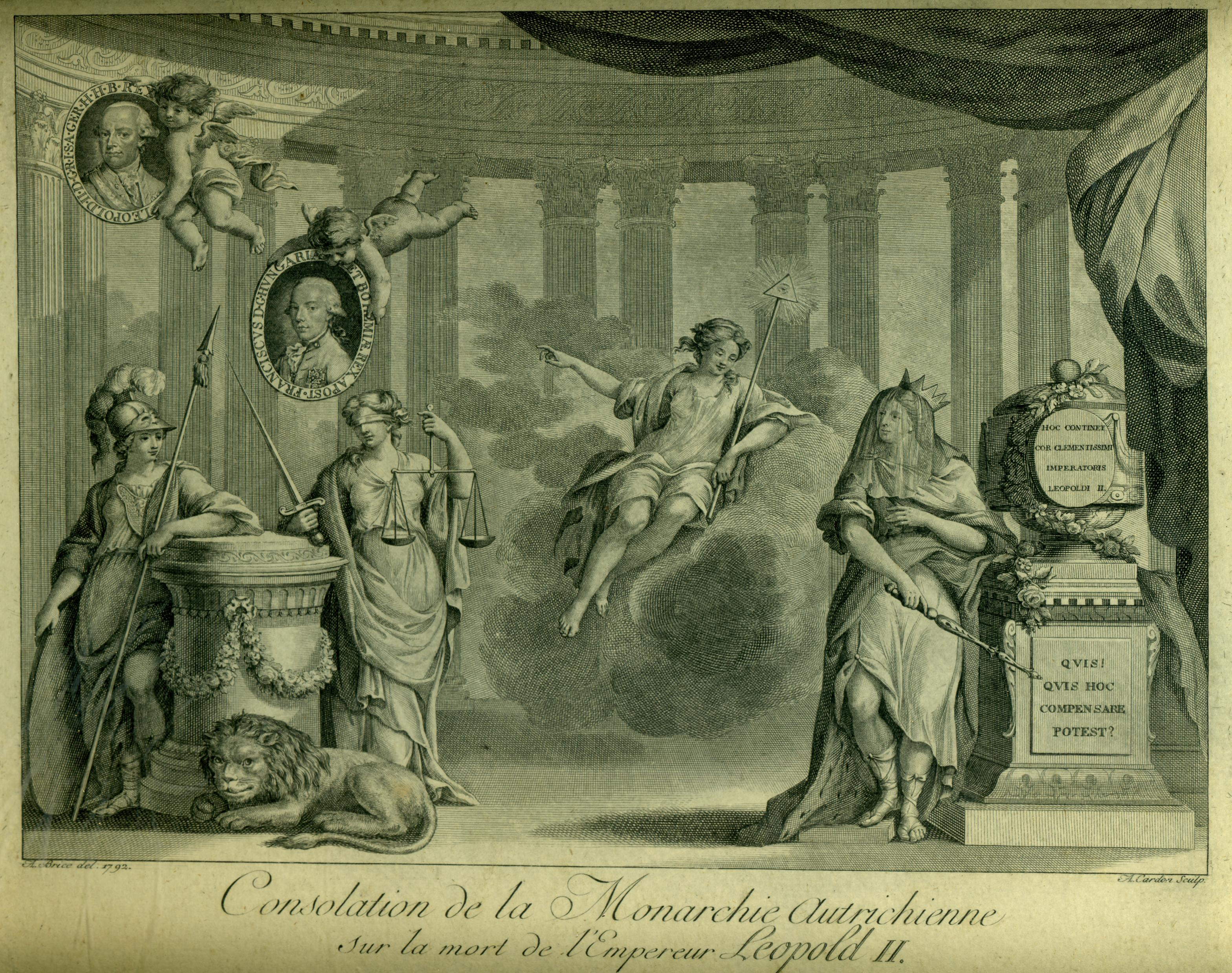
Dessin d'Antoine Brice gravé par Antoine Cardon, Consolation de la Monarchie autrichienne sur la mort de l'Empereur Léopold II.

Le 1er mars 1792, l'empereur Léopold II décède, son fils François devient empereur des Romains, archiduc d'Autriche, etc. Celui-ci confirme dès les 3 mars 1792, l'archiduchesse Marie-Christine et le duc Albert de Saxe-Teschem dans le poste de gouverneurs généraux des Pays-Bas et donne plein pouvoir au duc Albert de Saxe-Teschem pour prêter, en son nom, le serment d'inauguration aux états des provinces des Pays-Bas, et recevoir de ceux-ci leur serment d'obéissance et de fidélité.
La France déclare la guerre à l'Autriche le 20 avril 1792.
Le refus de paiement des subsides par les chefs-villes du duché de Brabant entraîne une vague de mesures répressives de la part du gouvernement autrichien. Le 29 avril 1792, le baron de Bender, commandant militaire de l'armée impériale des Pays-Bas menace de sévir avec vigueur contre quiconque tenterait de troubler la tranquillité de l'État. Cette loi martiale est pour les députés de l'État un sujet de critiques. Des pamphlets circulent sous le manteau.

## Première occupation française des États de Belgique

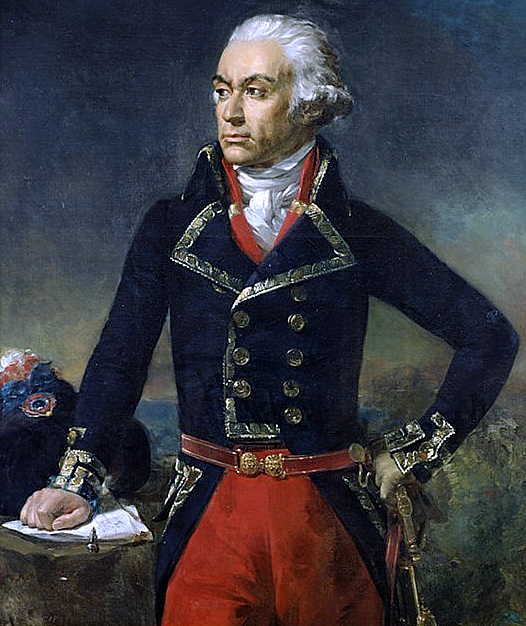
Le général Charles François Dumouriez encourage les provinces belges à se constituer en peuple libre.

Les troupes françaises stationnées le long de la frontière du nord sont divisées en trois corps principaux : le général de Lafayette commande le nord, le maréchal Nicolas Luckner la droite et le comte de Rochambeau la gauche. Les troupes françaises sont fortes de 40 000 hommes, tandis que l'armée impériale, commandée par le général Bender, et stationnée dans les Pays-Bas, en compte 30 000.

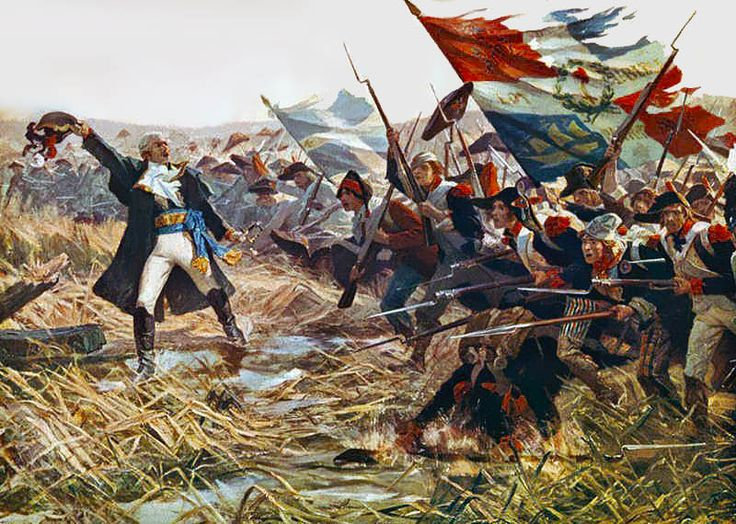
La bataille de Jemappes le 6 novembre 1792.

Les premières opérations militaires françaises débutent le 28 avril 1792. L'armée françaises est indisciplinée et ses cadres manquent d'expérience, les attaques contre les Autrichiens se soldent principalement par des échecs. Le 14 juillet 1792, la Prusse déclare la guerre à la France ; la défaite de la France semble certaine. Mais la défaite des Prussiens à Valmy renverse d'un seul coup la situation. Le général Dumouriez annonce son intention d'entrer dans les Pays-Bas. Le 6 novembre 1792, son armée, forte de 60 000 hommes, se trouve face à l'armée de Bender, retranchée dans des positions fortifiées à Jemappes. À la fin de la journée, l'armée française est victorieuse tandis que les Autrichiens battent en retraite. Devant la menace, le baron de Bender, commandant militaire de l'armée impériale des Pays-Bas, fait évacuer Bruxelles et se retranche à Luxembourg. L'armée française progresse dans les Pays-Bas et est considérée comme une armée de libération par les habitants[réf. nécessaire]. Les Français s'emparent de Bruxelles le 14 novembre 1792, entrent à Liège le 28 novembre et à Namur le 2 décembre.
Cependant, dès le 30 novembre 1792, Dumouriez s'oppose aux commissaires de la République envoyés par la Convention en Belgique, dont Danton et Delacroix, tous deux partisans d'une annexion pure et simple des territoires belges à la France. En effet, Dumouriez se rallie à l'opinion majoritaire des Belges qui sont partisans d'une République indépendante.
Le général Dumouriez encourage les provinces belges, y compris celle de Liège, à se constituer en peuple libre et à convoquer une assemblée nationale. Il fait élire les administrations provisoires pour recevoir les ordres de l'armée française. Les conservateurs belges accueillent mal cette proposition d'assemblée nationale qui va à l'encontre de leurs convictions, comme si la charte de la Joyeuse Entrée n'existait plus. L'alliance de Dumouriez avec les démocrates, en vue de fonder une république belge, le brouille avec les Jacobins et les conservateurs.

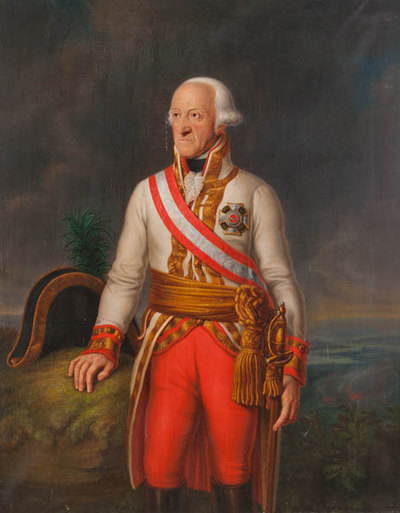
Le prince de Cobourg met fin à l'occupation française.

L'administration française issue de la guerre oblige le général Dumouriez à assurer la subsistances des troupes par la contribution de la population. Les administrations provisoires se voient obliger de fournir des subsides à l'armée d'occupation. L'anarchie commence à prendre le dessus. Le pays souhaite obtenir son indépendance, mais la France n'est pas prête à la lui donner. À la fin de l'année 1792, des élections sont prévues, mais l'intervention des conservateurs belges neutralise ce processus et le décret de la Convention française du 15 décembre 1792 entre en vigueur le 1er janvier 1793.
L'annexion de la Belgique est réclamée par Danton le 13 janvier 1793 dans une déclaration à la Convention :

« Les limites de la France sont marquées par la nature, nous les atteindrons des quatre coins de l'horizon, du côté du Rhin, du côté de l'Océan, du côté des Alpes. Là doivent finir les bornes de notre République. »

— Danton ,  la doctrine des frontières naturelles de la France

Le 31 janvier 1793, à la suite de la déclaration de guerre de la République française au roi d'Angleterre et au stadhouder des Provinces-Unies, le général Dumouriez reçoit l'ordre d'envahir les Provinces-Unies. Les troupes françaises s'emparent de Bréda le 25 février 1793 et de Mont-Sainte-Gertrude le 4 mars 1793. Cependant, l'armée impériale, sous les ordres du prince de Cobourg, s'est réorganisée durant l'hiver. Le 1er mars 1793, elle s'empare de la ville de Maestricht défendue par les troupes du général Miranda et occupe Liège le 5 mars 1793.
À partir de mars 1793, la République française veut intégrer à son territoire les provinces, villes, faubourgs et communes de l'État belgique [sic] : Bruxelles, le Hainaut, sous le nom de département de Jemmapes, le pays de Franchimont et de Stavelot, Gand, Tournai et le Tournaisis, Louvain, Ostende, Namur, Charles-sur-Sambre, la banlieue de Bruges et le Pays de Liège. Mais le retour des Impériaux met fin à cette intégration.

## Seconde Restauration autrichienne (1792-1794)

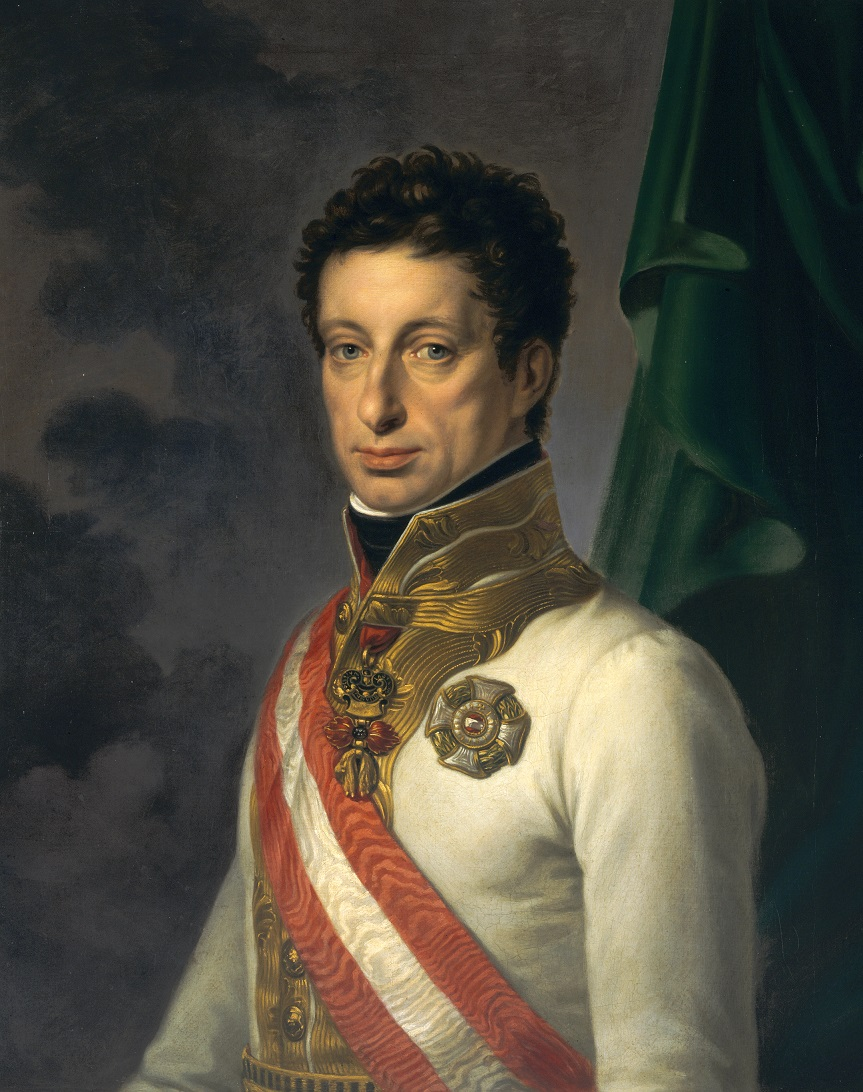
Le gouverneur, l'archiduc Charles est désigné gouverneur des Pays-Bas par l'empereur François II.

Le 8 avril 1793, une conférence réunit à Anvers les pays alliés luttant contre la France, à savoir la Grande-Bretagne, l'Autriche, la Prusse et les Provinces-Unies, en vue de rétablir la monarchie en France.

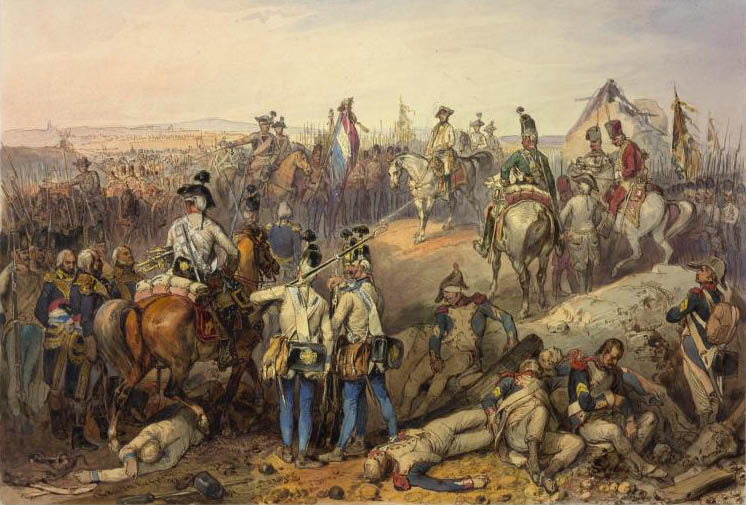
La bataille de Neerwinden le 18 mars 1793.

Les troupes impériales progressent vers Bruxelles et rencontrent le 15 mars 1793 l'avant-garde de l'armée française près de Tirlemont. Le 18 mars 1793, la bataille de Neerwinden marque une défaite importante de l'armée française qui abandonne le territoire des États belgique [sic] et entreprend une retraite vers les places du nord de la France. Le général Dumouriez décide de rompre avec la République française et rejoint les forces autrichiennes.
L'empereur François II reprend la direction des Pays-Bas avec l'assentiment du peuple belge dans un esprit d'ouverture. Il désigne son frère, l'archiduc Charles comme gouverneur et le comte de Metternich-Winnenburg comme ministre plénipotentiaire. Leur entrée à Bruxelles, le 26 mars 1793 est un triomphe. L'empereur nomme l'ancien gouverneur des Pays-Bas, Franz Ferdinand von Trauttmansdorff-Weinsberg, chancelier des Pays-Bas à Vienne. Il vient à Bruxelles le 9 avril 1793 en vue de la campagne militaire contre la France. Le 23 avril 1793, l'empereur se fait nommer duc de Brabant et de Limbourg et le 5 juin, les États du Brabant décident d'envoyer à l'empereur une députation composée des membres des trois ordres.
Les Autrichiens reprennent le pouvoir aux Pays-Bas dans un esprit de réconciliation. L'esprit est à l'apaisement et il est prévu de revenir à la situation de février 1791. La situation politique interne est bonne, les États de Brabant accordent les subsides ordinaires et un don gratuit à l'Empereur pour aider à la guerre contre la France. Le gouvernement autrichien accorde l'amnistie illimitée dans les différentes provinces. De plus, en août, il se déclare disposé à rendre leurs biens aux couvents supprimés. Les réparations promises par la convention de La Haye sont complètes. Mais malgré le vote des subsides et de nouveaux impôts, la confiance ne semble pas complètement rétablie.
L'offensive autrichienne conduite par le prince de Cobourg se poursuit dans le nord de la France : les troupes impériales s'emparent de Condé le 10 juillet 1793, de Valenciennes le 28 juillet 1793, puis du Quesnoy et de Maubeuge, s'ouvrant ainsi la route de Paris. Au même moment, le duc d'York entreprend le siège de Dunkerque le 22 août 1793.
Mais, peu à peu, l'armée française résiste aux Autrichiens et, après l'hiver, reprend l'offensive vers le nord.

## Seconde occupation française et l'annexion à la France

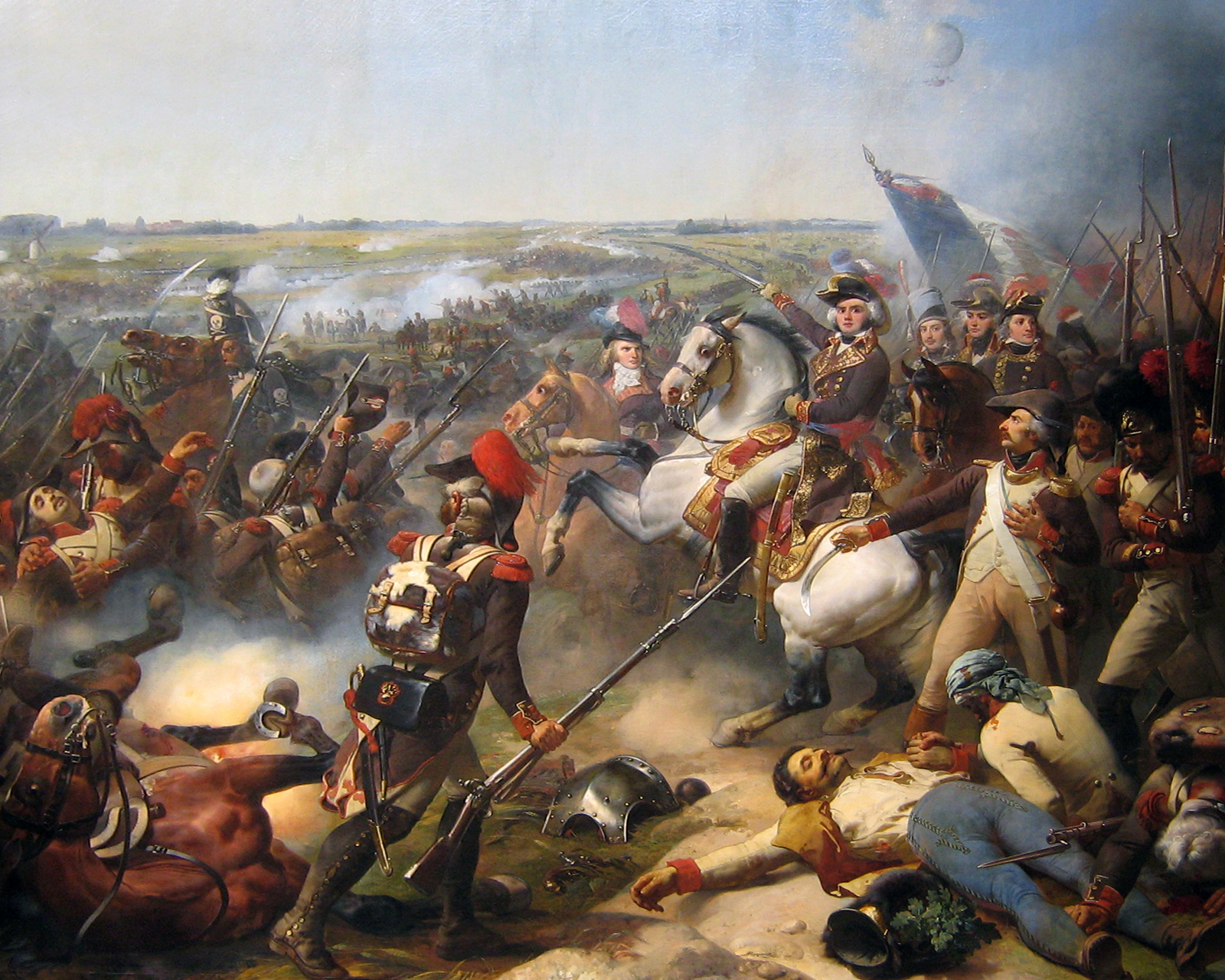
La bataille de Fleurus (1794) met fin aux Pays-Bas autrichiens.

Cependant, le 8 septembre 1793, les troupes françaises du général Houchard battent les Anglais à la bataille d'Hondschoote. Cette victoire dégage Dunkerque et permet aux Français de reprendre l'initiative vers les Pays-Bas autrichiens comme revanche de la défaite de Neerwinden. Les 15 et 16 octobre 1793, à Wattignies, près de Maubeuge, l'armée française, commandée par Jean-Baptiste Jourdan et Lazare Carnot, oblige les troupes autrichiennes à se replier vers Mons.
Après l'hiver, les Français, conduits par les généraux Joseph Souham et Jean Victor Marie Moreau, remportent une victoire sur Clerfayt à Tourcoing, le 18 mai 1794. La ville d'Ypres est prise le 18 juin. Clerfayt est à nouveau battu à Deynze le 23 juin 1794.
Au centre de l'axe nord, le général Jean-Pierre de Beaulieu prend la ville de Charleroi le 25 juin aux troupes hollandaises du prince d'Orange. Le 26 juin 1794, les Français remportent une bataille décisive à Fleurus, entre Charleroi et Namur. Les alliés battent en retraite. Le 11 juillet, Le général Jean-Baptiste Jourdan fait la jonction avec le général Jean-Charles Pichegru à Bruxelles. Ils repoussent les Autrichiens vers l'est pour les rejeter de l'autre côté du Rhin en janvier 1795. Les Anglais et les Hollandais se retirent vers le nord et les Français entrent à Amsterdam le 20 janvier 1795.
Conformément au décret relatif aux pays réunis à la République française du 13 avril 1793, la Convention nationale française décrète, le 9 vendémiaire an IV (1er octobre 1795), la réunion de la Belgique et du pays de Liège à la France.

« La Convention nationale, sur la demande faite par un membre, que la Convention déclare qu'elle n'entend par nuire aux droits des pays réunis à la République française, et que jamais elle ne les abandonnera aux tyrans avec lesquels elle est en guerre, passe à l'ordre du jour, motivé sur ce que les contrées réunies font partie intégrante de la République. »

— Décret relatif aux pays réunis à la République, datée du 13 avril 1793.

« Art. 1er. Les décrets de la Convention nationale des 2 et 4 mars et 8 mai 1793, qui ont réuni les pays de Liége, de Stavelot, de Logne et de Malmédy au territoire français, seront exécutés selon leur forme et teneur. »

— Décret sur la réunion de la Belgique et du Pays de Liége (sic) à la France, datée du 1er octobre 1795.

« 2. Seront pareillement exécutés les décrets de la Convention nationale des 1er, 2, 6, 8, 9, 11, 19 et 23 mars 1793, qui ont réuni au territoire français le Hainaut, le Tournaisis, le pays de Namur, et la majorité des communes de la Flandre et du Brabant. »

— Décret sur la réunion de la Belgique et du Pays de Liége (sic) à la France, datée du 1er octobre 1795.

Ces territoires sont réorganisées en neuf départements correspondant à peu près aux anciens États des Pays-Bas autrichiens tandis que le sud de l'Entre-Sambre-et-Meuse est attaché au département des Ardennes (décret du 14 fructidor an III 31 août 1795). Les Pays-Bas autrichiens n'existent plus ; ils sont maintenant annexés à la Première République française.